# 1986
Portal Geschichte | Portal Biografien | Aktuelle Ereignisse | Jahreskalender | Tagesartikel

◄ |
19. Jahrhundert |
20. Jahrhundert
| 21. Jahrhundert

◄ |
1950er |
1960er |
1970er |
1980er
| 1990er | 2000er | 2010er | ►

◄◄ |
◄ |
1982 |
1983 |
1984 |
1985 |
1986
| 1987 | 1988 | 1989 | 1990 | ► | ►►
 Jan.
| Feb.
| Mär.
| Apr.
| Mai
| Jun.
| Jul.
| Aug.
| Sep.
| Okt.
| Nov.
| Dez.
Staatsoberhäupter · Wahlen · Nekrolog  · Literaturjahr · Musikjahr · Filmjahr · Rundfunkjahr · Sportjahr
| Januar | Januar | Januar | Januar | Januar | Januar | Januar | Januar |
| Kw     | Mo     | Di     | Mi     | Do     | Fr     | Sa     | So     |
| ------ | ------ | ------ | ------ | ------ | ------ | ------ | ------ |
| 1      |        |        | 1      | 2      | 3      | 4      | 5      |
| 2      | 6      | 7      | 8      | 9      | 10     | 11     | 12     |
| 3      | 13     | 14     | 15     | 16     | 17     | 18     | 19     |
| 4      | 20     | 21     | 22     | 23     | 24     | 25     | 26     |
| 5      | 27     | 28     | 29     | 30     | 31     |        |        |

| Februar | Februar | Februar | Februar | Februar | Februar | Februar | Februar |
| Kw      | Mo      | Di      | Mi      | Do      | Fr      | Sa      | So      |
| ------- | ------- | ------- | ------- | ------- | ------- | ------- | ------- |
| 5       |         |         |         |         |         | 1       | 2       |
| 6       | 3       | 4       | 5       | 6       | 7       | 8       | 9       |
| 7       | 10      | 11      | 12      | 13      | 14      | 15      | 16      |
| 8       | 17      | 18      | 19      | 20      | 21      | 22      | 23      |
| 9       | 24      | 25      | 26      | 27      | 28      |         |         |

| März | März | März | März | März | März | März | März |
| Kw   | Mo   | Di   | Mi   | Do   | Fr   | Sa   | So   |
| ---- | ---- | ---- | ---- | ---- | ---- | ---- | ---- |
| 9    |      |      |      |      |      | 1    | 2    |
| 10   | 3    | 4    | 5    | 6    | 7    | 8    | 9    |
| 11   | 10   | 11   | 12   | 13   | 14   | 15   | 16   |
| 12   | 17   | 18   | 19   | 20   | 21   | 22   | 23   |
| 1    | 24   | 25   | 26   | 27   | 28   | 29   | 30   |
| 14   | 31   |      |      |      |      |      |      |

| April | April | April | April | April | April | April | April |
| Kw    | Mo    | Di    | Mi    | Do    | Fr    | Sa    | So    |
| ----- | ----- | ----- | ----- | ----- | ----- | ----- | ----- |
| 14    |       | 1     | 2     | 3     | 4     | 5     | 6     |
| 15    | 7     | 8     | 9     | 10    | 11    | 12    | 13    |
| 16    | 14    | 15    | 16    | 17    | 18    | 19    | 20    |
| 17    | 21    | 22    | 23    | 24    | 25    | 26    | 27    |
| 18    | 28    | 29    | 30    |       |       |       |       |

| Mai | Mai | Mai | Mai | Mai | Mai | Mai | Mai |
| Kw  | Mo  | Di  | Mi  | Do  | Fr  | Sa  | So  |
| --- | --- | --- | --- | --- | --- | --- | --- |
| 18  |     |     |     | 1   | 2   | 3   | 4   |
| 19  | 5   | 6   | 7   | 8   | 9   | 10  | 11  |
| 20  | 12  | 13  | 14  | 15  | 16  | 17  | 18  |
| 21  | 19  | 20  | 21  | 22  | 23  | 24  | 25  |
| 22  | 26  | 27  | 28  | 29  | 30  | 31  |     |

| Juni | Juni | Juni | Juni | Juni | Juni | Juni | Juni |
| Kw   | Mo   | Di   | Mi   | Do   | Fr   | Sa   | So   |
| ---- | ---- | ---- | ---- | ---- | ---- | ---- | ---- |
| 22   |      |      |      |      |      |      | 1    |
| 23   | 2    | 3    | 4    | 5    | 6    | 7    | 8    |
| 24   | 9    | 10   | 11   | 12   | 13   | 14   | 15   |
| 25   | 16   | 17   | 18   | 19   | 20   | 21   | 22   |
| 26   | 23   | 24   | 25   | 26   | 27   | 28   | 29   |
| 27   | 30   |      |      |      |      |      |      |

| Juli | Juli | Juli | Juli | Juli | Juli | Juli | Juli |
| Kw   | Mo   | Di   | Mi   | Do   | Fr   | Sa   | So   |
| ---- | ---- | ---- | ---- | ---- | ---- | ---- | ---- |
| 27   |      | 1    | 2    | 3    | 4    | 5    | 6    |
| 2    | 7    | 8    | 9    | 10   | 11   | 12   | 13   |
| 29   | 14   | 15   | 16   | 17   | 18   | 19   | 20   |
| 30   | 21   | 22   | 23   | 24   | 25   | 26   | 27   |
| 31   | 28   | 29   | 30   | 31   |      |      |      |

| August | August | August | August | August | August | August | August |
| Kw     | Mo     | Di     | Mi     | Do     | Fr     | Sa     | So     |
| ------ | ------ | ------ | ------ | ------ | ------ | ------ | ------ |
| 31     |        |        |        |        | 1      | 2      | 3      |
| 32     | 4      | 5      | 6      | 7      | 8      | 9      | 10     |
| 33     | 11     | 12     | 13     | 14     | 15     | 16     | 17     |
| 34     | 18     | 19     | 20     | 21     | 22     | 23     | 24     |
| 35     | 25     | 26     | 27     | 28     | 29     | 30     | 31     |

| September | September | September | September | September | September | September | September |
| Kw        | Mo        | Di        | Mi        | Do        | Fr        | Sa        | So        |
| --------- | --------- | --------- | --------- | --------- | --------- | --------- | --------- |
| 36        | 1         | 2         | 3         | 4         | 5         | 6         | 7         |
| 37        | 8         | 9         | 10        | 11        | 12        | 13        | 14        |
| 38        | 15        | 16        | 17        | 18        | 19        | 20        | 21        |
| 39        | 22        | 23        | 24        | 25        | 26        | 27        | 28        |
| 40        | 29        | 30        |           |           |           |           |           |

| Oktober | Oktober | Oktober | Oktober | Oktober | Oktober | Oktober | Oktober |
| Kw      | Mo      | Di      | Mi      | Do      | Fr      | Sa      | So      |
| ------- | ------- | ------- | ------- | ------- | ------- | ------- | ------- |
| 40      |         |         | 1       | 2       | 3       | 4       | 5       |
| 41      | 6       | 7       | 8       | 9       | 10      | 11      | 12      |
| 42      | 13      | 14      | 15      | 16      | 17      | 18      | 19      |
| 43      | 20      | 21      | 22      | 23      | 24      | 25      | 26      |
| 44      | 27      | 28      | 29      | 30      | 31      |         |         |

| November | November | November | November | November | November | November | November |
| Kw       | Mo       | Di       | Mi       | Do       | Fr       | Sa       | So       |
| -------- | -------- | -------- | -------- | -------- | -------- | -------- | -------- |
| 44       |          |          |          |          |          | 1        | 2        |
| 45       | 3        | 4        | 5        | 6        | 7        | 8        | 9        |
| 46       | 10       | 11       | 12       | 13       | 14       | 15       | 16       |
| 47       | 17       | 18       | 19       | 20       | 21       | 22       | 23       |
| 48       | 24       | 25       | 26       | 27       | 28       | 29       | 30       |

| Dezember | Dezember | Dezember | Dezember | Dezember | Dezember | Dezember | Dezember |
| Kw       | Mo       | Di       | Mi       | Do       | Fr       | Sa       | So       |
| -------- | -------- | -------- | -------- | -------- | -------- | -------- | -------- |
| 49       | 1        | 2        | 3        | 4        | 5        | 6        | 7        |
| 50       | 8        | 9        | 10       | 11       | 12       | 13       | 14       |
| 51       | 15       | 16       | 17       | 18       | 19       | 20       | 21       |
| 52       | 22       | 23       | 24       | 25       | 26       | 27       | 28       |
| 1        | 29       | 30       | 31       |          |          |          |          |

| Januar | Januar | Januar | Januar | Januar | Januar | Januar | Januar |
| Kw     | Mo     | Di     | Mi     | Do     | Fr     | Sa     | So     |
| ------ | ------ | ------ | ------ | ------ | ------ | ------ | ------ |
| 1      |        |        | 1      | 2      | 3      | 4      | 5      |
| 2      | 6      | 7      | 8      | 9      | 10     | 11     | 12     |
| 3      | 13     | 14     | 15     | 16     | 17     | 18     | 19     |
| 4      | 20     | 21     | 22     | 23     | 24     | 25     | 26     |
| 5      | 27     | 28     | 29     | 30     | 31     |        |        |

| Februar | Februar | Februar | Februar | Februar | Februar | Februar | Februar |
| Kw      | Mo      | Di      | Mi      | Do      | Fr      | Sa      | So      |
| ------- | ------- | ------- | ------- | ------- | ------- | ------- | ------- |
| 5       |         |         |         |         |         | 1       | 2       |
| 6       | 3       | 4       | 5       | 6       | 7       | 8       | 9       |
| 7       | 10      | 11      | 12      | 13      | 14      | 15      | 16      |
| 8       | 17      | 18      | 19      | 20      | 21      | 22      | 23      |
| 9       | 24      | 25      | 26      | 27      | 28      |         |         |

| März | März | März | März | März | März | März | März |
| Kw   | Mo   | Di   | Mi   | Do   | Fr   | Sa   | So   |
| ---- | ---- | ---- | ---- | ---- | ---- | ---- | ---- |
| 9    |      |      |      |      |      | 1    | 2    |
| 10   | 3    | 4    | 5    | 6    | 7    | 8    | 9    |
| 11   | 10   | 11   | 12   | 13   | 14   | 15   | 16   |
| 12   | 17   | 18   | 19   | 20   | 21   | 22   | 23   |
| 1    | 24   | 25   | 26   | 27   | 28   | 29   | 30   |
| 14   | 31   |      |      |      |      |      |      |

| April | April | April | April | April | April | April | April |
| Kw    | Mo    | Di    | Mi    | Do    | Fr    | Sa    | So    |
| ----- | ----- | ----- | ----- | ----- | ----- | ----- | ----- |
| 14    |       | 1     | 2     | 3     | 4     | 5     | 6     |
| 15    | 7     | 8     | 9     | 10    | 11    | 12    | 13    |
| 16    | 14    | 15    | 16    | 17    | 18    | 19    | 20    |
| 17    | 21    | 22    | 23    | 24    | 25    | 26    | 27    |
| 18    | 28    | 29    | 30    |       |       |       |       |

| Mai | Mai | Mai | Mai | Mai | Mai | Mai | Mai |
| Kw  | Mo  | Di  | Mi  | Do  | Fr  | Sa  | So  |
| --- | --- | --- | --- | --- | --- | --- | --- |
| 18  |     |     |     | 1   | 2   | 3   | 4   |
| 19  | 5   | 6   | 7   | 8   | 9   | 10  | 11  |
| 20  | 12  | 13  | 14  | 15  | 16  | 17  | 18  |
| 21  | 19  | 20  | 21  | 22  | 23  | 24  | 25  |
| 22  | 26  | 27  | 28  | 29  | 30  | 31  |     |

| Juni | Juni | Juni | Juni | Juni | Juni | Juni | Juni |
| Kw   | Mo   | Di   | Mi   | Do   | Fr   | Sa   | So   |
| ---- | ---- | ---- | ---- | ---- | ---- | ---- | ---- |
| 22   |      |      |      |      |      |      | 1    |
| 23   | 2    | 3    | 4    | 5    | 6    | 7    | 8    |
| 24   | 9    | 10   | 11   | 12   | 13   | 14   | 15   |
| 25   | 16   | 17   | 18   | 19   | 20   | 21   | 22   |
| 26   | 23   | 24   | 25   | 26   | 27   | 28   | 29   |
| 27   | 30   |      |      |      |      |      |      |

| Juli | Juli | Juli | Juli | Juli | Juli | Juli | Juli |
| Kw   | Mo   | Di   | Mi   | Do   | Fr   | Sa   | So   |
| ---- | ---- | ---- | ---- | ---- | ---- | ---- | ---- |
| 27   |      | 1    | 2    | 3    | 4    | 5    | 6    |
| 2    | 7    | 8    | 9    | 10   | 11   | 12   | 13   |
| 29   | 14   | 15   | 16   | 17   | 18   | 19   | 20   |
| 30   | 21   | 22   | 23   | 24   | 25   | 26   | 27   |
| 31   | 28   | 29   | 30   | 31   |      |      |      |

| August | August | August | August | August | August | August | August |
| Kw     | Mo     | Di     | Mi     | Do     | Fr     | Sa     | So     |
| ------ | ------ | ------ | ------ | ------ | ------ | ------ | ------ |
| 31     |        |        |        |        | 1      | 2      | 3      |
| 32     | 4      | 5      | 6      | 7      | 8      | 9      | 10     |
| 33     | 11     | 12     | 13     | 14     | 15     | 16     | 17     |
| 34     | 18     | 19     | 20     | 21     | 22     | 23     | 24     |
| 35     | 25     | 26     | 27     | 28     | 29     | 30     | 31     |

| September | September | September | September | September | September | September | September |
| Kw        | Mo        | Di        | Mi        | Do        | Fr        | Sa        | So        |
| --------- | --------- | --------- | --------- | --------- | --------- | --------- | --------- |
| 36        | 1         | 2         | 3         | 4         | 5         | 6         | 7         |
| 37        | 8         | 9         | 10        | 11        | 12        | 13        | 14        |
| 38        | 15        | 16        | 17        | 18        | 19        | 20        | 21        |
| 39        | 22        | 23        | 24        | 25        | 26        | 27        | 28        |
| 40        | 29        | 30        |           |           |           |           |           |

| Oktober | Oktober | Oktober | Oktober | Oktober | Oktober | Oktober | Oktober |
| Kw      | Mo      | Di      | Mi      | Do      | Fr      | Sa      | So      |
| ------- | ------- | ------- | ------- | ------- | ------- | ------- | ------- |
| 40      |         |         | 1       | 2       | 3       | 4       | 5       |
| 41      | 6       | 7       | 8       | 9       | 10      | 11      | 12      |
| 42      | 13      | 14      | 15      | 16      | 17      | 18      | 19      |
| 43      | 20      | 21      | 22      | 23      | 24      | 25      | 26      |
| 44      | 27      | 28      | 29      | 30      | 31      |         |         |

| November | November | November | November | November | November | November | November |
| Kw       | Mo       | Di       | Mi       | Do       | Fr       | Sa       | So       |
| -------- | -------- | -------- | -------- | -------- | -------- | -------- | -------- |
| 44       |          |          |          |          |          | 1        | 2        |
| 45       | 3        | 4        | 5        | 6        | 7        | 8        | 9        |
| 46       | 10       | 11       | 12       | 13       | 14       | 15       | 16       |
| 47       | 17       | 18       | 19       | 20       | 21       | 22       | 23       |
| 48       | 24       | 25       | 26       | 27       | 28       | 29       | 30       |

| Dezember | Dezember | Dezember | Dezember | Dezember | Dezember | Dezember | Dezember |
| Kw       | Mo       | Di       | Mi       | Do       | Fr       | Sa       | So       |
| -------- | -------- | -------- | -------- | -------- | -------- | -------- | -------- |
| 49       | 1        | 2        | 3        | 4        | 5        | 6        | 7        |
| 50       | 8        | 9        | 10       | 11       | 12       | 13       | 14       |
| 51       | 15       | 16       | 17       | 18       | 19       | 20       | 21       |
| 52       | 22       | 23       | 24       | 25       | 26       | 27       | 28       |
| 1        | 29       | 30       | 31       |          |          |          |          |

## Jahreswidmungen
- 1986 ist „Internationales Jahr des Friedens“.
- Die Saatkrähe (lat. Corvus frugilegus) ist Vogel des Jahres (NABU/Deutschland).

## Ereignisse

### Politik und Weltgeschehen
Januar
- Alphons Egli wird neuer Bundespräsident der Schweiz.
- In der Bundesrepublik Deutschland wird das Erziehungsgeld und der Erziehungsurlaub eingeführt.
- Portugal und Spanien treten der Europäischen Gemeinschaft bei.
- Beginn der 2. Republik Liberia
- Im Nordjemen bricht ein Bürgerkrieg aus, als Präsident Ali Nasir Muhammad dem Politbüro des Landes fernbleibt und seine Leibwächter den Vizepräsidenten und vier weitere Politbüromitglieder töten.
- Michail Gorbatschow schlägt dem Westen vor, alle Kernwaffen bis zum Jahr 2000 abzurüsten.
- Nach dem Krieg um den Agacher-Streifen schließen Mali und Burkina Faso in Yamoussoukro einen Friedensvertrag. Das umstrittene Grenzgebiet wird später durch ein Urteil des Internationalen Gerichtshofs zwischen beiden Staaten geteilt.
- Erste Runde der Präsidentschaftswahlen in Portugal. Da keiner der Kandidaten eine absolute Mehrheit erreicht, kommt es zur Stichwahl.
- Nach erfolgreicher fünfjähriger Führung des Befreiungskampfes wird Yoweri Kaguta Museveni Präsident der Republik Uganda.

Februar
- Die zweite Runde der Präsidentschaftswahlen in Portugal wird von Mário Soares gewonnen.
- Massendemonstrationen in Spanien für den Austritt Spaniens aus der NATO.
- Philippinen: Präsident Ferdinand Marcos wird in der unblutigen EDSA-Revolution gestürzt und reist nach Hawaii aus.
- Der 27. Parteitag der KPdSU beginnt (Ende 6. März). Michail Gorbatschow (seit dem 11. März 1985 Generalsekretär der KPdSU) fordert „Glasnost“ (Offenheit: mehr Rede-, Meinungs- und Pressefreiheit im Lande) und Perestroika (Umstrukturierung).
- In Stockholm fällt der amtierende schwedische Ministerpräsident Olof Palme einem Attentat zum Opfer.

März
- Mário Soares wird neuer portugiesischer Präsident.
- Referendum in Spanien. Die Abstimmenden stimmen mehrheitlich für den Verbleib Spaniens in der NATO.
- Parlamentswahlen in Frankreich

April
- Der mutmaßlich von Libyern verübte Bombenanschlag auf die West-Berliner Diskothek La Belle gilt als Auslöser für die US-Luftangriffe auf libysche Städte vom 14. April.
- Der kalifornische Ort Carmel gerät überregional in die Schlagzeilen, als dort der Schauspieler Clint Eastwood mit großer Mehrheit zum Bürgermeister gewählt wird.
- Unter dem Codenamen Operation El Dorado Canyon fliegen US-Streitkräfte Luftangriffe auf die libyschen Städte Tripolis und Bengasi.

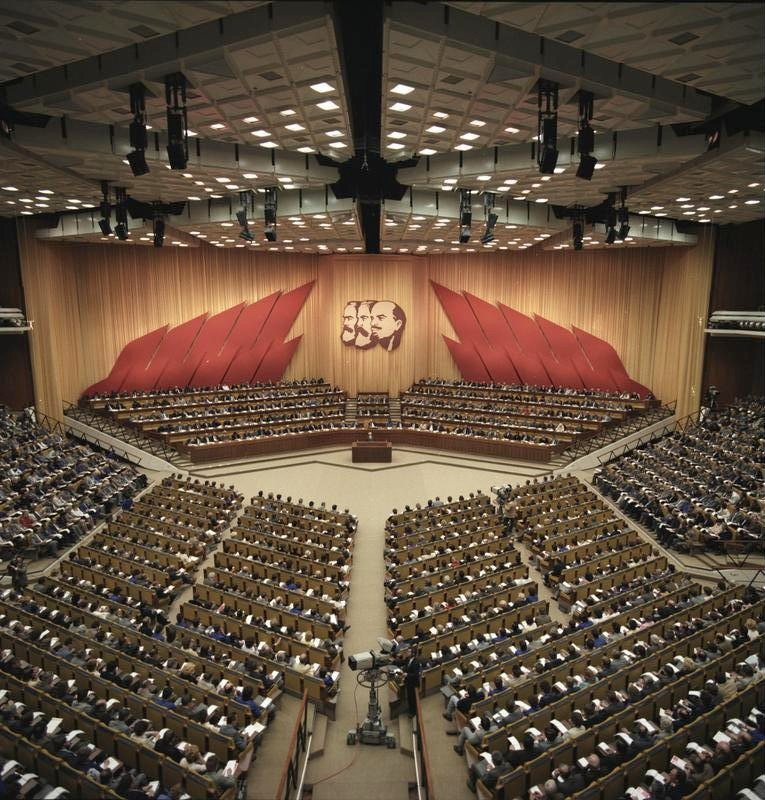
Eröffnung des XI. Parteitags der SED 1986 im Palast der Republik in Berlin

- XI. Parteitag der SED in Berlin. Prominentester Gast ist der sowjetische Staatschef Michail Gorbatschow.
- Die Niederlande und die Scilly-Inseln schließen offiziell einen Friedensvertrag zur Beendigung ihres seit 1651 bestehenden Kriegszustandes. Kritiker wenden gleichwohl ein, dass bereits mit dem Ende des ersten Englisch-Niederländischen Kriegs im Jahr 1654 der Konflikt bereinigt gewesen sei.
- König Mswati III. wird Staatsoberhaupt in Swasiland.
- Mit der Explosion von Block 4 des Atomkraftwerks beginnt die Nuklearkatastrophe von Tschernobyl.

Mai
- Afghanistan: Mohammed Nadschibullāh löst Babrak Karmal als Generalsekretär der DVPA ab.
- Versenkung des Trawlers „Chian-der 3“ bei den Falkland-Inseln.

Juni
- Kurt Waldheim wird zum österreichischen Bundespräsidenten gewählt.
- Die Polizei schließt den Hamburger Kessel: einer der meist kritisierten Polizeieinsätze der Bundesrepublik Deutschland.
- Das Bayerische Staatsministerium für Landesentwicklung und Umweltfragen genehmigt den Abriss des Kernkraftwerks Niederaichbach bei Landshut. Es ist der weltweit erste Verwaltungsakt dieser Art.
- Parlamentswahlen in Spanien. Die PSOE erringt 184 der 350 Parlamentssitze; Felipe González bleibt Ministerpräsident und kann weiter mit absoluter Mehrheit regieren.[1]

Juli
- RAF-Terroristen ermorden Karl Heinz Beckurts (Physiker, Atomforscher und Siemens-Vorstandsmitglied).
- Anti-WAAhnsinns-Festival mit über 100.000 Besuchern, das bis dahin größte Rockkonzert der deutschen Geschichte.

August
- Dominikanische Republik. Salvador Jorge Blanco wird als Staatspräsident von Joaquín Balaguer abgelöst.

September
- Der Deutsche Bundestag hält seine erste Sitzung im ehemaligen Bonner Wasserwerk ab, weil das Parlamentsgebäude einer Renovierung bedarf.
- Auf einem Parteitag in Innsbruck löst Jörg Haider Norbert Steger als Vorsitzender der FPÖ ab.
- Die Konferenz über Sicherheits- und Vertrauensbildende Maßnahmen und Abrüstung in Europa (KVAE) geht in Stockholm mit dem Schlussdokument zu Ende. Nach dieser KSZE-Folgekonferenz werden unter anderem Ankündigungen von Militärmanövern und das Einladen von Beobachtern der Gegenseite zur Pflicht der Vertragspartner.
- Landtagswahl in der Steiermark 1986

Oktober
- Oktober/November: Aufdeckung der Iran-Contra-Affäre. Verurteilung der USA vor dem Internationalen Gerichtshof in Den Haag
- Der deutsche Diplomat Gerold von Braunmühl wird von einem Kommando der RAF in Bonn getötet.
- Mit Wole Soyinka, Nigeria, erhält zum ersten Mal ein dunkelhäutiger Afrikaner einen Literaturnobelpreis.
- Die Marshallinseln in Mikronesien werden von den USA unabhängig.
- Im Solange-II-Beschluss erkennt das Bundesverfassungsgericht einen ausreichenden Schutz der Grundrechte durch den Europäischen Gerichtshof an. Dies wirkt sich auf die Zulässigkeit von Verfassungsbeschwerden in Deutschland aus.

November
- Afghanistan. Babrak Karmal verliert auch das Amt des Präsidenten des Revolutionsrates (Staatsoberhaupt). Seit 1987 ist er im Exil in der Sowjetunion.
- Die Föderierten Staaten von Mikronesien erlangen ihre Unabhängigkeit von den USA.
- Mit dem 4. Rundfunk-Urteil untermauert das Bundesverfassungsgericht das duale Rundfunksystem in Deutschland.
- 23. November: Nationalratswahl in Österreich. Die SPÖ mit Bundeskanzler Vranitzky wird stimmenstärkste Partei.

Dezember
- Bei einer Außenministerkonferenz lateinamerikanischer Staaten wird in Rio de Janeiro die Rio-Gruppe gegründet.
- In der Bundesrepublik Deutschland wird mit dem Terrorismusbekämpfungsgesetz die Katalogstraftaten nach § 129a StGB verschärft und die Kompetenzen der Oberlandesgerichte und der Generalbundesanwaltschaft bei der Strafverfolgung erweitert und tritt am 1. Januar 1987 in Kraft.
- Der sowjetische Regimekritiker Andrei Sacharow wird von der sowjetischen Regierung rehabilitiert und darf aus der Verbannung nach Moskau zurückkehren.

### Wirtschaft
- 4. Februar: Investitionsförderungsvertrag zwischen der Bundesrepublik Deutschland und Oman
- 2. Mai: In Vancouver wird die Weltausstellung Expo 86 durch Prinz Charles, Prinzessin Diana und den kanadischen Premierminister Brian Mulroney eröffnet.
- 30. Mai: Doppelbesteuerungsabkommen zwischen der Bundesrepublik Deutschland und Indien
- 16. September: Die Fusion der Sperry Corporation und der Burroughs Corporation lässt das nach der IBM weltweit zweitgrößte Computerunternehmen entstehen, das kurze Zeit später den Namen Unisys erhält.
- 26. September: Das US-amerikanische Verlagshaus Doubleday & Co. wird von Bertelsmann für 475 Millionen US-Dollar gekauft. Bertelsmann wird damit zeitweise zum weltweit größten Medienkonzern.
- 17. November: Die französische Stadtguerillagruppe Action Directe (Kommando Pierre Overney) tötet den Renault-Direktor Georges Besse. Sie sieht in ihm den Hauptverantwortlichen für Massenkündigungen des Automobilherstellers.
- 25. November: Der King Fahd Causeway wird eröffnet. Die kombinierte Brücken- und Dammverbindung verbindet auf einer Länge von 26 Kilometern Saudi-Arabien mit dem im Persischen Golf gelegenen Inselstaat Bahrain.

### Wissenschaft und Technik
- 24. Januar: Die US-amerikanische Raumsonde Voyager 2 fliegt am Uranus vorbei und liefert viele Fotos von Uranus, seinen Ringen und seinen Monden
- 9. Februar: Der Halleysche Komet durchlief den sonnennächsten Punkt, das Perihel, und war in der Folge von der Erde aus zu beobachten.
- 19. Februar: Die Sowjetunion schießt das Kernmodul der Raumstation „Mir“ in die Erdumlaufbahn
- 13. März: Vom sowjetischen Weltraumbahnhof Baikonur startet die Sojus-T-15-Mission zu den Raumstationen Mir und Saljut 7.
- 13. März: Staatspräsident François Mitterrand weiht in Paris das futuristische Wissenschafts- und Technikmuseum Cité des sciences et de l’industrie im Parc de la Villette ein.
- 5. November: Die DENIC lässt den Datensatz .de für die Internet-Kennung in der IANA-Datenbank anlegen.

### Kultur und Gesellschaft
- 1. Februar: Uraufführung der Oper Hunger und Durst von Violeta Dinescu in Freiburg im Breisgau
- 28. Februar: In Frankfurt am Main wird nach dreijähriger Bauzeit die Kunsthalle Schirn eröffnet.
- 3. März: Die Thrash-Metal-Band Metallica bringt ihr Album Master of Puppets heraus, es gilt als Meilenstein des Thrash Metal und des Metal allgemein.
- 5. April: Jean Michel Jarre spielt anlässlich des 150. Geburtstags des US-Bundesstaats Texas und der Stadt Houston sowie dem 25. Jubiläum des Lyndon B. Johnson Space Centers der NASA ein Konzert vor mindestens 1.300.000 Zuhörern in Houston und erhält einen Eintrag im Guinness-Buch der Rekorde.
- 3. Mai: Sandra Kim gewinnt in Bergen mit dem Lied J’aime la vie für Belgien die 31. Auflage des Eurovision Song Contest
- 16. Juni: The Smiths veröffentlichen ihr drittes Studioalbum The Queen Is Dead, das später als einflussreich und stilbildend angesehen wird.
- 30. Juni: Madonna schafft mit ihrem heute veröffentlichten dritten Album True Blue den Sprung auf Platz eins der Hitparaden in 28 Ländern. Für eine weibliche Interpretin ist dies ein noch nie da gewesener Erfolg.
- 1. Juli: In Kiel geht Radio Schleswig-Holstein als erster landesweiter Privatradiosender auf Sendung.
- 23. Juli: In Westminster Abbey heiraten Prinz Andrew und Sarah Ferguson.
- 29. Juli: Werner Pinzner erschießt bei einer Vernehmung im Hamburger Polizeipräsidium den ermittelnden Staatsanwalt, seine Ehefrau und schließlich sich selbst und löst dadurch einen Justizskandal aus.
- 18. August: Die Rockband Bon Jovi veröffentlicht 18. August ihr Album Slippery When Wet, das sich 14 Millionen Mal verkauft.
- 9. Oktober: Welturaufführung des Musicals Das Phantom der Oper im Her Majesty’s Theatre in London

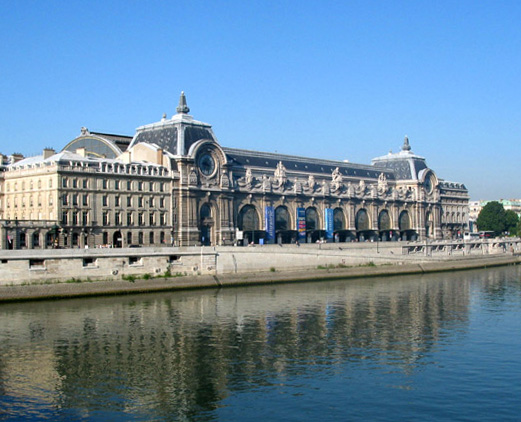
Musée d’Orsay

- 1. Dezember: In Paris wird das von einem Bahnhof in ein Kunstmuseum umgebaute Musée d’Orsay eröffnet.

### Religion
- 13. April: Papst Johannes Paul II. besucht in Rom als erster Papst eine Synagoge.
- 18. Mai: Die fünfte Enzyklika von Papst Johannes Paul II. befasst sich unter dem Titel Dominum et Vivificantem mit dem Heiligen Geist im Leben der Kirche und der Welt.
- 27. Oktober: Im italienischen Assisi findet das erste Weltgebetstreffen statt.

### Sport
Einträge von Leichtathletik-Weltrekorden siehe unter der jeweiligen Disziplin unter Leichtathletik.
- 20. Februar: Der Medienunternehmer Silvio Berlusconi erwirbt die Aktienmehrheit am Fußballverein AC Mailand und wird dessen Präsident.
- 22. März: Trevor Berbick gewinnt seinen Boxkampf und Weltmeistertitel im Schwergewicht gegen Pinklon Thomas im Riviera Hotel and Casino, Las Vegas, Nevada, USA, durch Sieg nach Punkten.
- 23. März bis 26. Oktober: Austragung der 37. Formel-1-Weltmeisterschaft
- 4. Mai bis 24. August: Austragung der 38. FIM-Motorrad-Straßenweltmeisterschaft
- 19. Juni: Knapp zwei Tage nach der NBA Draft stirbt Len Bias, Draftpick der Boston Celtics, an einer Überdosis Kokain.
- 6. Juli: Boris Becker gewinnt zum zweiten Mal das Tennisturnier von Wimbledon.
- 31. Mai bis 29. Juni: Bei der 13. Fußball-WM in Mexiko gewinnt Argentinien gegen die Bundesrepublik Deutschland im Finale mit 3:2.
- 10. August: Zum ersten Mal wird ein Formel-1-Rennen in einem Ostblockland ausgetragen. Der Brasilianer Nelson Piquet gewinnt auf Williams auf dem Hungaroring den Großen Preis von Ungarn.
- 16. Oktober: Reinhold Messner hat als erster Mensch alle 14 Achttausender erstiegen.
- 26. Oktober: Alain Prost wird zum zweiten Mal Formel-1-Weltmeister.
- 22. November: Der amerikanische Boxer Mike Tyson wird nach K.-o.-Sieg in der zweiten Runde über Trevor Berbick mit 20 Jahren jüngster Schwergewichtsweltmeister aller Zeiten.

### Katastrophen

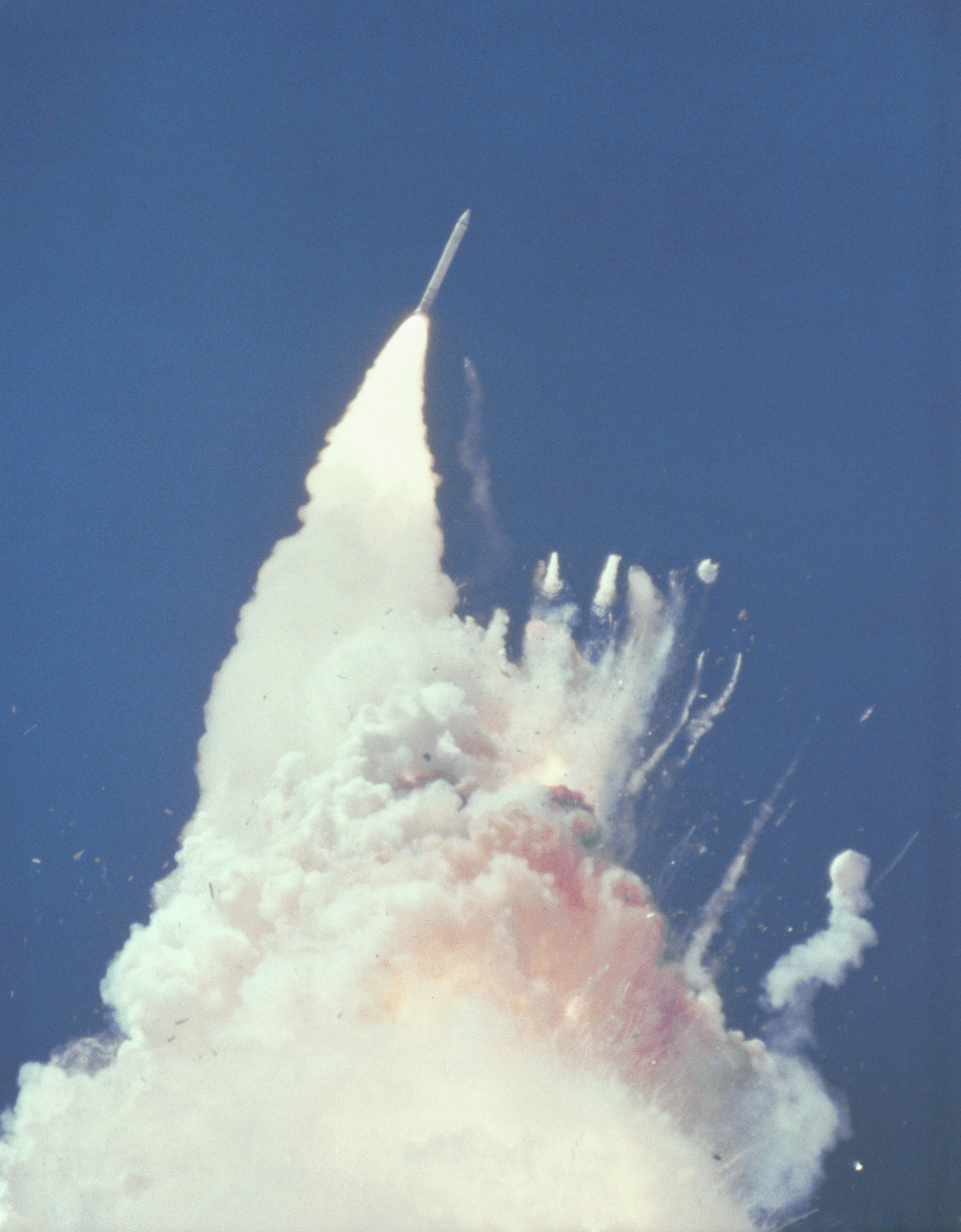
Explosion der Challenger am 28. Januar

- 28. Januar: Die US-Raumfähre Challenger bricht kurz nach dem Start zu ihrer Mission STS-51-L auseinander. Alle sieben Astronauten kommen ums Leben.
- 31. März: Nahe Mexiko-Stadt. Nach einem Feuer an Bord prallt eine Boeing 727 der Mexicana gegen einen Berg. Alle 166 Passagiere sterben
- 31. März: ein Feuer beschädigt den Hampton Court in London, ein Mensch kommt ums Leben
- 20. April: Der Damm der Kantale-Talsperre auf Sri Lanka bricht. Die Flutwelle überflutet Dutzende Dörfer; es gibt bis zu 178 Tote
- 21. April: Beim Untergang des Fährschiffs „Ekhlas Star“ (Bangladesch) sterben etwa 1.000 Personen
- 26. April: Reaktorkatastrophe in Tschornobyl (Tschernobyl)
- 21. August: Ein Gas-See in Kamerun, der Lake Nyos, stößt über Nacht große Mengen von CO2 aus. Dieses verteilt sich in einem Umkreis von bis zu 25 km und tötet über 1.700 Menschen und alles Vieh durch Ersticken.
- 31. August: Im Schwarzen Meer kollidiert das sowjetische Kreuzfahrtschiff Admiral Nachimow mit einem Frachter. 423 Passagiere und Besatzungsmitglieder sterben beim wenige Minuten dauernden Schiffsuntergang in der Nähe von Noworossijsk.
- 10. Oktober: Erdbeben der Stärke 5,5 in El Salvador, über 1.000 Tote
- 1. November: Großbrand beim Chemiekonzern Sandoz in Schweizerhalle bei Basel, Löschwasser verseucht den Rhein und führt zu einem großen Fischsterben

Kleinere Unglücksfälle sind in den Unterartikeln von Katastrophe und in der Liste von Katastrophen aufgeführt.

## Geboren

### Januar
- 01. Januar: Alemitu Abera, äthiopische Marathonläuferin
- 01. Januar: Wiktorija Amelina, ukrainische Schriftstellerin († 2023)
- 01. Januar: Anna Brewster, britische Schauspielerin und Model
- 01. Januar: Tobi Krell, deutscher Fernsehmoderator
- 01. Januar: Marco Pischorn, deutscher Fußballspieler
- 01. Januar: Franziska Stürmer, deutsche Schauspielerin
- 02. Januar: Mehmet Akyüz, türkischer Fußballspieler
- 03. Januar: Dana Hussein Abdulrazak, irakische Leichtathletin
- 03. Januar: Silvia Arroyo Camejo, spanisch-deutsche Physikerin und Wissenschaftsautorin
- 03. Januar: Mansur Faqiryar, deutsch-afghanischer Fußballtorwart und -trainer
- 04. Januar: Michail Alexandrowitsch Antonow, russischer Straßenradrennfahrer
- 05. Januar: Wiktorija Borschtschenko, ukrainische Handballspielerin
- 05. Januar: Carl-Robert Holmer-Kårell, schwedischer Schauspieler
- 06. Januar: Christina Arend, deutsche Fußballspielerin
- 06. Januar: Alex Turner, Sänger und Gitarrist der Band Arctic Monkeys
- 06. Januar: Serhij Stachowskyj, ukrainischer Tennisspieler
- 08. Januar: Tanya Abrol, indische Filmschauspielerin
- 08. Januar: Sagarika Ghatge, indisches Model und Schauspielerin
- 08. Januar: Florentina Holzinger, österreichische Choreografin

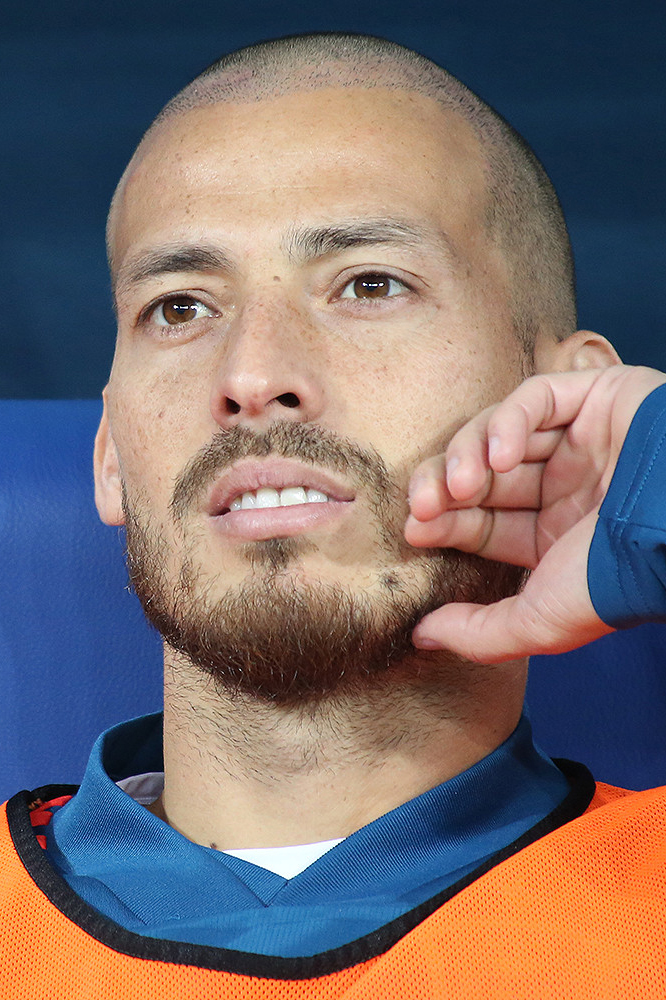
David Silva

- 08. Januar: David Silva, spanischer Fußballspieler
- 09. Januar: Raphael Diaz, Schweizer Eishockeyspieler
- 09. Januar: Uwe Hünemeier, deutscher Fußballspieler
- 11. Januar: Timuçin Aşcıgil, türkischer Fußballspieler
- 12. Januar: Pablo Daniel Osvaldo, italienisch-argentinischer Fußballspieler
- 13. Januar: Hemza Mihoubi, algerisch-französischer Fußballspieler
- 13. Januar: Jessy Moulin, französischer Fußballspieler

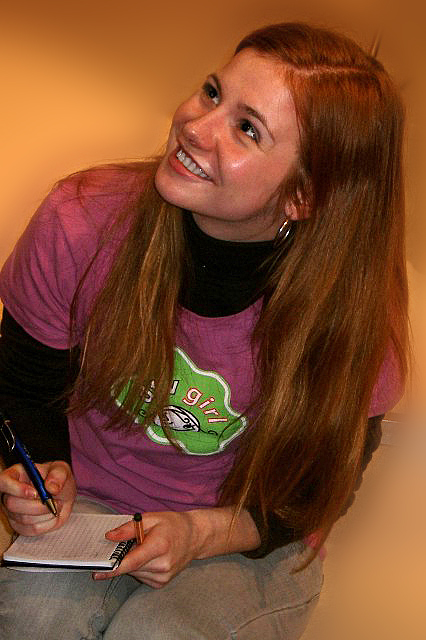
Josefine Preuß

- 13. Januar: Josefine Preuß, deutsche Schauspielerin
- 14. Januar: Christina Irene Aicardi Cagigao, peruanische Badmintonspielerin
- 15. Januar: Marija Wassiljewna Abakumowa, russische Speerwerferin
- 16. Januar: Aija Andrejeva, lettische Sängerin
- 16. Januar: Christian Eggert, deutscher Fußballspieler
- 16. Januar: Marcel Hug, Schweizer Sportler
- 16. Januar: Reto Ziegler, Schweizer Fußballspieler
- 17. Januar: Olympia Zacharias, nauruische Leichtathletin
- 18. Januar: Philip Baumgarten, deutscher Schauspieler
- 18. Januar: Senad Lulić, bosnisch-herzegowinischer Fußballspieler
- 19. Januar: Claudio Marchisio, italienischer Fußballspieler
- 19. Januar: Genija Rykova, deutsche Schauspielerin und Sängerin
- 19. Januar: Yann Schneider, französischer Fußballspieler
- 21. Januar: Sergei Sergejewitsch Ogorodnikow, russischer Eishockeyspieler († 2018)
- 21. Januar: Mike Taylor, US-amerikanischer Basketballspieler
- 22. Januar: Matthew „Matt“ Simon, australischer Fußballspieler
- 23. Januar: Natalja Hryhorenko, ukrainische Schachspielerin
- 24. Januar: Mischa Barton, US-amerikanische Schauspielerin
- 24. Januar: Vieirinha, portugiesischer Fußballspieler
- 25. Januar: Sumi Hwang, südkoreanische Opernsängerin
- 26. Januar: DJ Arafat, ivorischer Musiker († 2019)
- 26. Januar: Delia Arnold, malaysische Squashspielerin
- 26. Januar: César Arzo Amposta, spanischer Fußballspieler
- 26. Januar: Matthew Kiichi Heafy, US-amerikanischer Sänger und Gitarrist
- 28. Januar: Jessica Ennis, UK-Mehrkämpferin (Leichtathletik)
- 28. Januar: Tommy Milner, US-amerikanischer Automobilrennfahrer
- 28. Januar: Miguel Uribe Turbay, kolumbianischer Politiker († 2025)
- 29. Januar: Thomas Greiss, deutscher Eishockey-Torwart
- 29. Januar: Matilda Rapaport, schwedische Freeride-Sportlerin († 2016)
- 31. Januar: Cassandra Engel, deutsche Handballspielerin
- 31. Januar: Yves Makabu-Makalambay, belgischer Fußballspieler

### Februar
- 01. Februar: Johan Vonlanthen, Schweizer Fußballspieler

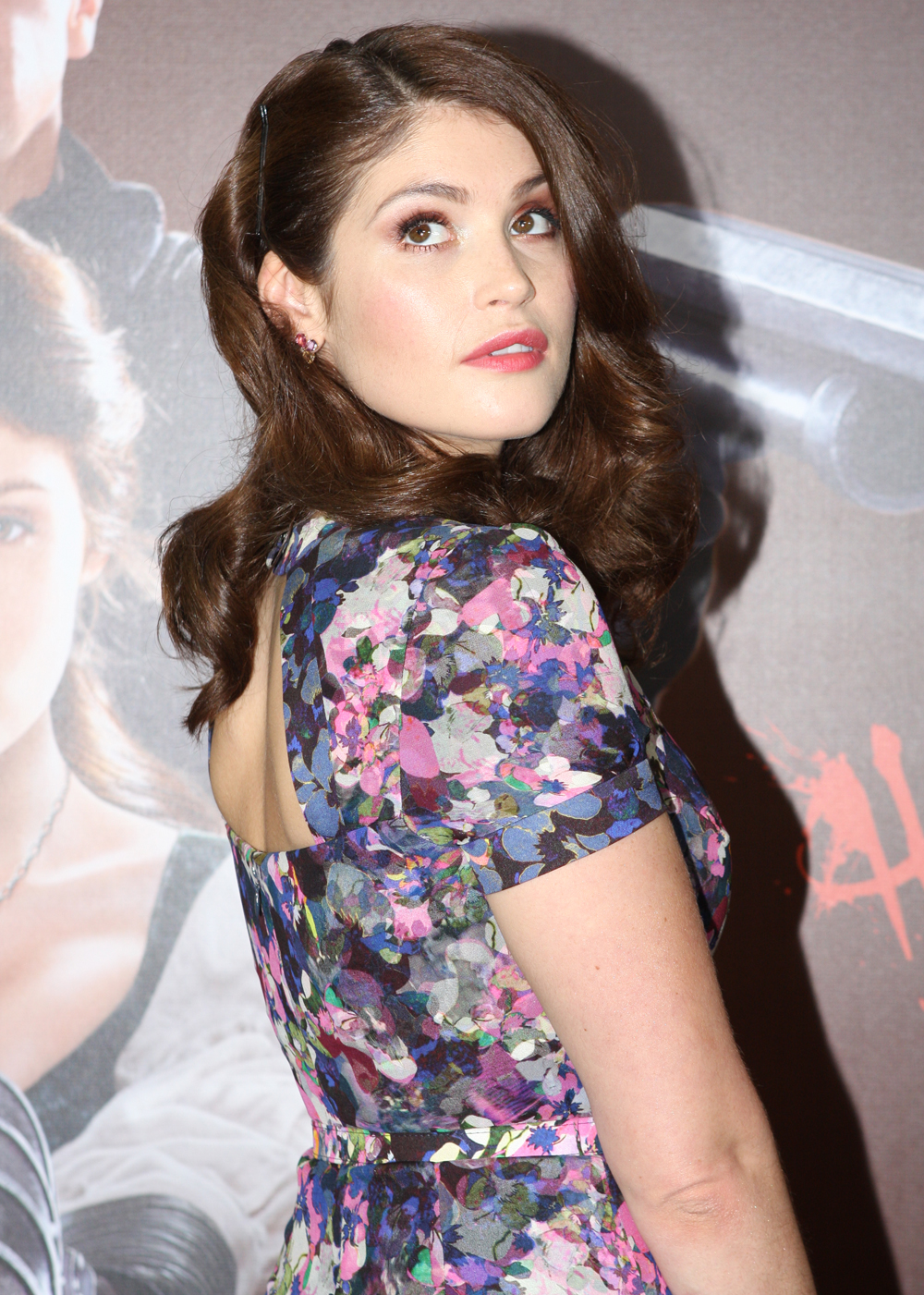
Gemma Arterton

- 02. Februar: Gemma Arterton, britische Schauspielerin
- 02. Februar: André Kuhnert, deutscher Radiomoderator und Webvideoproduzent
- 03. Februar: Rémi Cusin, französischer Radrennfahrer
- 03. Februar: Lucas Duda, US-amerikanischer Baseballspieler
- 03. Februar: Luca Shytaj, albanisch-italienischer Schachgroßmeister
- 05. Februar: Niels Albert, belgischer Cyclocross- und Straßenradfahrer
- 05. Februar: Andreas Beck, deutscher Tennisspieler
- 05. Februar: Vedran Ćorluka, kroatischer Fußballspieler
- 05. Februar: Roger Kluge, deutscher Radrennfahrer

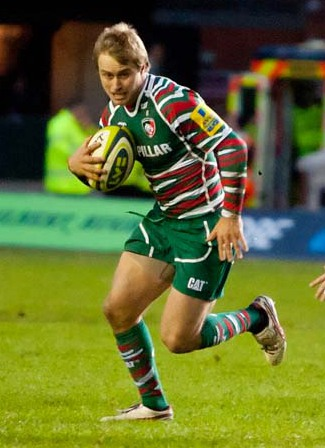
Mathew Tait

- 06. Februar: Mathew Tait, englischer Rugbyspieler
- 08. Februar: Scott Arnold, australischer Squashspieler
- 08. Februar: Anderson .Paak, US-amerikanischer Sänger, Rapper und Musikproduzent
- 09. Februar: Kamran Adilxan oğlu Ağayev, aserbaidschanischer Fußballspieler
- 09. Februar: Julian Fässler, österreichischer Politiker
- 10. Februar: Falcao, kolumbianischer Fußballspieler
- 10. Februar: Vegard Sklett, norwegischer Skispringer
- 11. Februar: Gabriel Boric, Staatspräsident von Chile
- 12. Februar: Hanny Allston, australische Orientierungsläuferin
- 14. Februar: Djamel Abdoun, algerischer Fußballspieler
- 14. Februar: Michael Ammermüller, deutscher Automobilrennfahrer
- 14. Februar: Jan Bakelants, belgischer Radrennfahrer
- 14. Februar: Tim Winkler, dänischer Handballspieler
- 15. Februar: Waleri Boschinow, bulgarischer Fußballspieler
- 15. Februar: Marc Hafner, deutscher Handballspieler
- 15. Februar: Alexandra Kubasta, deutsche Handballspielerin
- 15. Februar: Gabriel Alejandro Paletta, argentinischer Fußballspieler
- 15. Februar: Amber Riley, US-amerikanische Schauspielerin
- 15. Februar: Natalie Hof Ramos, deutsche Moderatorin und Pokerspielerin
- 16. Februar: Fabian Aupperle, deutscher Fußballspieler
- 16. Februar: Ciprian Deac, rumänischer Fußballspieler
- 16. Februar: Diego Godín, uruguayischer Fußballspieler
- 16. Februar: Äujes Jeljubajew, kasachischer Billardspieler
- 16. Februar: Mira Möller, deutsche Fußballspielerin
- 16. Februar: Renger van der Zande, niederländischer Automobilrennfahrer
- 18. Februar: Favorite, deutscher Rapper
- 19. Februar: Sebastián Dubarbier, argentinischer Fußballspieler
- 19. Februar: Jayde Nicole, kanadisches Model, Playmate und Schauspielerin
- 19. Februar: Maria Mena, norwegische Sängerin
- 19. Februar: Amadou Sidibé, malischer Fußballspieler
- 19. Februar: Marta, brasilianische Fußballspielerin
- 20. Februar: Rasmus Andresen, deutscher Politiker
- 20. Februar: Salome Clausen, Schweizer Popsängerin
- 20. Februar: Jessica Helleberg, schwedische Handballspielerin
- 21. Februar: Kineke Alexander, vincentische Leichtathletin
- 21. Februar: Christoph Kozik, deutscher Schauspieler
- 22. Februar: Norbert Kleinwächter, deutscher Politiker
- 22. Februar: Enzo Pérez, argentinischer Fußballspieler
- 22. Februar: Rajon Rondo, US-amerikanischer Basketballspieler
- 23. Februar: Samwel Owikowitsch Aslanjan, russischer Handballspieler
- 23. Februar: Bertrand Baguette, belgischer Automobilrennfahrer
- 23. Februar: Rahel Frey, Schweizer Automobilrennfahrerin
- 23. Februar: Skylar Grey, US-amerikanische Sängerin, Songschreiberin und Musikproduzentin
- 23. Februar: Ola, schwedischer Popsänger
- 25. Februar: Justin Berfield, US-amerikanischer Schauspieler
- 25. Februar: David Micevski, australischer Fußballspieler
- 25. Februar: James Phelps, britischer Schauspieler
- 25. Februar: Oliver Phelps, britischer Schauspieler
- 26. Februar: Patricia Hanebeck, deutsche Fußballspielerin
- 28. Februar: Jackson Avelino Coelho, brasilianischer Fußballspieler

### März
- 01. März: Ajsel Kujovic, schwedischer Fußballspieler
- 02. März: Jennifer Oster, deutsche Fußballspielerin
- 03. März: Gunnar Dietrich, deutscher Handballspieler
- 03. März: Thorsten Salzer, deutscher Handballspieler

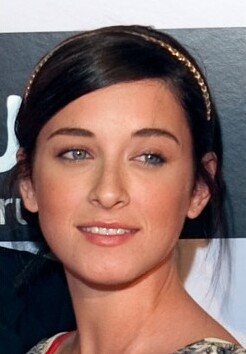
Margo Harshman

- 04. März: Margo Harshman, US-amerikanische Schauspielerin
- 04. März: Michael Olsson, schwedischer Radrennfahrer
- 05. März: Mahmoud Abdelrazek, ägyptischer Fußballspieler
- 05. März: Eugen Bauder, deutscher Schauspieler und Model
- 05. März: Constantin von Jascheroff, deutscher Schauspieler, Synchronsprecher und Sänger
- 05. März: Florian Schöbinger, deutscher Handballspieler
- 06. März: Paul Nicolás Aguilar Rojas, mexikanischer Fußballspieler
- 06. März: Jacob Joseph Arrieta, US-amerikanischer Baseballspieler
- 07. März: Natalie Vansier, kanadische Schauspielerin
- 08. März: Alexander Sergejewitsch Aksjonenko, russischer Eishockeyspieler
- 08. März: Ariane Alter, deutsche TV-Moderatorin
- 08. März: Chris van der Drift, neuseeländischer Automobilrennfahrer
- 08. März: Lena Goeßling, deutsche Fußballspielerin
- 08. März: Lauren Lopez, US-amerikanische Schauspielerin
- 09. März: Bernadett Bognár-Bódi, ungarische Handballspielerin
- 10. März: Jon Aaraas, norwegischer Skispringer
- 10. März: Miroslaw Antonow, bulgarischer Fußballspieler
- 11. März: Cindy Billaud, französische Leichtathletin
- 11. März: Linda Marlen Runge, deutsche Schauspielerin und Musikerin
- 12. März: Kasper Irming Ryan Andersen, dänischer Handballspieler
- 12. März: Martynas Andriuškevičius, litauischer Basketballspieler
- 13. März: Natalie und Nicole Albino, eineiige Zwillinge und US-amerikanisches Popmusik-Duo
- 13. März: Simon Geschke, deutscher Radrennfahrer
- 14. März: Jamie Bell, britischer Schauspieler
- 14. März: Monika Theresia Reithofer, deutsche Schauspielerin
- 15. März: Simone Aresti, italienischer Fußballtorwart
- 15. März: Annette Lober, deutsche Schauspielerin und Drehbuchautorin
- 16. März: Alexandra Daddario, US-amerikanische Schauspielerin

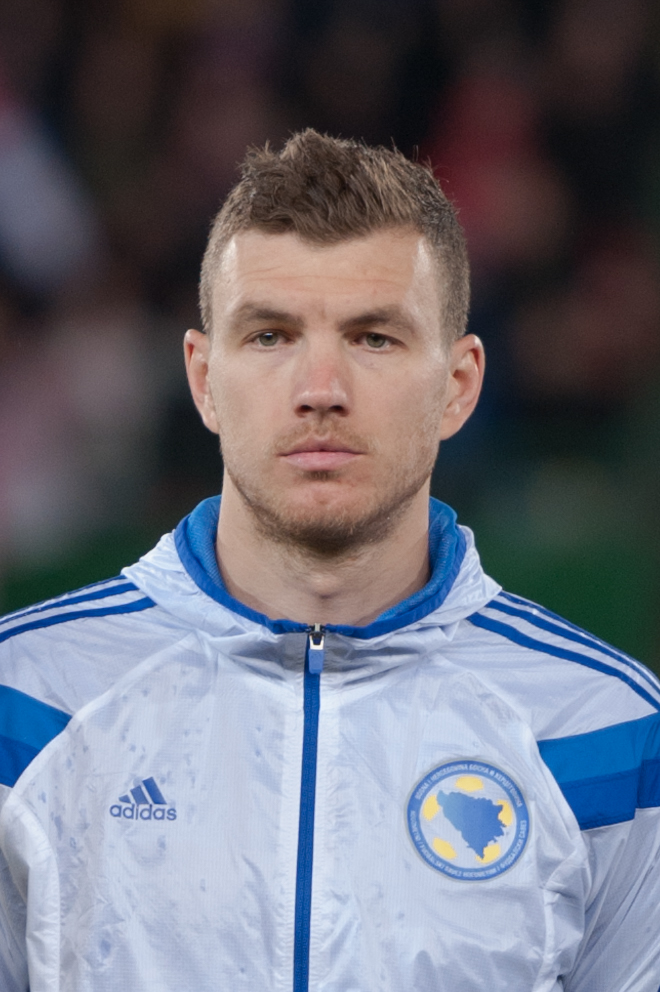
Edin Džeko

- 17. März: Edin Džeko, bosnisch-herzegowinischer Fußballspieler
- 17. März: Eugen Polanski, deutscher Fußballspieler
- 17. März: Olesya Rulin, US-amerikanische Schauspielerin
- 17. März: Felipe Santana, brasilianischer Fußballspieler
- 17. März: Silke Spiegelburg, deutsche Leichtathletin
- 18. März: Lykke Li, schwedische Sängerin
- 18. März: Paulina Barzycka, polnische Schwimmerin
- 19. März: Elizabeth Zharoff, US-amerikanische Opernsängerin und Webvideoproduzentin
- 20. März: Rok Benkovič, slowenischer Skispringer
- 20. März: Maxime Martin, belgischer Automobilrennfahrer
- 20. März: Ruby Rose, australische Schauspielerin und Model
- 20. März: Román Torres, panamaischer Fußballspieler
- 21. März: Sascha Ahnsehl, deutscher Basketballspieler
- 21. März: Giulia Arcioni, italienische Sprinterin
- 21. März: Franz Schiemer, österreichischer Fußballer
- 21. März: Alina Merkau, deutsche Moderation und Schauspielerin
- 22. März: Andrew Barisic, australischer Fußballspieler
- 23. März: Nadine Boske, deutsche Schauspielerin
- 23. März: Andrea Dovizioso, italienischer Motorradrennfahrer
- 24. März: Kōhei Hirate, japanischer Automobilrennfahrer
- 24. März: Christoffer Nygaard, dänischer Automobilrennfahrer
- 25. März: Raúl Alarcón, spanischer Radrennfahrer
- 25. März: Adrian Leijer, australischer Fußballspieler
- 26. März: Sinja Dieks, deutsche Schauspielerin
- 27. März: Dan Bull, britischer Rapper und Songschreiber

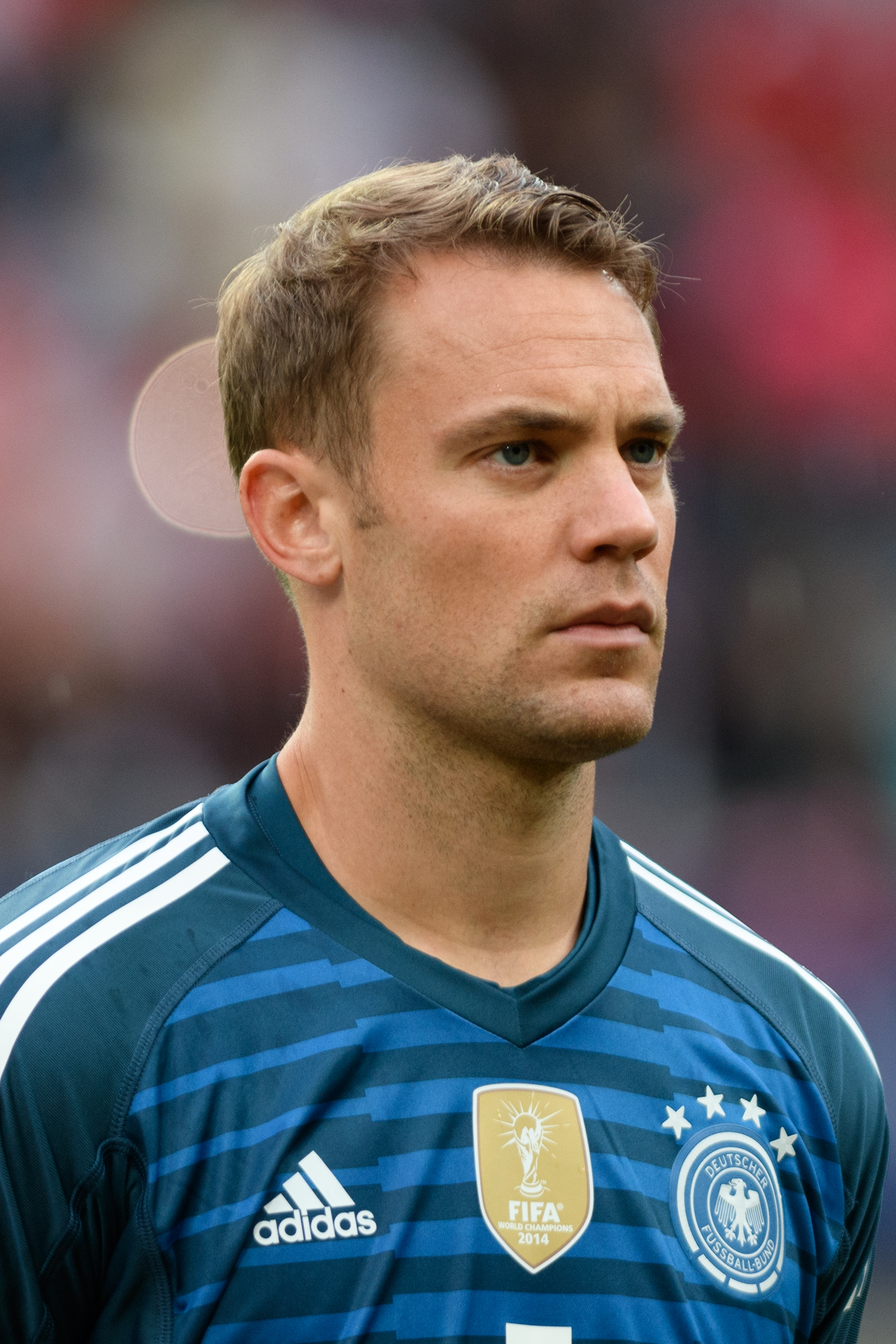
Manuel Neuer

- 27. März: Manuel Neuer, deutscher Fußballspieler
- 28. März: Adaílson Pereira Coelho, brasilianischer Fußballspieler
- 28. März: J-Kwon, US-amerikanischer Rapper

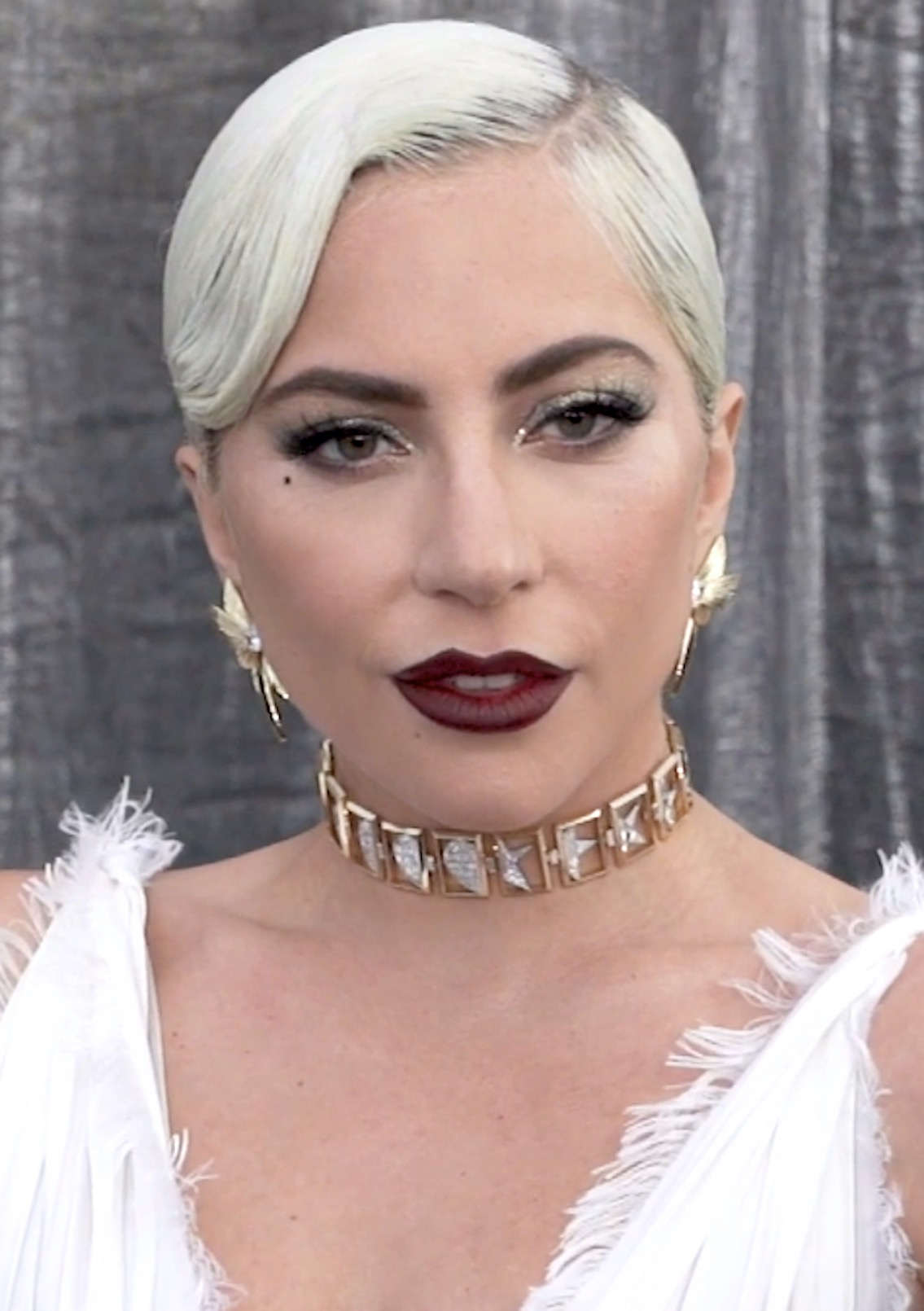
Lady Gaga

- 28. März: Lady Gaga, US-amerikanische Pop-Sängerin
- 29. März: Luke Eberl, US-amerikanischer Schauspieler, Regisseur und Drehbuchautor
- 29. März: Romina Oprandi, schweizerisch-italienische Tennisspielerin
- 30. März: Pablo Ben Yakov, deutscher Schauspieler und Regisseur

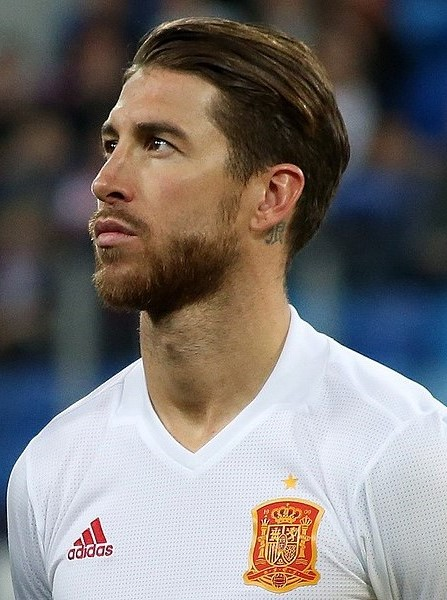
Sergio Ramos

- 30. März: Sergio Ramos, spanischer Fußballspieler
- 31. März: Ahn Jae-hong, südkoreanischer Schauspieler
- 31. März: Peter Dempsey, irischer Automobilrennfahrer
- 31. März: Andreas Dober, österreichischer Fußballspieler

### April
- 01. April: Vanessa Bürki, Schweizer Fußballspielerin
- 01. April: Marina Guerrini, Schweizer Schauspielerin
- 01. April: Philipp Pöter, deutscher Handballspieler
- 01. April: Anne Rabe, deutsche Dramatikerin und Lyrikerin
- 01. April: Ireen Wüst, niederländische Eisschnellläuferin und Olympiasiegerin
- 02. April: Drew Van Acker, US-amerikanischer Schauspieler

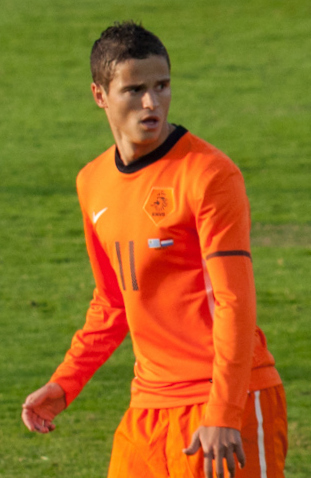
Ibrahim Afellay

- 02. April: Ibrahim Afellay, niederländischer Fußballspieler
- 02. April: Jessica Rust, deutsche Schauspielerin
- 03. April: Vahid Asghari, persischer Menschenrechtsaktivist
- 03. April: Kristina Bille, dänische Handballspielerin
- 03. April: Amanda Bynes, US-amerikanische Schauspielerin
- 03. April: Sergio Canamasas, spanischer Automobilrennfahrer
- 03. April: Jekaterina Sergejewna Kurotschkina, russische Fußballschiedsrichterassistentin
- 03. April: Emmanuel Mathias, togoischer Fußballspieler
- 04. April: Labinot Harbuzi, schwedischer Fußballspieler († 2018)
- 04. April: Cyndie Allemann, Schweizer Automobilrennfahrerin
- 04. April: Bevan Calvert, australischer Handballspieler
- 04. April: Maurice Manificat, französischer Skilangläufer
- 04. April: Julian Musiol, deutscher Skispringer
- 05. April: David Aaron Carpenter, US-amerikanischer Bratschist
- 05. April: Esra Gülmen, türkische Künstlerin
- 05. April: Ri Song-chol, nordkoreanischer Eiskunstläufer und Politiker
- 06. April: Nikolas Asprogenis, zypriotischer Fußballspieler
- 06. April: Wiebke Muhsal, deutsche Juristin und Politikerin
- 07. April: Alexandre Aulas, französischer Radrennfahrer
- 07. April: Dominique Rodgers-Cromartie, US-amerikanischer American-Football-Spieler
- 07. April: Michael Ranseder, österreichischer Motorradrennfahrer
- 07. April: Sebastian Schwarz, deutscher Eishockeyspieler
- 08. April: Igor Wladimirowitsch Akinfejew, russischer Fußballspieler
- 09. April: Mirna Jukic, österreichische Schwimmerin
- 10. April: Fernando Rubén Gago, argentinischer Fußballspieler
- 10. April: Vincent Kompany, belgischer Fußballspieler
- 11. April: Markus Heppke, deutscher Fußballspieler
- 11. April: Mario Huhnstock, deutscher Handballspieler und -trainer
- 11. April: Ana Isabelle, puerto-ricanische Sängerin, Tänzerin und Schauspielerin
- 11. April: Angelica Wallén, schwedische Handballspielerin
- 12. April: Blerim Džemaili, Schweizer Fußballspieler
- 12. April: Matt McGorry, amerikanischer Schauspieler
- 12. April: Marcel Granollers, spanischer Tennisspieler
- 12. April: Udo Landbauer, österreichischer Politiker
- 12. April: Jonathan Pitroipa, burkinischer Fußballspieler
- 14. April: Reza Askari, deutscher Kontrabassist und Komponist
- 14. April: Matías Nicolás Rodríguez, argentinischer Fußballspieler
- 15. April: Calum Angus, englischer Fußballspieler
- 15. April: Iván Lorenzo Roncero, andorranischer Fußballspieler
- 16. April: Paul di Resta, britischer Automobilrennfahrer
- 16. April: Alexander Milz, deutscher Schauspieler
- 17. April: Jens Bechtloff, deutscher Handballspieler
- 17. April: Romain Grosjean, französisch-schweizerischer Automobilrennfahrer
- 17. April: Toon Leenders, niederländischer Handballspieler
- 18. April: Thomas Merrill, US-amerikanischer Automobilrennfahrer
- 18. April: René Villadsen, dänischer Handballspieler
- 19. April: Candace Parker, US-amerikanische Basketballspielerin
- 19. April: Arthit Sunthornpit, thailändischer Fußballspieler
- 20. April: Rikke Poulsen, dänische Handballspielerin
- 21. April: Kevin Artmann, deutscher Fußballspieler
- 22. April: Wiktor Igorewitsch Faisulin, russischer Fußballspieler

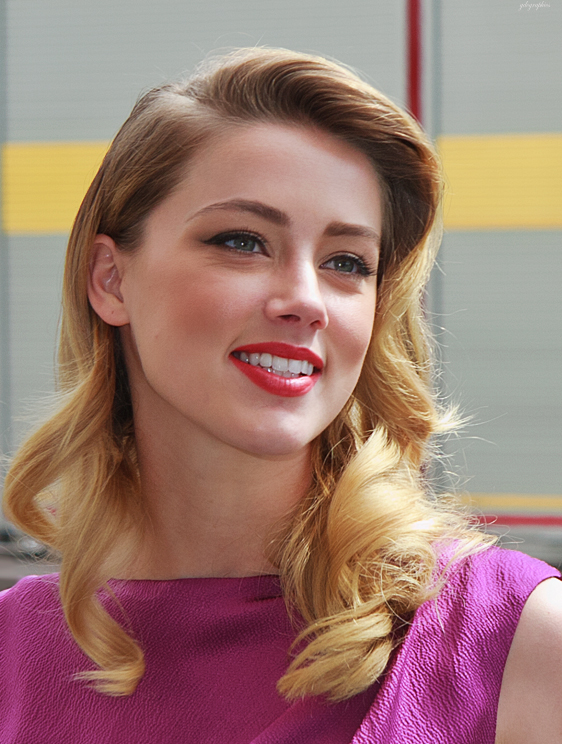
Amber Heard

- 22. April: Amber Heard, US-amerikanische Schauspielerin
- 23. April: Paula Jackson, britische Bobfahrerin
- 23. April: Sven Kramer, niederländischer Eisschnellläufer und Olympiamedaillengewinner
- 24. April: Mohd Nafiizwan Bin Mohd Adnan, malaysischer Squashspieler
- 24. April: Gerald Wambacher, österreichischer Skispringer
- 25. April: Ahmad Haidar Anuawar, malaysischer Radrennfahrer
- 25. April: Karim Günes, deutscher Schauspieler
- 25. April: Jörn Nowak, deutscher Fußballspieler
- 25. April: Daniel Sharman, britischer Schauspieler
- 26. April: Claudiu Mark Draghici, deutscher Schauspieler
- 26. April: Cristina do Rego, deutschbrasilianische Schauspielerin
- 26. April: Klaus Thomsen, dänischer Handballspieler
- 28. April: Mateusz Rutkowski, polnischer Skispringer, Juniorenweltmeister († 2024)
- 28. April: Guilherme Siqueira, brasilianischer Fußballspieler
- 28. April: Junior Strous, niederländischer Automobilrennfahrer
- 29. April: Michał Adamuszek, polnischer Handballspieler
- 29. April: Wily Mignon, beninischer Sänger († 2025)
- 29. April: Pradeep Sanjaya Uggl Dena Pathirannehelag, sri-lankischer Leichtathlet

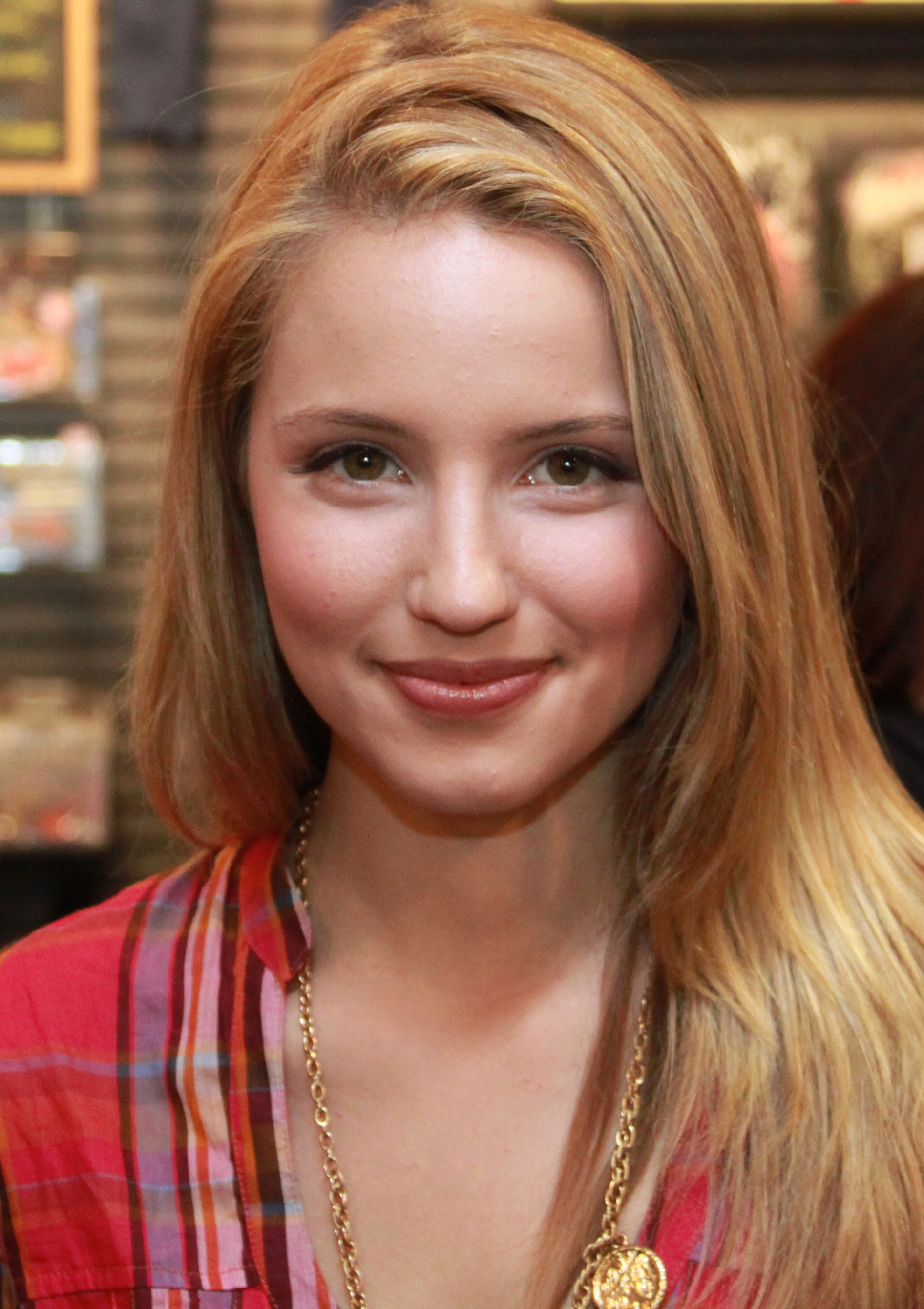
Dianna Agron

- 30. April: Dianna Agron, US-amerikanische Sängerin und Schauspielerin
- 30. April: Lena Düpont, deutsche Politikerin
- 30. April: Mirko Drotschmann, deutscher Journalist, Produzent, Buchautor und Webvideoproduzent
- 30. April: Martin Hikel, deutscher Politiker
- 30. April: Björn Ziegenbein, deutscher Fußballspieler

### Mai
- 01. Mai: Adam Michael Casey, australischer Fußballspieler
- 02. Mai: Karim Ben Hassan Aouadhi, tunesischer Fußballspieler
- 02. Mai: Amandine Leynaud, französische Handballspielerin
- 02. Mai: Johannes Müller, deutscher Handballspieler
- 03. Mai: Mads Christiansen, dänischer Handballspieler
- 03. Mai: Arnel Tači, bosnisch-herzegowinischer Schauspieler
- 05. Mai: Alexandrina Cabral Barbosa, spanische Handballspielerin
- 05. Mai: Lilli Hollunder, deutsche Schauspielerin
- 06. Mai: Roman Kreuziger, tschechischer Radrennfahrer
- 08. Mai: Emi Hasegawa, japanische Skirennläuferin
- 09. Mai: Maya Antic, deutsche Schauspielerin und Eiskunstläuferin
- 09. Mai: Ludovic Clemente, andorranischer Fußballspieler
- 09. Mai: Kyle Myers, amerikanischer YouTuber (Kanal FPSRussia)
- 09. Mai: Helgi Schmid, deutscher Schauspieler
- 10. Mai: Kevin Onyekachi Amuneke, nigerianischer Fußballspieler
- 10. Mai: P. Harikrishna, indischer Schach-Großmeister
- 10. Mai: Edward Niño Hernández, kolumbianischer Tänzer
- 11. Mai: Gandsorigiin Mandachnaran, mongolischer Ringer
- 11. Mai: Jacob Wukie, US-amerikanischer Bogenschütze
- 12. Mai: Ondřej Vaculík, tschechischer Skispringer

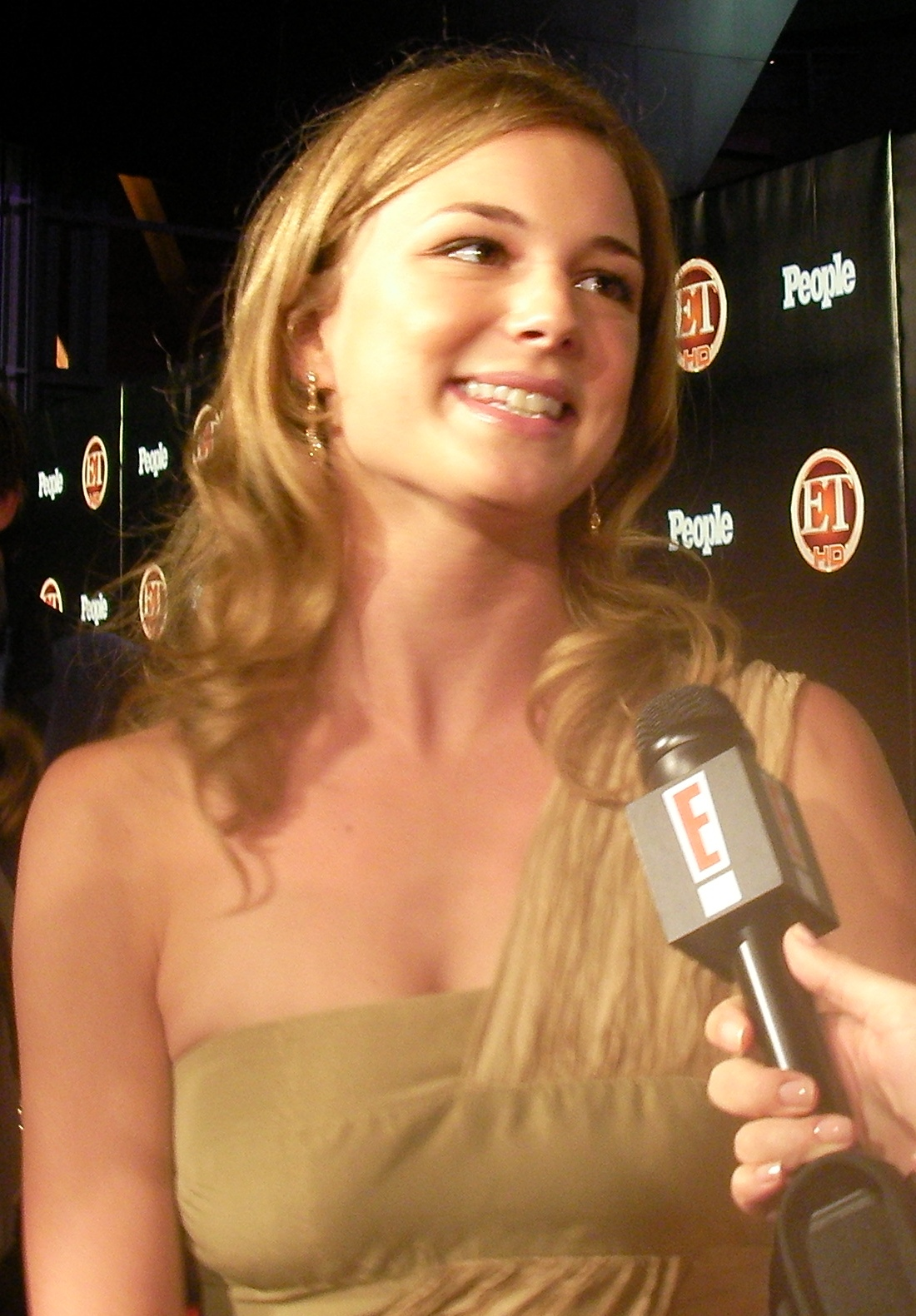
Emily VanCamp

- 12. Mai: Emily VanCamp, kanadische Schauspielerin
- 13. Mai: Morgan Arritola, US-amerikanische Skilangläuferin
- 13. Mai: Lena Dunham, US-amerikanische Schauspielerin, Schriftstellerin, Drehbuchautorin, Filmregisseurin und Filmproduzentin
- 13. Mai: Anthony Giacoppo, australischer Radrennfahrer
- 13. Mai: Robert Pattinson, britischer Schauspieler
- 13. Mai: Scott Sutter, Schweizer Fußballspieler
- 13. Mai: Alexander Rybak, belarussisch-norwegischer Sänger, Violinist, Komponist und Schauspieler
- 14. Mai: Rodolfo González, venezolanischer Automobilrennfahrer
- 14. Mai: Marco Motta, italienischer Fußballspieler
- 15. Mai: Maibritt Kviesgaard, dänische Handballspielerin
- 15. Mai: Bernadett Temes, ungarische Handballspielerin
- 15. Mai: Josephine Waschul, deutsche Handballspielerin
- 16. Mai: Daryna Apanaschtschenko, ukrainische Fußballspielerin
- 16. Mai: Eleni Artymata, zyprische Sprinterin

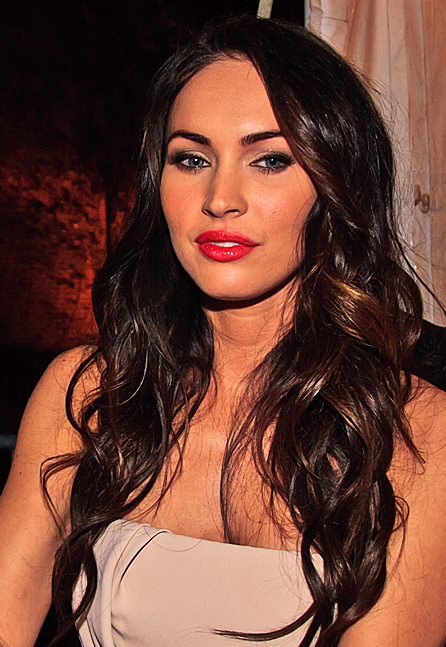
Megan Fox

- 16. Mai: Megan Fox, US-amerikanische Schauspielerin
- 17. Mai: Nikolas Löbel, deutscher Politiker, MdB
- 17. Mai: Tahj Mowry, US-amerikanischer Schauspieler
- 18. Mai: Kevin Anderson, südafrikanischer Tennisspieler
- 18. Mai: Carl Lombé, kamerunisch-armenischer Fußballspieler
- 19. Mai: Alessandro De Marchi, italienischer Radrennfahrer
- 21. Mai: Mario Mandžukić, kroatischer Fußballspieler
- 22. Mai: Nicole Hofer, Schweizer Radrennfahrerin, Duathletin und Triathletin
- 23. Mai: Mariana Mie Arimori, brasilianische Badmintonspielerin
- 23. Mai: Bastian von Bömches, deutscher Schauspieler
- 23. Mai: Claudia Helene Hinterecker, deutsche Schauspielerin
- 23. Mai: Angela Martini, albanisch-schweizerisches Model
- 23. Mai: Ruben Zadkovich, australischer Fußballspieler
- 24. Mai: Rakel Dögg Bragadóttir, isländische Handballspielerin und -trainerin
- 24. Mai: Jenny Karolius, deutsche Handballspielerin
- 25. Mai: Geraint Thomas, britischer Radrennfahrer
- 25. Mai: Juri Ueno, japanische Schauspielerin
- 26. Mai: Ashley Bell, US-amerikanische Schauspielerin
- 26. Mai: Àstrid Bergès-Frisbey, französisch-spanische Schauspielerin und Model
- 26. Mai: Matti Oivanen, finnischer Volleyballspieler
- 28. Mai: Berrick Barnes, australischer Rugbyspieler
- 29. Mai: Giorgi Kruaschwili, georgischer Fußballschiedsrichter
- 31. Mai: Jordan Leigh Angeli, US-amerikanische Fußballspielerin
- 31. Mai: Sopho Chalwaschi, georgische Sängerin
- 31. Mai: Robert Gesink, niederländischer Radrennfahrer

### Juni
- 01. Juni: Jessica Czop, US-amerikanische Schauspielerin
- 01. Juni: Mark Fistric, kanadischer Eishockeyspieler
- 02. Juni: Sebastian Achim, rumänischer Fußballspieler
- 02. Juni: Angelina Probst, deutsche Künstlerin
- 03. Juni: Al Horford, dominikanischer Basketballspieler
- 03. Juni: Eugene Laverty, irischer Motorradrennfahrer

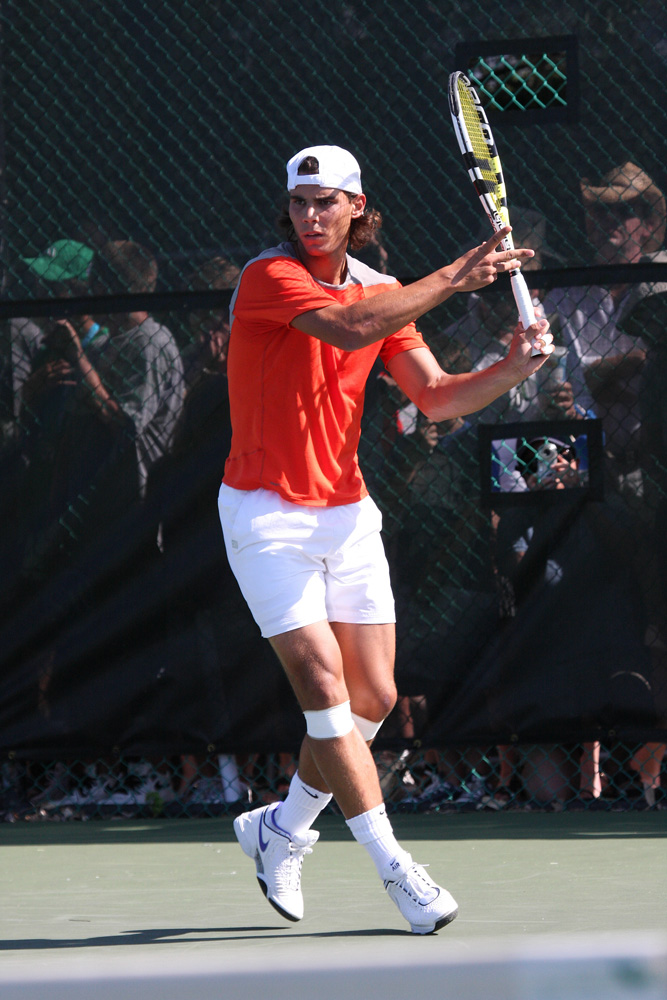
Rafael Nadal

- 03. Juni: Rafael Nadal, spanischer Tennisspieler
- 03. Juni: Sven Präkels, deutscher Handballspieler
- 04. Juni: Tolgahan Acar, türkischer Fußballtorhüter
- 04. Juni: Sebastian Asch, deutscher Automobilrennfahrer
- 04. Juni: Maxim Asowski, kasachischer Fußballspieler
- 04. Juni: Dominika Valachová, slowakische Volleyballspielerin
- 05. Juni: Sergio Campana, italienischer Automobilrennfahrer
- 05. Juni: Amanda Crew, kanadische Schauspielerin
- 05. Juni: Martin Strobel, deutscher Handballspieler
- 06. Juni: Leslie Carter, US-amerikanische Sängerin († 2012)
- 07. Juni: Abbos Abdurazzoqovich Atoyev, usbekischer Boxer
- 08. Juni: Lance David Arnold, deutscher Automobilrennfahrer
- 09. Juni: Andreas Laskaratos, griechischer Automobilrennfahrer
- 09. Juni: Adamo Ruggiero, kanadischer Schauspieler
- 09. Juni: Michelle Skovgaard, dänische Handballspielerin
- 10. Juni: Marco Andreolli, italienischer Fußballspieler

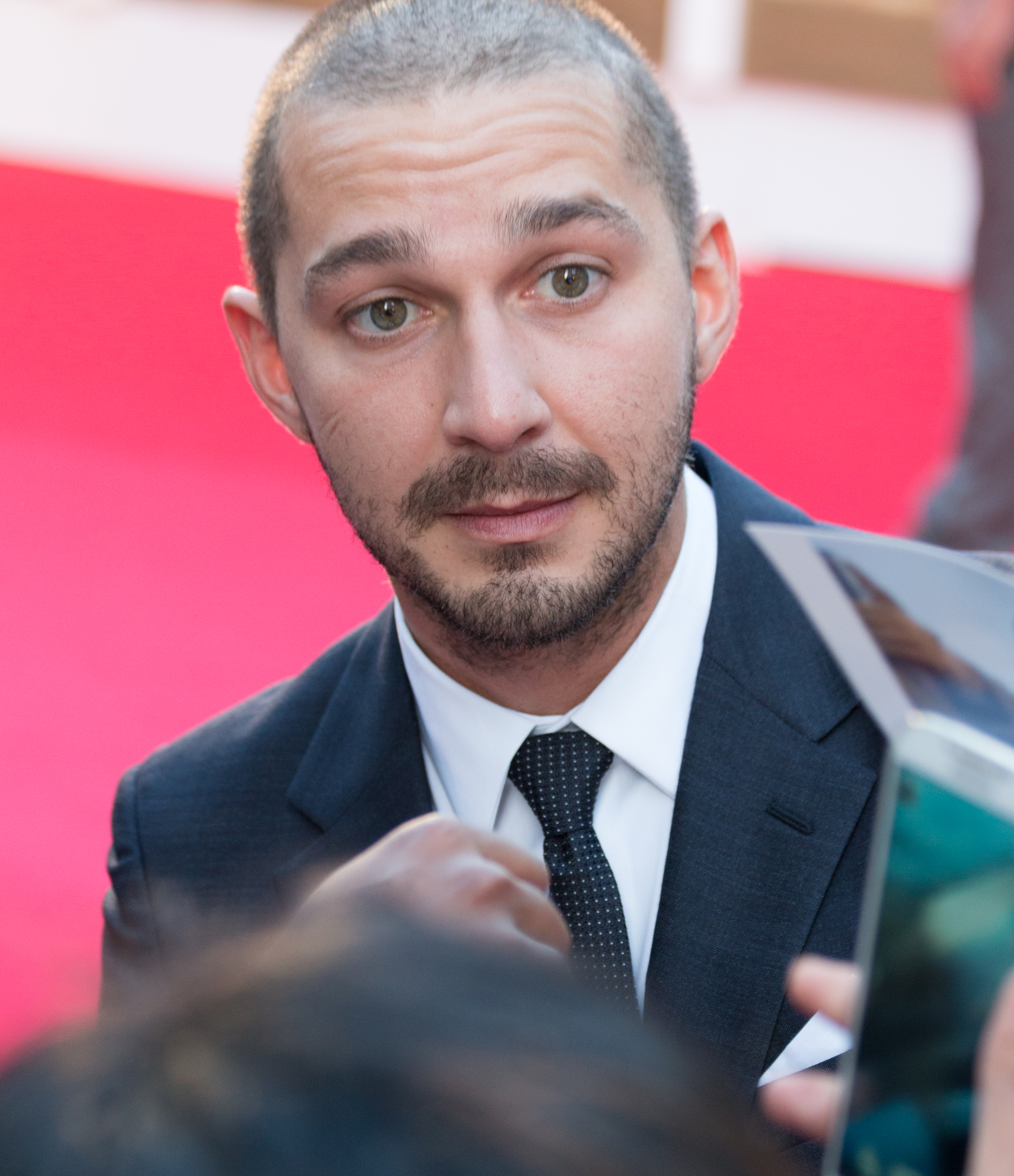
Shia LaBeouf

- 11. Juni: Shia LaBeouf, amerikanischer Schauspieler
- 11. Juni: Annika Firley, deutsche Musicaldarstellerin
- 13. Juni: Stefanie Anthes, deutsche Wasserspringerin
- 13. Juni: Eros Capecchi, italienischer Radrennfahrer
- 13. Juni: Kat Dennings, US-amerikanische Schauspielerin
- 13. Juni: Akihiro Ienaga, japanischer Fußballspieler
- 13. Juni: Mary-Kate Olsen, US-amerikanische Schauspielerin
- 13. Juni: Ashley Olsen, US-amerikanische Schauspielerin
- 14. Juni: Marko Hübenbecker, deutscher Bobfahrer
- 14. Juni: Haley Hudson, US-amerikanische Schauspielerin
- 15. Juni: Oleksandr Areschtschenko, ukrainischer Schachmeister
- 15. Juni: Stoya, US-amerikanische Pornodarstellerin
- 16. Juni: Fernando Muslera, uruguayischer Fußballspieler
- 16. Juni: Žarko Šešum, serbischer Handballspieler
- 17. Juni: Kristin Hayter, US-amerikanische Musikerin
- 17. Juni: Dominik Paul Weber, deutscher Theater- und Filmschauspieler
- 18. Juni: Brent Aubin, kanadischer Eishockeyspieler
- 20. Juni: Girma Assefa, äthiopischer Marathonläufer
- 20. Juni: Hamid Sulaiman, syrischer Maler und Comicautor
- 20. Juni: Luca Cigarini, italienischer Fußballspieler
- 20. Juni: Jan Kästner, deutscher Handballspieler
- 22. Juni: Dwayne Anderson, US-amerikanischer Basketballspieler
- 22. Juni: Josh., bürgerlich Johannes Sumpich, österreichischer Musiker
- 22. Juni: Ramin Shahin Ott, amerikanisch-samoanischer Fußballspieler
- 23. Juni: Charlie Hollings, britischer Automobilrennfahrer
- 23. Juni: Simon Špilak, slowenischer Radrennfahrer
- 24. Juni: Harrison Afful, ghanaischer Fußballspieler
- 25. Juni: Gabriele Grunewald, US-amerikanische Langstreckenläuferin († 2019)
- 25. Juni: Linn Gossé, norwegische Handballspielerin
- 26. Juni: Marko Bezjak, slowenischer Handballspieler
- 26. Juni: Cristian Ezeqiuel Llama, argentinischer Fußballspieler

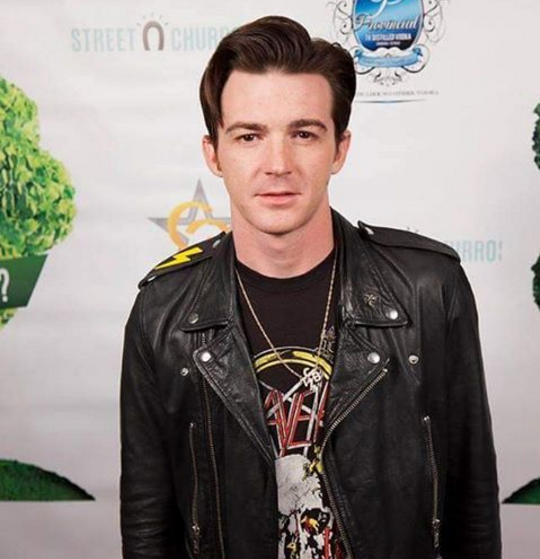
Drake Bell

- 27. Juni: Drake Bell, US-amerikanischer Schauspieler
- 27. Juni: Sam Claflin, britischer Schauspieler
- 28. Juni: Mathias Beche, Schweizer Automobilrennfahrer
- 28. Juni: Willemijn Karsten, niederländische Handballspielerin
- 30. Juni: Yvonne Hak, niederländische Mittelstreckenläuferin
- 30. Juni: Stefan Hundstrup, dänischer Handballspieler
- 30. Juni: Steffen Lehle, deutscher Handballspieler

### Juli
- 01. Juli: Agnes Monica Muljoto, indonesische Sängerin und Schauspielerin
- 01. Juli: Natalia Rudziewicz, deutsche Schauspielerin
- 02. Juli: Denis Epstein, deutscher Fußballspieler

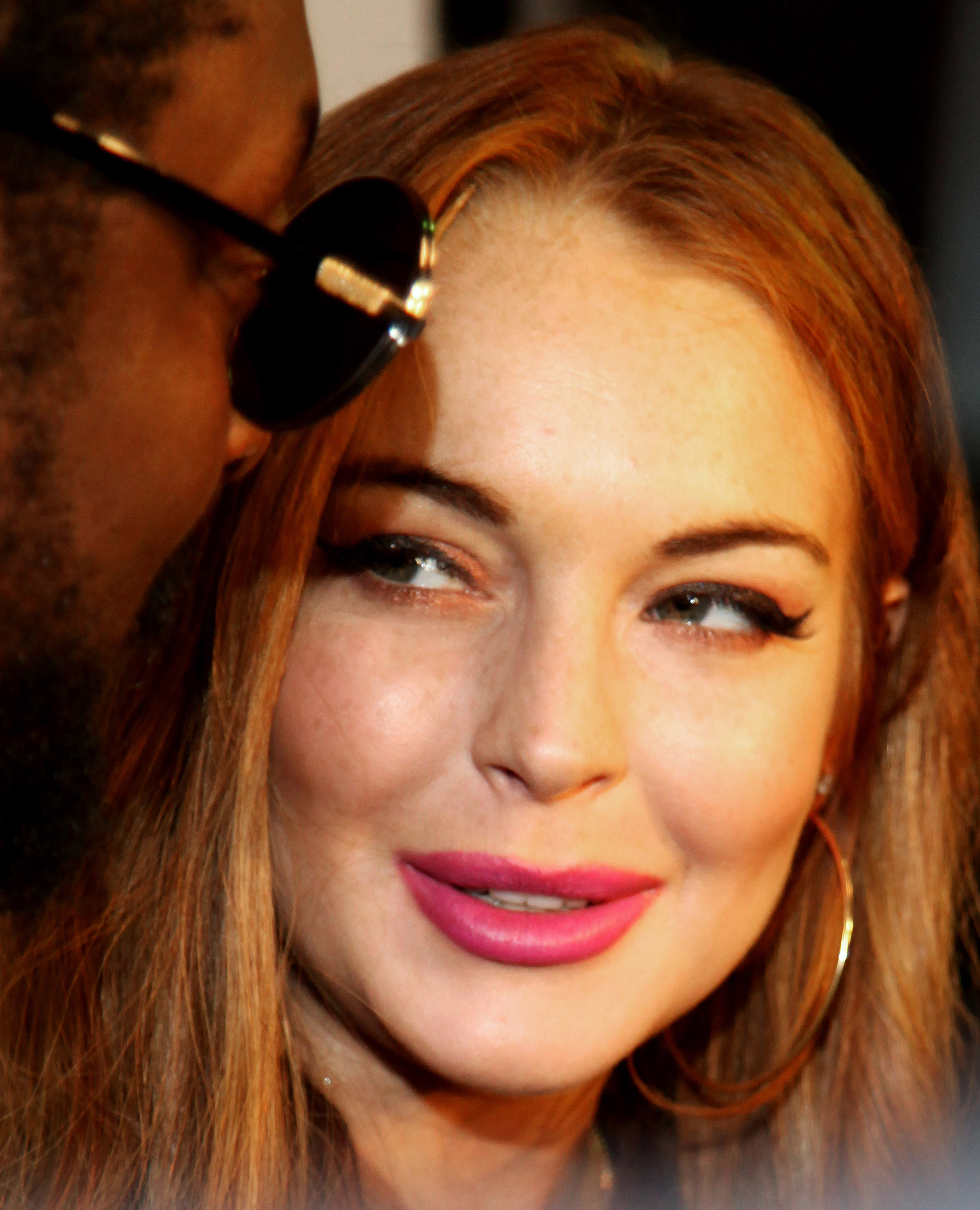
Lindsay Lohan

- 02. Juli: Lindsay Lohan, US-amerikanische Schauspielerin und Pop-Sängerin
- 02. Juli: Sam Trickett, englischer Pokerspieler
- 03. Juli: Robina Muqimyar, afghanische Leichtathletin
- 03. Juli: Sascha Dum, deutscher Fußballspieler
- 03. Juli: Óscar Alfredo Ustari, argentinischer Fußballtorhüter
- 04. Juli: Rafael Arévalo, salvadorianischer Tennisspieler
- 04. Juli: Ömer Aşık, türkischer Basketballspieler
- 04. Juli: Willem Janssen, niederländischer Fußballspieler
- 05. Juli: Piermario Morosini, italienischer Fußballspieler († 2012)
- 05. Juli: Michele Pirro, italienischer Motorradrennfahrer
- 06. Juli: Luigi Di Maio, italienischer Politiker
- 07. Juli: Miguel Klauß, deutscher Politiker
- 07. Juli: Alex Somoza Losada, andorranischer Fußballspieler
- 10. Juli: Maren Fromm, deutsche Volleyballspielerin
- 10. Juli: Benjamin Schwarz, deutscher Fußballspieler
- 11. Juli: Nana Akwasi Asare, ghanaischer Fußballspieler
- 11. Juli: Julia Popke, deutsche Schauspielerin
- 11. Juli: Marco Zanni, italienischer Politiker
- 12. Juli: Didier Digard, französischer Fußballspieler
- 12. Juli: Daniel Herrington, US-amerikanischer Automobilrennfahrer
- 12. Juli: Simone Laudehr, deutsche Fußballspielerin
- 12. Juli: JP Pietersen, südafrikanischer Rugbyspieler
- 12. Juli: Teresa Rizos, deutsche Schauspielerin und Sängerin
- 12. Juli: Ilka Wolf, deutsche Sängerin
- 14. Juli: Franciszek Araszkiewicz, polnischer Komponist, Installations-, Performance- und Videokünstler
- 15. Juli: David Ángel Abraham, argentinischer Fußballspieler
- 15. Juli: Cynthia Uwak, nigerianische Fußballspielerin
- 16. Juli: Florence Joy, deutsche Nachwuchssängerin
- 16. Juli: Taryn Southern, US-amerikanische Schauspielerin und Sängerin
- 18. Juli: Thijs van Amerongen, niederländischer Cyclocross- und Straßenradrennfahrer
- 18. Juli: Simon Clarke, australischer Radrennfahrer

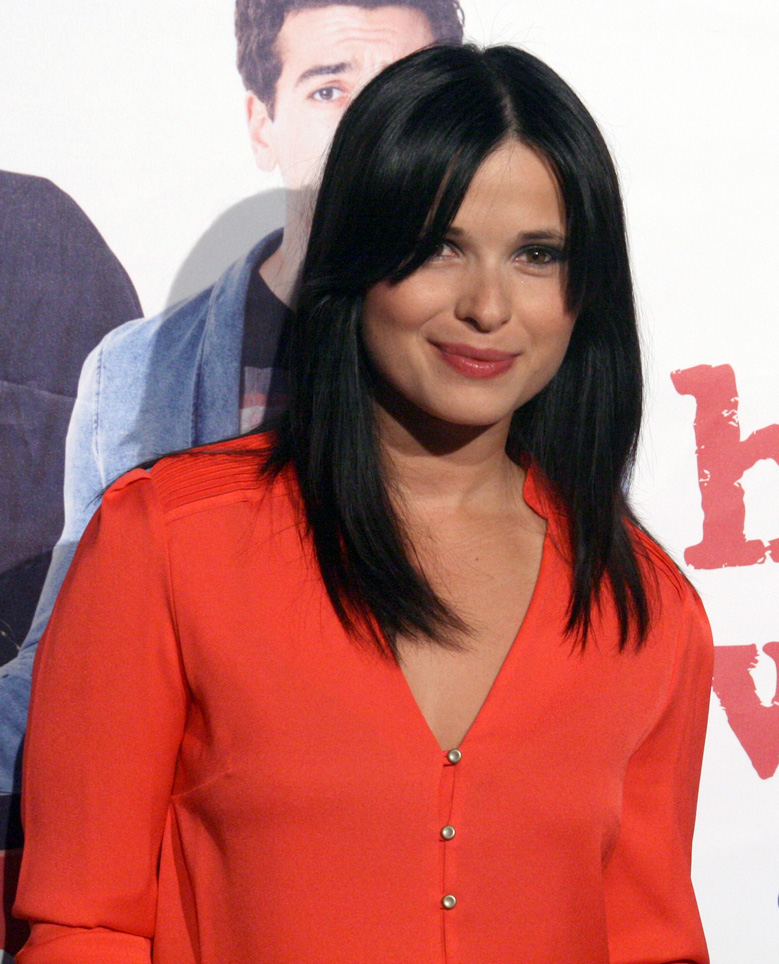
Anna Fischer

- 18. Juli: Anna Fischer, deutsche Schauspielerin und Sängerin
- 18. Juli: Hitomi Tanaka, japanische Pornodarstellerin
- 19. Juli: Steffen Weinhold, deutscher Handballspieler
- 20. Juli: Lars Bastian, deutscher Handballspieler
- 21. Juli: Anthony Gildas Kofi Annan, ghanaischer Fußballspieler
- 23. Juli: Millane Fernandez, Pop-Sängerin
- 24. Juli: Fernando Damian Tissone, argentinischer Fußballspieler
- 24. Juli: Natalie Tran, australische Schauspielerin, Schriftstellerin und Vloggerin
- 25. Juli: Barbara Meier, deutsches Fotomodell und Mannequin
- 26. Juli: Eduardo Vélez, mexikanischer Bogenschütze
- 27. Juli: Lukas Lang, Eishockeyspieler (Torwart)
- 28. Juli: Tiago André Barata Feio Peixoto Apolónia, portugiesischer Tischtennisspieler
- 29. Juli: Tim Küchler, deutscher Schauspieler
- 30. Juli: Arthur Abele, deutscher Zehnkämpfer
- 30. Juli: Karolina Horster, deutsche Schauspielerin
- 30. Juli: Hannes Lindt, deutscher Handballspieler

### August

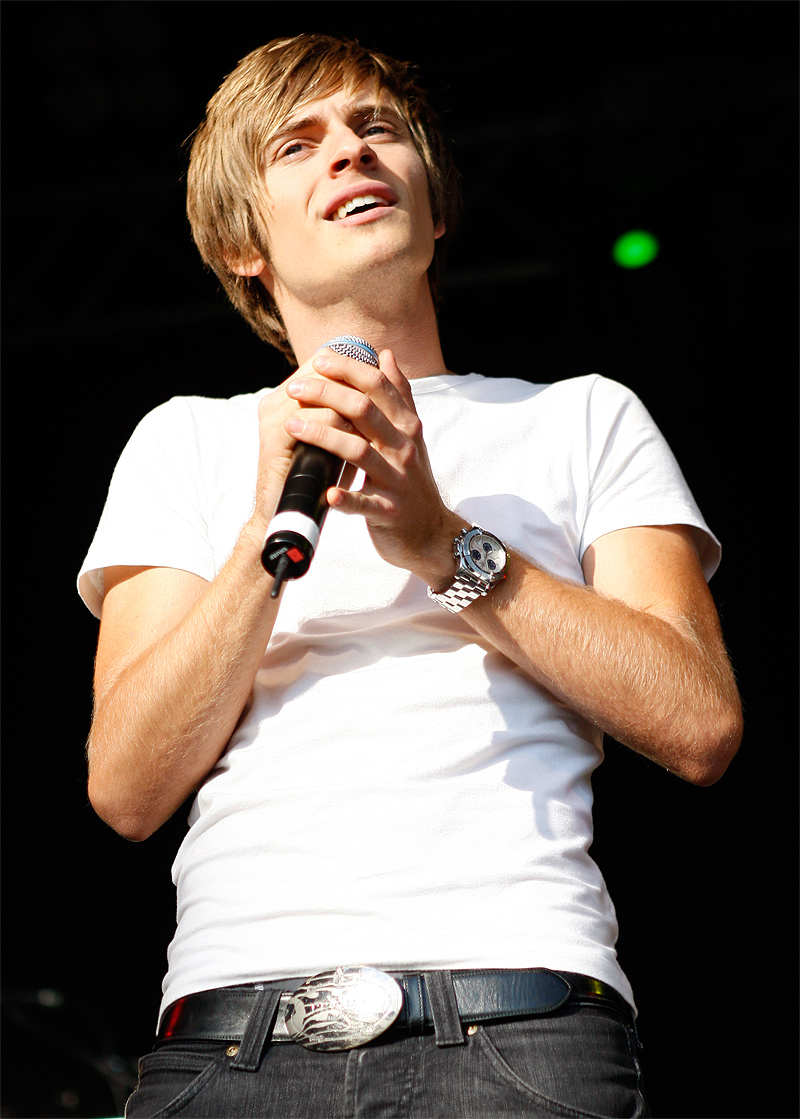
Jörn Schlönvoigt

- 01. August: Halil Umut Meler, türkischer Fußballschiedsrichter
- 01. August: Jörn Schlönvoigt, deutscher Schauspieler und Musiker
- 01. August: Jelena Wesnina, russische Tennisspielerin und Olympiasiegerin
- 01. August: Jekaterina Wetkowa, russische Handballspielerin
- 03. August: Michela Andreola, italienische Biathletin
- 03. August: Emil Berggren, schwedischer Handballspieler und -funktionär
- 03. August: Charlotte Casiraghi, Tochter von Caroline von Hannover
- 03. August: Thilo Corzilius, deutscher Schriftsteller, Texter und Theologe
- 03. August: Darja Domratschawa, belarussische Biathletin und Olympiasiegerin
- 05. August: Kathrin Zettel, österreichische Skirennläuferin
- 06. August: Mehmet Akgün, deutsch-türkischer Fußballspieler
- 07. August: Paul Biedermann, deutscher Schwimmer
- 07. August: Valter Birsa, slowenischer Fußballspieler
- 07. August: Mahir Savranlıoğlu, türkischer Fußballspieler
- 08. August: Neri Raúl Cardozo, argentinischer Fußballspieler
- 08. August: Sudesh Fitzgerald, guyanischer Dartspieler
- 08. August: Peyton List, US-amerikanische Schauspielerin
- 09. August: Robert Adcock, englischer Badmintonspieler
- 09. August: Dennis Grote, deutscher Fußballspieler
- 10. August: John-Lee Augustyn, südafrikanischer Radrennfahrer
- 10. August: Janina Haye, deutsche Fußballspielerin
- 10. August: Bajram Sadrijaj, serbischer Fußballspieler

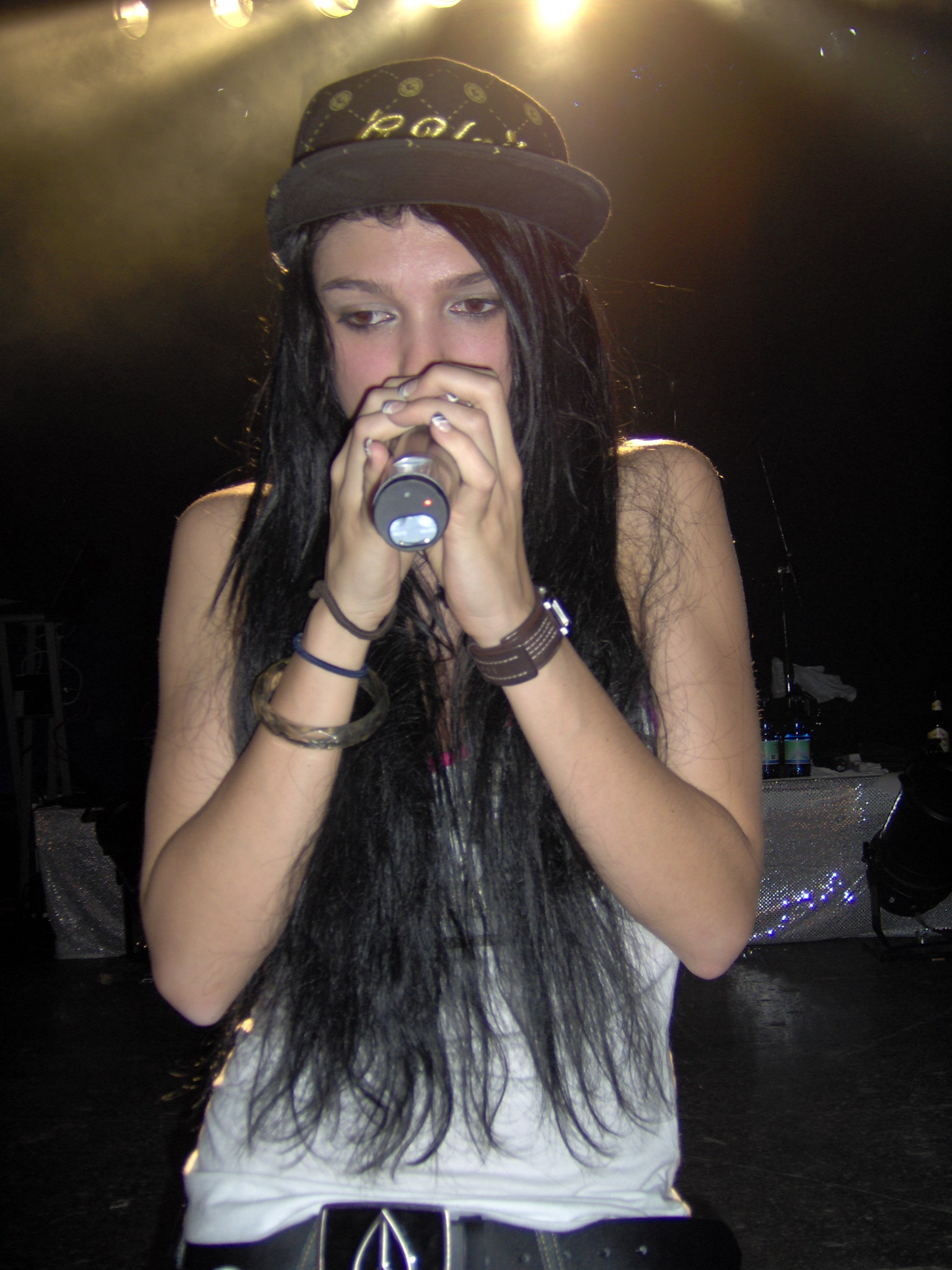
Börni

- 11. August: Börni, Schweizer Sängerin
- 11. August: Marcos Arouca da Silva, brasilianischer Fußballspieler
- 12. August: Alessandra Amoroso, italienische Sängerin
- 12. August: Peggy Nietgen, deutsche Fußballspielerin
- 13. August: Onur Akbay, türkischer Fußballspieler
- 13. August: Alexandra Ndolo, deutsche Degenfechterin
- 14. August: Sebastian Opderbeck, deutscher Handballspieler
- 15. August: Natalia Kills, britische Musikerin, Schauspielerin, Liedschreiberin und Sängerin
- 15. August: Bessik Kuduchow, russischer Ringer († 2013)
- 16. August: Fliss Abram, australische Triathletin
- 16. August: Audrey Bitoni, US-amerikanische Pornodarstellerin und Model
- 16. August: Leslie Clio, deutsche Popsängerin
- 16. August: Christian Poser, deutscher Bobsportler
- 17. August: Denis Alexandrowitsch Kornilow, russischer Skispringer
- 17. August: Tobias Schönenberg, deutscher Schauspieler
- 18. August: Patrick Amoah, schwedischer Fußballspieler
- 18. August: Tim Kneule, deutscher Handballspieler
- 19. August: Sebastián Sosa, uruguayischer Fußballspieler
- 20. August: Kemy Agustien, niederländischer Fußballspieler
- 20. August: Damien Gaudin, französischer Radrennfahrer
- 20. August: Daniel Martin, irischer Radrennfahrer

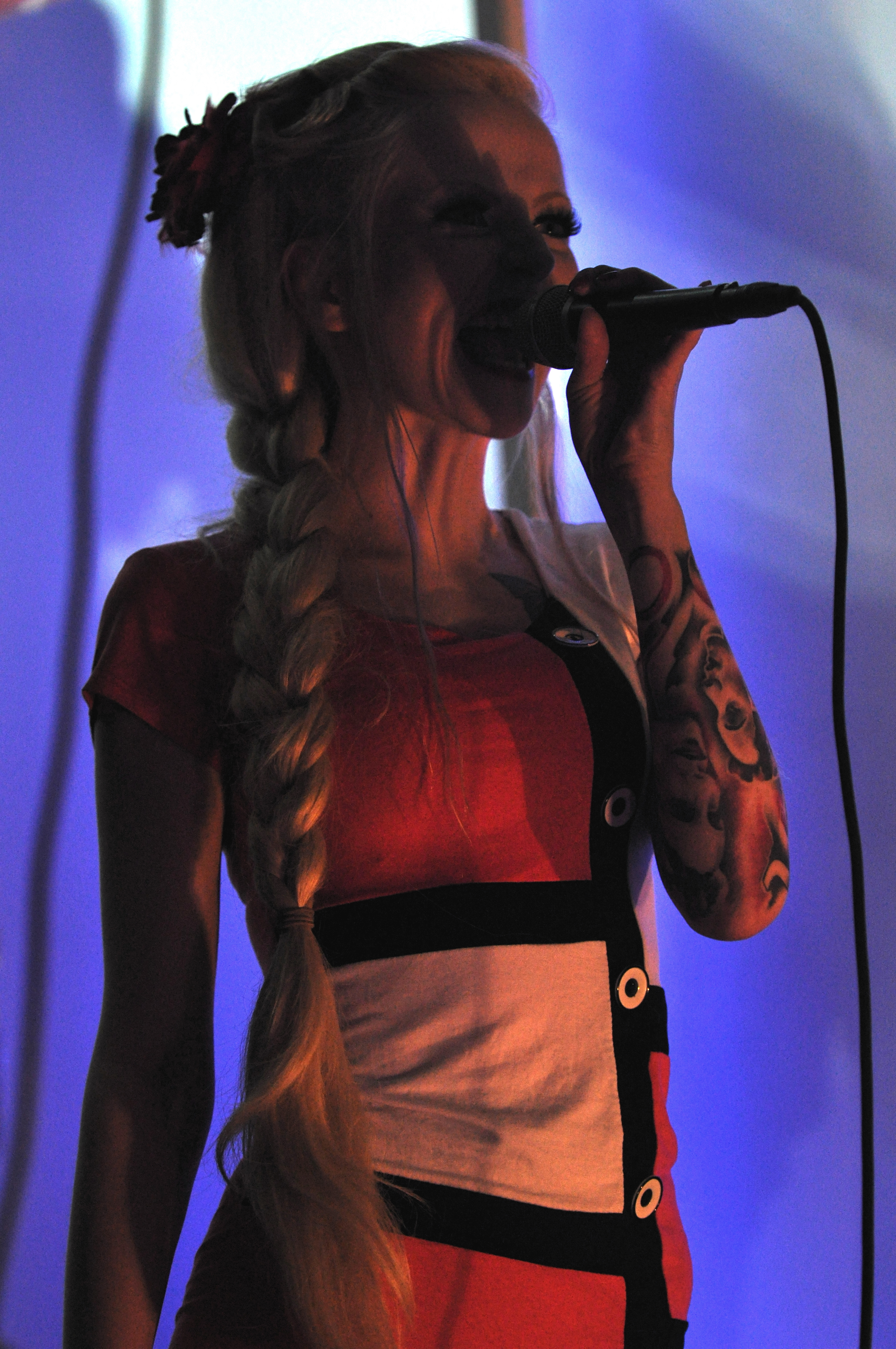
Fräulein Plastique

- 20. August: Fräulein Plastique, deutsche Musikerin, Sängerin und Model
- 21. August: Per Åslund, schwedischer Eishockeyspieler
- 21. August: Ana Radović, montenegrinische Handballspielerin
- 21. August: Jana Podpolinski, deutsche Handballspielerin

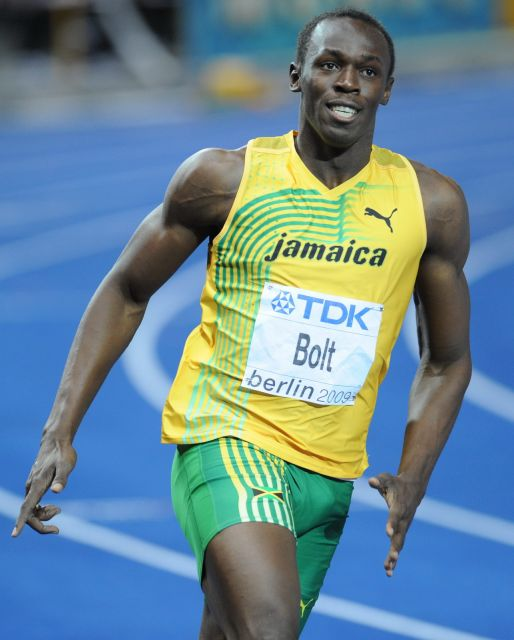
Usain Bolt

- 21. August: Usain Bolt, jamaikanischer Sprinter
- 22. August: Augusto Ramos Soares, osttimoresischer Marathonläufer
- 23. August: Catarina Wallenstein, portugiesische Schauspielerin
- 24. August: Joseph Akpala, nigerianischer Fußballspieler
- 24. August: Jonny Cocker, britischer Automobilrennfahrer
- 24. August: Fabiano Santacroce, italienischer Fußballspieler
- 26. August: Cassie, US-amerikanische R&B-Sängerin, Model und Schauspielerin
- 26. August: Davide Rigon, italienischer Automobilrennfahrer
- 26. August: Erik Lyche Solheim, norwegischer Skispringer
- 27. August: Sebastian Kurz, österreichischer Politiker
- 27. August: Theodor Reppe, deutscher Internetaktivist, Unterstützer von WikiLeaks
- 27. August: Michael Schubert, deutscher Schwimmer
- 28. August: Walid Atta, äthiopisch-schwedischer Fußballspieler
- 28. August: Bettina Burchard, deutsche Schauspielerin
- 28. August: James Davison, australischer Automobilrennfahrer
- 28. August: Matthew Edgar, englischer Dartspieler
- 28. August: Joseph Julian Soria, US-amerikanischer Schauspieler

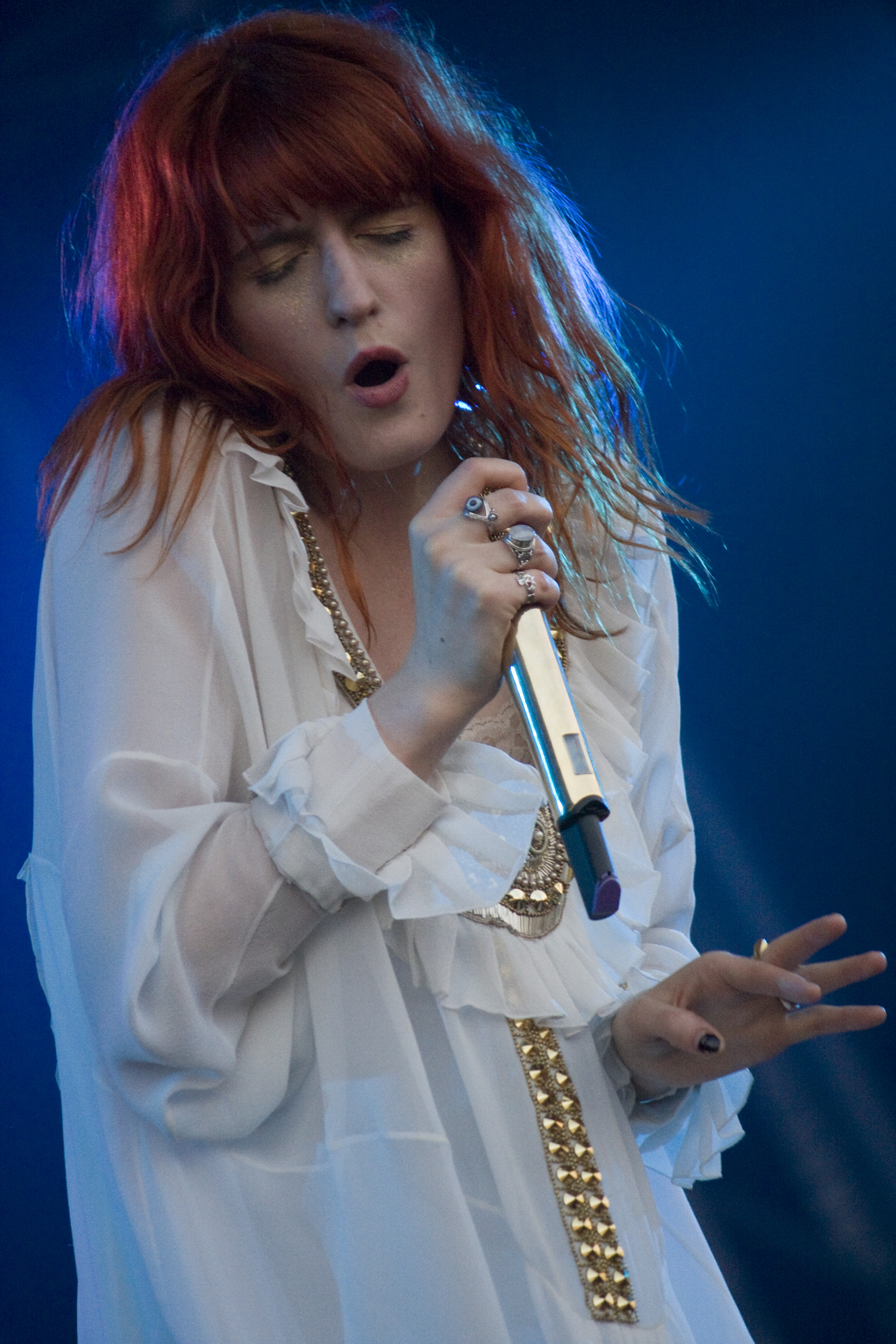
Florence Welch

- 28. August: Florence Mary Leontine Welch, britische Singer-Songwriterin
- 29. August: Andrey Amador Bikazakova, costa-ricanischer Radrennfahrer
- 29. August: Lea Michele, US-amerikanische Sängerin und Schauspielerin
- 30. August: Ali Abbas, irakischer Fußballspieler
- 30. August: Sebastián Eduardo Leto, argentinischer Fußballspieler
- 30. August: Isabella Vinet, deutsche Schauspielerin
- 31. August: Johnny Wactor, US-amerikanischer Schauspieler († 2024)

### September
- 01. September: Matthias Walkner, österreichischer Motocross-Fahrer
- 02. September: Hrajr Mkojan, armenischer Fußballspieler
- 02. September: Sebastian Weber, deutscher Handballspieler
- 03. September: Kathrin Hitzer, deutsche Biathletin
- 03. September: Shaun White, US-amerikanischer Snowboarder und Skateboarder
- 04. September: Danilo Asconeguy, uruguayischer Fußballspieler
- 04. September: Aaron Hunt, deutscher Fußballspieler
- 05. September: Florencia Benítez, argentinische Schauspielerin und Sängerin
- 05. September: Alexander Alexandrowitsch Rjasanzew, russischer Fußballspieler
- 06. September: Mesgen Amanow, turkmenischer Schachgroßmeister
- 06. September: Baschi, Schweizer Popsänger
- 06. September: Loïc Collomb-Patton, französischer Freestyle- und Freeride-Skier
- 07. September: Jen Hudak, US-amerikanische Freestyle-Skierin
- 06. September: Thomas Lüthi, Schweizer Motorrad-Straßenrennfahrer
- 06. September: Patrick Seletzky, österreichischer Schauspieler
- 09. September: Jason Lamy Chappuis, französischer Nordischer Kombinierer
- 10. September: Ariane Pejkovic, Schweizer Handballspielerin
- 10. September: Ashley Monroe, US-amerikanische Country-Sängerin und -Songschreiberin
- 11. September: Sonja Barjaktarović, montenegrinische Handballspielerin
- 13. September: Kamui Kobayashi, japanischer Automobilrennfahrer
- 14. September: Steven Naismith, schottischer Fußballspieler
- 14. September: Sabine Stockhorst, deutsche Handballspielerin
- 15. September: Anan Anwar, thailändischer Popsänger und Schauspieler
- 15. September: Pierre Emmanuel Robe, französischer Skispringer
- 15. September: Guillaume Thierry, mauritischer Zehnkämpfer
- 16. September: Michael Allendorf, deutscher Handballspieler

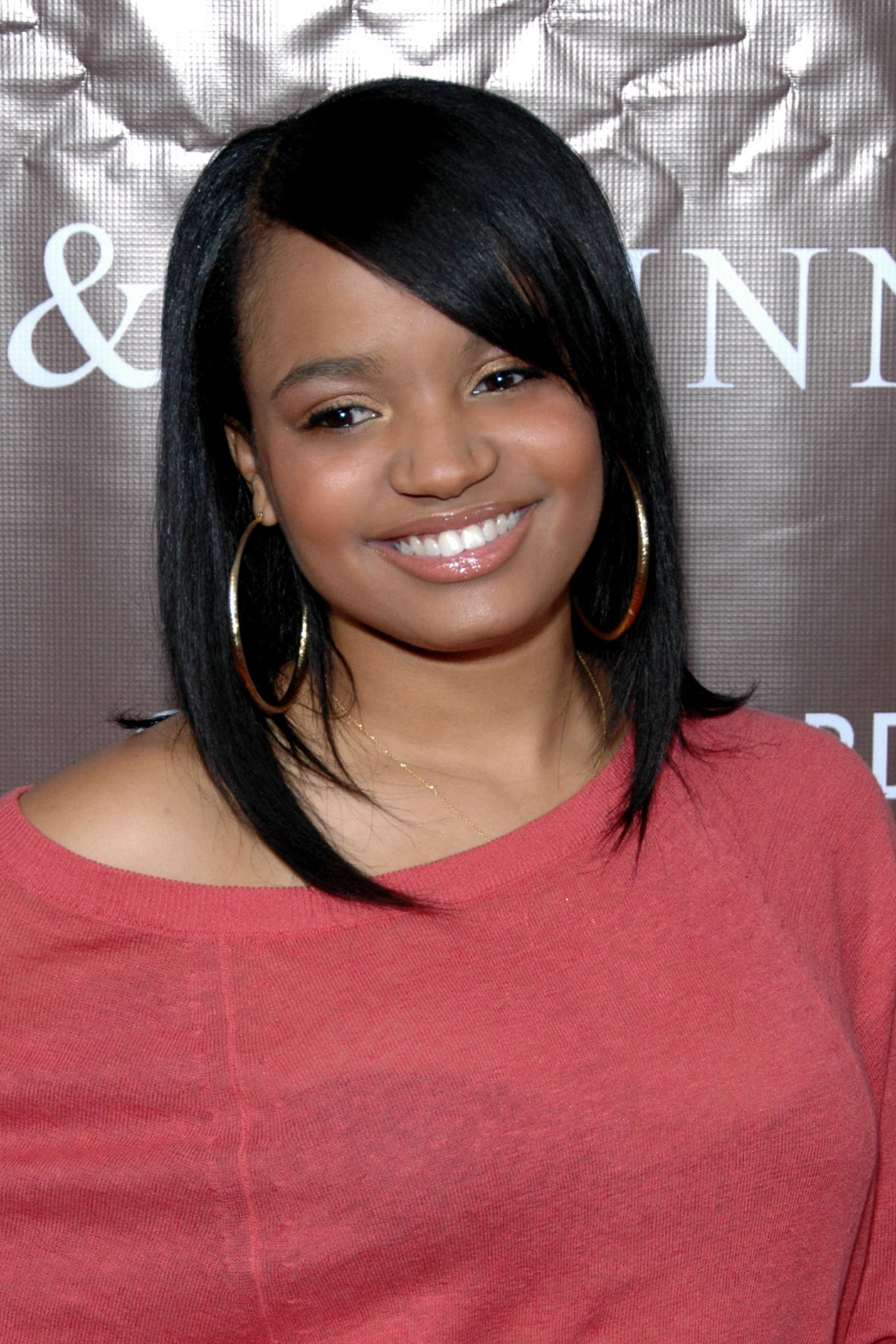
Kyla Pratt

- 16. September: Kyla Pratt, US-amerikanische Schauspielerin
- 16. September: Amir Weintraub, israelischer Tennisspieler
- 17. September: Sarah Alles, deutsche Schauspielerin
- 17. September: Tomás Néstor Blanco, argentinischer Handballspieler und -trainer
- 17. September: Paolo De Ceglie, italienischer Fußballspieler
- 18. September: Keeley Hazell, englisches Fotomodell
- 18. September: Benjamin Pagès, französischer Fußballschiedsrichterassistent
- 19. September: Adul Lahso, thailändischer Fußballspieler
- 19. September: Gerald Ciolek, deutscher Radrennfahrer
- 19. September: Paula Piechotta, deutsche Politikerin (Grüne)
- 19. September: Christopher Kullmann, deutscher Fußballspieler
- 20. September: Cristian Daniel Ansaldi, argentinischer Fußballspieler
- 21. September: Grete Eliassen, norwegisch-US-amerikanische Freestyle-Skierin
- 22. September: Itte Detenamo, nauruischer Gewichtheber
- 22. September: Jennifer Elie, US-amerikanische Tennisspielerin

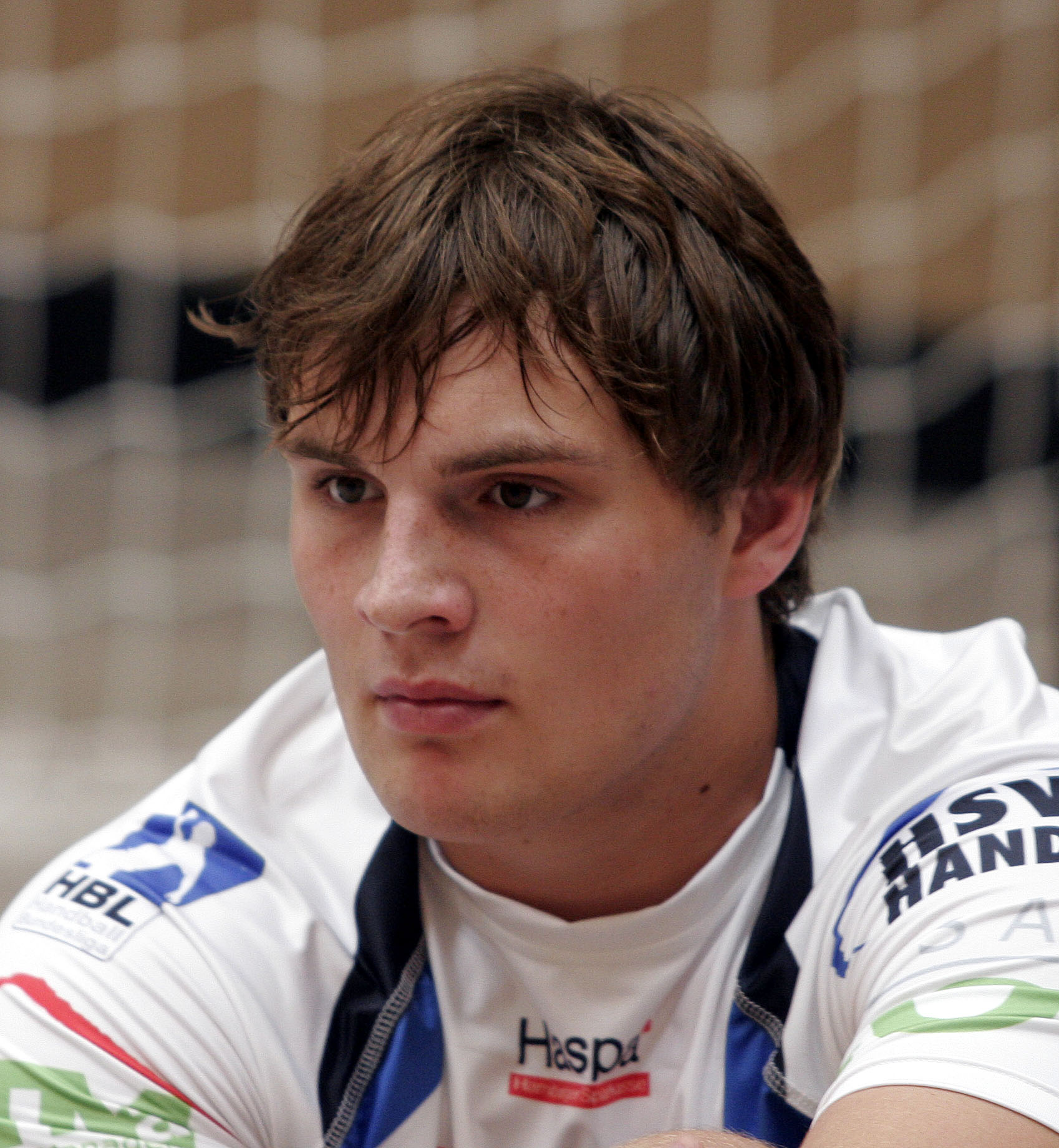
Jan Schult

- 22. September: Jan Schult, deutscher Handballspieler
- 23. September: Emre Aktaş, türkischer Fußballspieler
- 23. September: Eduarda Amorim, brasilianisch-ungarische Handballspielerin
- 23. September: Florian Kirchner, deutscher Handballspieler
- 23. September: Gina-Lisa Lohfink, deutsches Model und It-Girl
- 24. September: Max Lercher, österreichischer Politiker
- 25. September: Assan Tachtachunow, kasachischer Skispringer
- 27. September: Stéphane Ruffier, französischer Fußballtorwart
- 27. September: Sebastian Thaler, österreichischer Kameramann

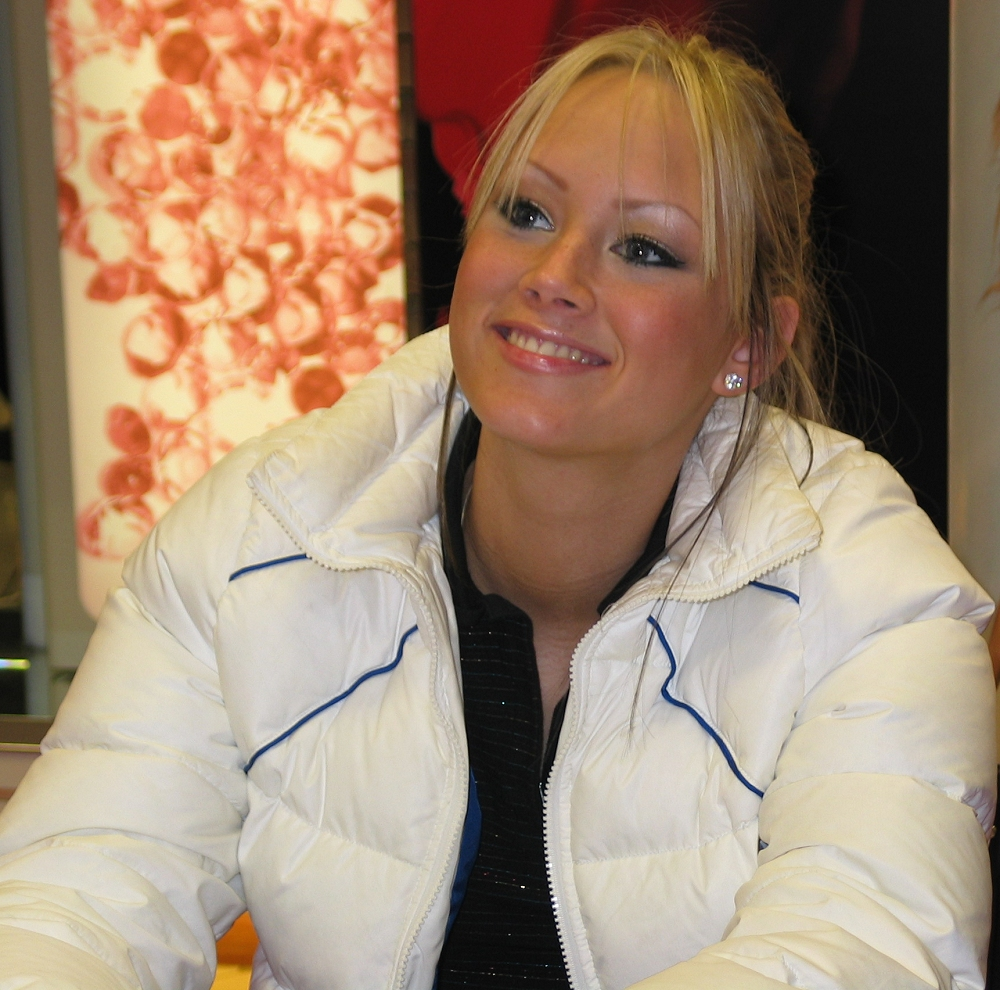
Natasha Thomas

- 27. September: Natasha Thomas, dänische Sängerin
- 29. September: Diego Ares, brasilianischer Straßenradrennfahrer
- 29. September: İbrahim Koray Arslan, türkischer Fußballspieler
- 29. September: Stefan Hula, polnischer Skispringer
- 29. September: Michael Schär, Schweizer Radrennfahrer
- 30. September: Sailan Adamow, kirgisischer Billardspieler
- 30. September: Marvin Angulo, costa-ricanischer Fußballspieler
- 30. September: Olivier Giroud, französischer Fußballspieler

### Oktober
- 01. Oktober: Daniela Katzenberger, deutsche Gastronomin, Sängerin und Gelegenheits-Model
- 02. Oktober: Camilla Belle, US-amerikanische Schauspielerin
- 03. Oktober: Simon Grotelüschen, deutscher Lasersegler
- 03. Oktober: Jacob Heinl, deutscher Handballspieler
- 04. Oktober: Bárbara Arenhart, brasilianische Handballspielerin
- 04. Oktober: Sara Forestier, französische Schauspielerin
- 04. Oktober: Markus Ramers, deutscher Politiker
- 05. Oktober: Rui Costa, portugiesischer Radrennfahrer

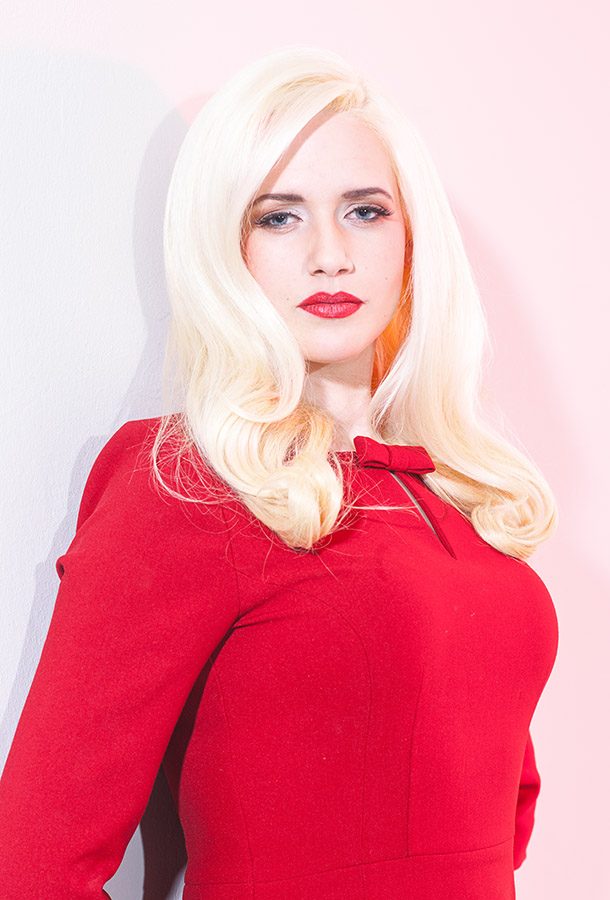
Sarah Knappik

- 05. Oktober: Sarah Knappik, deutsches Model sowie Reality-TV-Teilnehmerin
- 06. Oktober: Adil Auassar, niederländischer Fußballspieler
- 06. Oktober: Irina Jurjewna Blisnowa, russische Handballspielerin
- 07. Oktober: Jānis Andersons, lettischer Eishockeyspieler
- 07. Oktober: Selene Kapsaski, deutsch-englische Schriftstellerin, Filmregisseurin und -produzentin, Schauspielerin und Kamerafrau
- 07. Oktober: Tom Van Grieken, belgischer Politiker des Vlaams Belang
- 08. Oktober: Karan Rastogi, indischer Tennisspieler
- 09. Oktober: Laure Manaudou, französische Schwimmerin
- 10. Oktober: Cecilia Baena, kolumbianische Speedskaterin
- 10. Oktober: Ezequiel Garay, argentinischer Fußballspieler
- 10. Oktober: Lucy Griffiths, britische Schauspielerin
- 10. Oktober: Billy Johnson, US-amerikanischer Automobilrennfahrer
- 10. Oktober: Pierre Rolland, französischer Radrennfahrer
- 11. Oktober: Patrick Angele, schweizerischer Politiker
- 12. Oktober: Sebastian Baumgart, deutscher Schauspieler und Sänger
- 12. Oktober: Marian Kindermann, deutscher Schauspieler
- 12. Oktober: Li Wenliang, chinesischer Augenarzt († 2020)
- 12. Oktober: Michael Woods, kanadischer Radrennfahrer
- 13. Oktober: Gabriel Imuetinyan Agbonlahor, englischer Fußballspieler
- 13. Oktober: Ranawarathana Atapaththu, sri-lankischer Fußballspieler
- 14. Oktober: Friederike Becht, deutsche Schauspielerin
- 14. Oktober: Henrique Adriano Buss, brasilianischer Fußballspieler
- 14. Oktober: Skyler Shaye, US-amerikanische Schauspielerin
- 15. Oktober: Manuel Agudo Durán, spanischer Fußballspieler
- 15. Oktober: Carlo Janka, Schweizer Skirennfahrer
- 15. Oktober: Nolito, spanischer Fußballspieler
- 16. Oktober: Inna, rumänische Popsängerin
- 17. Oktober: Constant Djakpa, ivorischer Fußballspieler

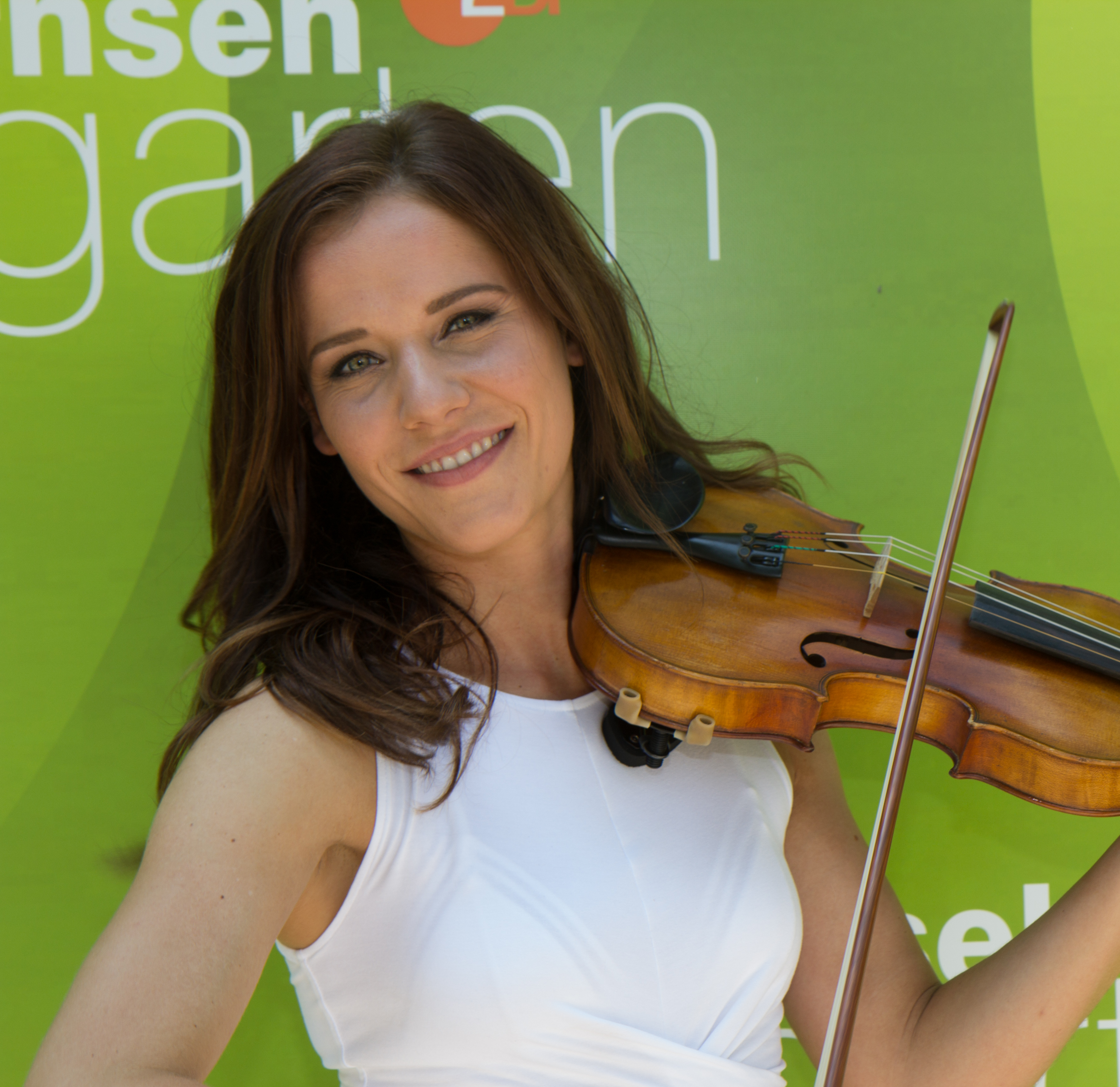
Franziska Wiese

- 17. Oktober: Franziska Wiese, deutsche Violinistin und Sängerin
- 18. Oktober: Martin Leung, chinesischer Pianist
- 18. Oktober: Petar Jelić, serbischer Fußballspieler
- 19. Oktober: Brandy Aniston, US-amerikanische Pornodarstellerin
- 19. Oktober: Boris Gamanov, deutscher Politiker
- 19. Oktober: Stefan Nippes, deutscher Handballspieler
- 20. Oktober: Melissa Borjas, honduranische Fußballschiedsrichterin
- 20. Oktober: Josephin Busch, deutsche Schauspielerin und Sängerin
- 20. Oktober: Valeria Gordeev, deutsche Schriftstellerin
- 21. Oktober: Almen Abdi, Schweizer Fußballspieler
- 22. Oktober: Murat Akın, belgisch-türkischer Fußballspieler
- 22. Oktober: Cordula Busack, deutsche Fußball- und Handballspielerin
- 22. Oktober: Kara Lang, kanadische Fußballspielerin
- 22. Oktober: Johannes Stuck, österreichischer Automobilrennfahrer
- 22. Oktober: Vegard Swensen, norwegischer Skispringer
- 23. Oktober: Emilia Clarke, britische Schauspielerin
- 23. Oktober: Jovanka Radičević, montenegrinische Handballspielerin
- 24. Oktober: Aubrey Drake Graham, kanadischer Schauspieler und Rapper
- 25. Oktober: Kristian Sarkies, australischer Fußballspieler
- 26. Oktober: Uwe Gensheimer, deutscher Handballspieler
- 26. Oktober: Erik Jendrišek, slowakischer Fußballspieler
- 26. Oktober: Schoolboy Q, US-amerikanischer Rapper
- 26. Oktober: René Rast, deutscher Automobilrennfahrer
- 26. Oktober: Marco Gastón Rubén, argentinischer Fußballspieler
- 29. Oktober: Gaby Perin-Gopie, niederländische Politikerin
- 29. Oktober: Pedro Petiz, portugiesischer Automobilrennfahrer

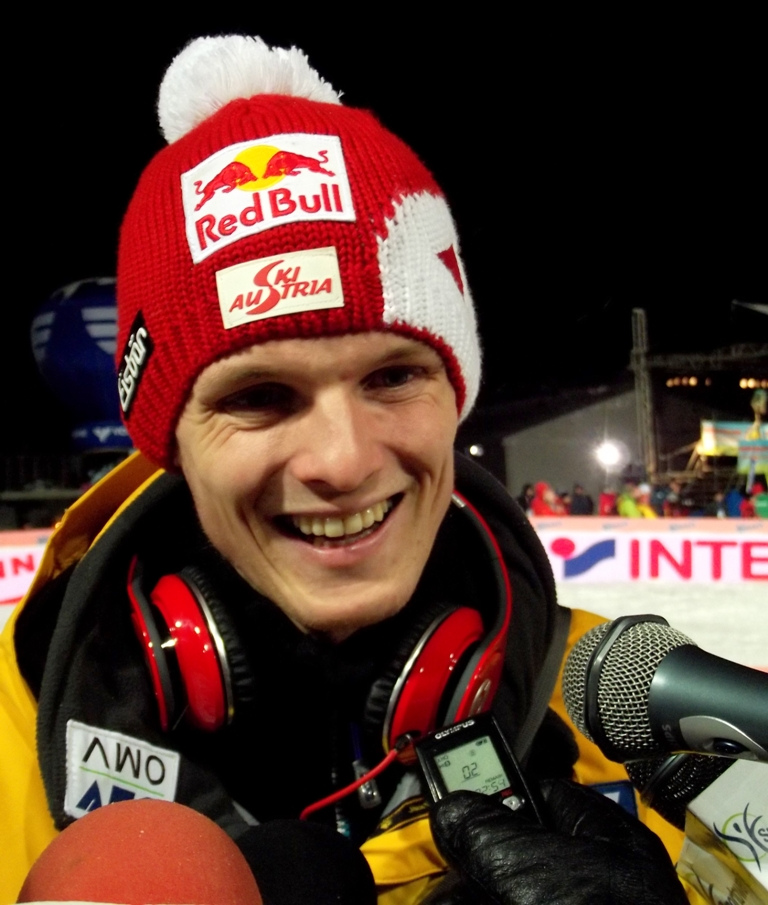
Thomas Morgenstern

- 30. Oktober: Thomas Morgenstern, österreichischer Skispringer
- 30. Oktober: Margareta Kozuch, deutsche Volleyballspielerin
- 31. Oktober: Marios Athanasiadis, zyprischer Mountainbiker und Straßenradrennfahrer
- 31. Oktober: Brent Corrigan, US-amerikanischer Schauspieler und Model

### November
- 01. November: Bryn Kenney, US-amerikanischer Pokerspieler
- 02. November: Pablo Estifer Armero, kolumbianischer Fußballspieler
- 02. November: Héctor Barberá, spanischer Motorradrennfahrer
- 02. November: Simona Theoharova, deutsch-bulgarische Schauspielerin
- 03. November: Antonia Thomas, britische Schauspielerin
- 04. November: Lorris Andre Blazejewski, deutscher Schauspieler, Sänger, Rapper und Filmproduzent

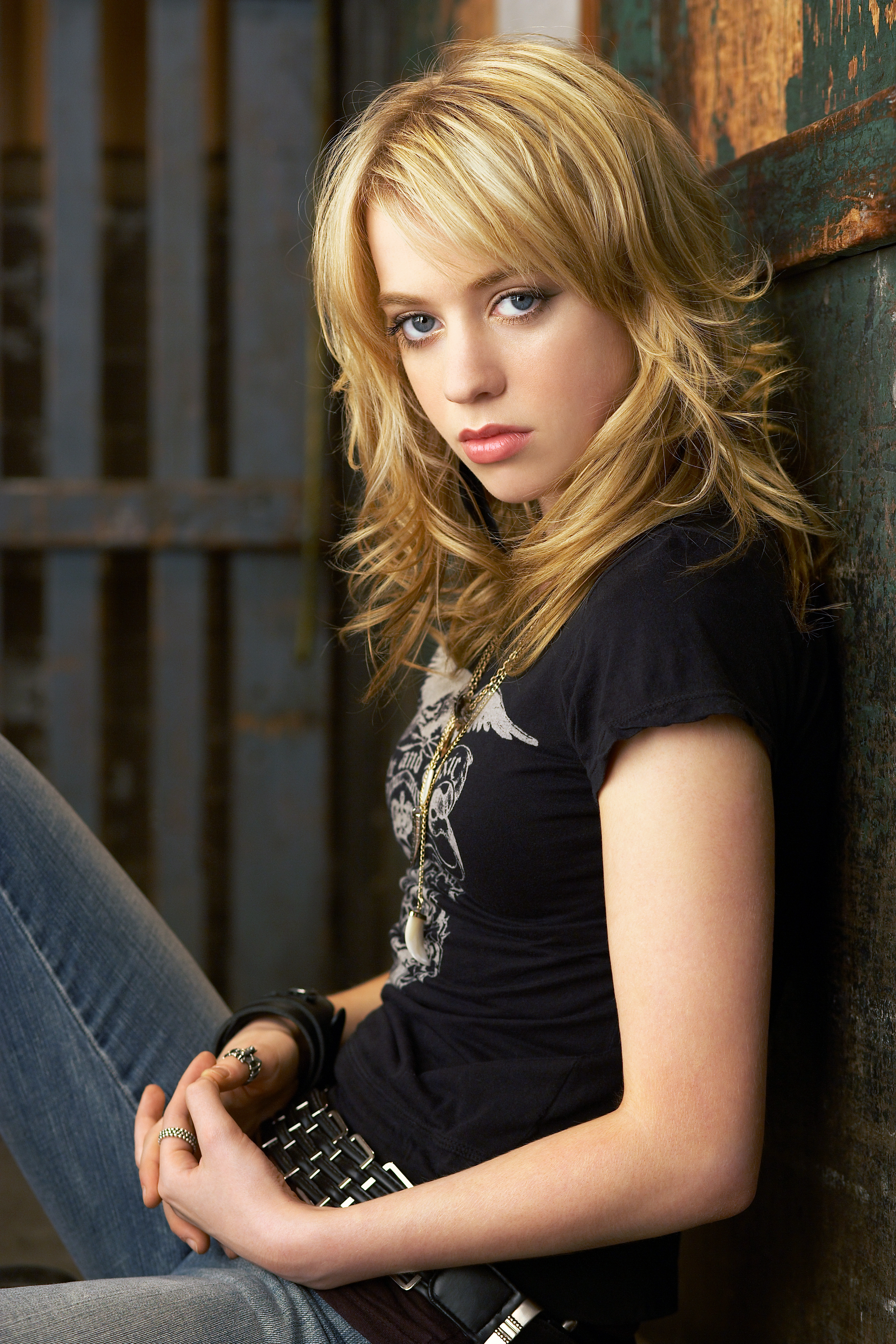
Alexz Johnson

- 04. November: Alexz Johnson, kanadische Schauspielerin und Sängerin
- 04. November: Frank Rinck, deutscher Politiker
- 04. November: Doreen Steinert, deutsche Sängerin
- 04. November: Florian Temengil, palauischer Ringer
- 04. November: Adrian Zaugg, südafrikanischer Automobilrennfahrer
- 05. November: Kwon Boa, koreanischer Pop-Star
- 06. November: Katie Leclerc, US-amerikanische Schauspielerin
- 07. November: Caner Arıcı, türkischer Fußballspieler
- 07. November: Luisa Wietzorek, deutsche Schauspielerin
- 09. November: Elina Andriola, griechische Sportlerin
- 09. November: Paula Kalenberg, deutsche Schauspielerin
- 10. November: Chhunly Pagenburg, deutscher Fußballspieler
- 10. November: Josh Peck, US-amerikanischer Schauspieler
- 11. November: Diana Haller, kroatische Opernsängerin, Mezzosopran
- 11. November: Lydia Neumann, deutsche Fußballspielerin
- 12. November: Ignazio Abate, italienischer Fußballspieler
- 12. November: Robert Müller, deutscher Fußballspieler
- 13. November: Ernir Hrafn Arnarson, isländischer Handballspieler
- 13. November: Paul Boll, deutscher Eiskunstläufer
- 14. November: Marie Sann, deutsche Illustratorin und Comiczeichnerin
- 15. November: K.I.M., französischer Beatboxer
- 15. November: Matthew Patrick, US-amerikanischer Webvideoproduzent
- 18. November: Georgia King, schottische Schauspielerin
- 19. November: Jessicah Schipper, australische Schwimmerin
- 20. November: Andrew Ranger, kanadischer Automobilrennfahrer
- 20. November: Kōdai Tsukakoshi, japanischer Automobilrennfahrer
- 21. November: Kristof Goddaert, belgischer Radrennfahrer († 2014)
- 22. November: Paul Dixon, schottischer Fußballspieler
- 24. November: Simon Alois Huber, österreichischer Schauspieler
- 25. November: Katie Cassidy, US-amerikanische Schauspielerin und Sängerin
- 25. November: Josephine Ortleb, deutsche Politikerin
- 26. November: Patricia Meeden, deutsche Schauspielerin, Sängerin und Musicaldarstellerin
- 26. November: Bauke Mollema, niederländischer Radrennfahrer
- 28. November: Brou Benjamin Angoua, ivorischer Fußballspieler
- 28. November: Severino Seeger, deutscher Sänger
- 28. November: Kai Gronauer, deutscher Baseballspieler
- 28. November: Edyta Jasińska, polnische Radsportlerin
- 29. November: Monika Oschek, deutsche Schauspielerin und Sprecherin

### Dezember
- 01. Dezember: Andrew Tate, US-amerikanisch-britischer Unternehmer, ehemaliger Kickboxer und Influencer
- 02. Dezember: Sandra von Ruffin, deutsche Schauspielerin
- 03. Dezember: Jürgen Müller, deutscher Handballtorwart
- 03. Dezember: Toyokazu Shibata, japanischer Dartspieler
- 04. Dezember: Mohammed Lartey, deutscher Fußballspieler
- 04. Dezember: Mateusz Molęda, deutsch-polnischer Dirigent
- 05. Dezember: Josephine Rita Akaffou Leyo, ivorische Fußballspielerin
- 05. Dezember: James Hinchcliffe, kanadischer Automobilrennfahrer
- 05. Dezember: Nicolas Marroc, französischer Automobilrennfahrer
- 05. Dezember: Mathias Weiser, deutscher Politiker
- 06. Dezember: Sean Edwards, britischer Automobilrennfahrer († 2013)
- 06. Dezember: Jasmina Rebmann-Janković, niederländische Handballspielerin
- 06. Dezember: Matt Niskanen, amerikanischer Eishockeyspieler
- 07. Dezember: Tschawdar Arsow, bulgarischer Naturbahnrodler
- 07. Dezember: Merle Collet, deutsche Schauspielerin
- 07. Dezember: Sebastian Fritz, deutscher Schauspieler
- 07. Dezember: Jakov Milatović, montenegrinischer Wirtschaftswissenschaftler und Politiker
- 08. Dezember: Walentina Jewgenjewna Artemjewa, russische Brustschwimmerin
- 10. Dezember: Mate Ghwinianidse, georgischer Fußballspieler
- 11. Dezember: Moritz Stoppelkamp, deutscher Fußballspieler
- 12. Dezember: Përparim Hetemaj, finnischer Fußballspieler
- 12. Dezember: Zhao Jun, chinesischer Schachspieler
- 13. Dezember: Christian Engelhart, deutscher Automobilrennfahrer
- 13. Dezember: Miranda Schmidt-Robben, niederländische Handballspielerin
- 14. Dezember: Marianne Crebassa, französische Opernsängerin
- 15. Dezember: Boris Pandža, bosnisch-herzegowinisch-kroatischer Fußballspieler
- 16. Dezember: Toni Podpolinski, deutscher Handballspieler
- 16. Dezember: Roland Müller, österreichischer Skispringer
- 16. Dezember: Roman Anin, russisch-moldawischer Journalist
- 16. Dezember: Pärt Uusberg, estnischer Komponist, Chorleiter und Schauspieler
- 17. Dezember: Tyler Dueck, kanadischer Automobilrennfahrer
- 17. Dezember: Besart Ibraimi, mazedonischer Fußballspieler
- 18. Dezember: José Òscar Da Cunha, andorranischer Fußballspieler
- 18. Dezember: Henrik Toft Hansen, dänischer Handballspieler
- 19. Dezember: Dale Appleby, britischer Straßenradrennfahrer
- 19. Dezember: Ryan Babel, niederländischer Fußballspieler
- 19. Dezember: Frederik Hunschede, deutscher Schauspieler
- 19. Dezember: Saskia Lang, deutsche Handballspielerin
- 20. Dezember: Urata Rama, kosovarische Sportschützin
- 21. Dezember: Sergej Karimow, deutsch-kasachischer Fußballspieler († 2019)
- 21. Dezember: Adrián Argachá González, uruguayischer Fußballspieler

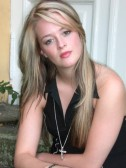
Mandy-Marie Mahrenholz

- 21. Dezember: Mandy-Marie Mahrenholz, deutsche Schauspielerin, Sängerin und Tänzerin
- 22. Dezember: Arianne Caoili, australische Schachspielerin († 2020)
- 23. Dezember: Thomas Bourgin, französischer Motorradrennfahrer († 2013)
- 23. Dezember: Marie Gerbron, französisch-britische Handballspielerin
- 23. Dezember: Noël Wells, amerikanische Schauspielerin und Synchronsprecherin
- 24. Dezember: Hoon Thien How, malaysischer Badmintonspieler
- 24. Dezember: Christian Rompf, deutscher Handballspieler
- 24. Dezember: Theodor Gebre Selassie, tschechischer Fußballspieler
- 25. Dezember: Alfred Arthur, ghanaischer Fußballspieler
- 26. Dezember: Kit Harington, britischer Schauspieler
- 26. Dezember: Marina Satti, griechische Sängerin
- 27. Dezember: Sandra Auffarth, deutsche Vielseitigkeitsreiterin
- 27. Dezember: Mario Klinger, deutscher Fußballspieler
- 28. Dezember: Sandra Wullenkord, deutsche Juristin und Richterin am Bundesarbeitsgericht
- 29. Dezember: Kristen Foxen, kanadische Pokerspielerin
- 29. Dezember: Marc Schöttner, deutscher Schauspieler und Tänzer
- 30. Dezember: Onyekachi Apam, nigerianischer Fußballspieler
- 30. Dezember: Domenico Criscito, italienischer Fußballspieler
- 30. Dezember: Ellie Goulding, britische Sängerin
- 30. Dezember: Freya von Korff, deutsche Schriftstellerin
- 31. Dezember: Maximilian Brauer, deutscher Schauspieler und Sprecher
- 00. Dezember: Agnes Kiyomi Decker, deutsche Schauspielerin
- 00. Dezember: Julia Goldberg, deutsche Schauspielerin

### Tag unbekannt
- Felix Ahrens, deutscher Filmregisseur und Drehbuchautor
- Max Andrzejewski, deutscher Jazz-Schlagzeuger
- Corinne Anselmet, französische Skirennläuferin
- Bilguun Ariunbaatar, polnischer Journalist, Satiriker und Fernsehmoderator
- Tamer Arslan, deutscher Schauspieler
- Martin Aselmann, deutscher Schauspieler
- Anna Attar, österreichische Musikerin
- Christina Baumer, deutsche Schauspielerin, Autorin und Regisseurin
- Niloufar Bayani, iranische Biologin
- Jakob Benkhofer, deutscher Schauspieler
- Annette Binninger, deutsche Journalistin
- Felix von Bredow, deutscher Schauspieler
- Frank Casali, deutsch-italienischer Schauspieler
- Luka Dimic, deutsch-kroatischer Schauspieler
- Paul Eisenach, deutscher Filmkomponist und Musiker
- Emanuel Fellmer, deutscher Schauspieler
- Sebastian Fräsdorf, deutscher Schauspieler
- Dominik Giesriegl, österreichischer Komponist
- Henrike Hahn, deutsche Schauspielerin
- Dennis Herrmann, deutscher Schauspieler
- Paul Jumin Hoffmann, deutscher Schauspieler und Theaterregisseur
- Felician Hohnloser, deutscher Schauspieler
- Christoph Holst, deutscher Geodät und Hochschullehrer
- Tony Kainz, deutscher Schauspieler
- Johannes Kienast, deutscher Schauspieler
- Matti Krause, deutscher Schauspieler und Sprecher
- David Korbmann, deutscher Schauspieler
- Lenka Matějáková, tschechische Geigerin
- Alexa Meade, US-amerikanische Künstlerin
- Henner Momann, deutscher Schauspieler
- Christin Nichols, deutsch-britische Schauspielerin und Musikerin
- Katharina Nocun, deutsche Politikerin
- Nurcan Özdemir, deutsche Schauspielerin und Sprecherin
- Denise Peikert, deutsche Journalistin und Autorin
- Alexander Pensel, deutscher Schauspieler
- Irina Potapenko, deutsch-ukrainische Schauspielerin
- Michael Regner, deutscher Komponist
- Fabian Schiffkorn, österreichischer Schauspieler
- David Simon, deutscher Schauspieler
- Reto Stalder, Schweizer Schauspieler und Sprecher
- Julia Titze, deutsche Schauspielerin
- Liesa van der Aa, belgische Schauspielerin, Musikerin, Sängerin, Songwriterin und Komponistin
- Lena Vogt, deutsche Schauspielerin und Synchronsprecherin
- Rasmus Max Wirth, deutscher Schauspieler

## Gestorben

### Januar
- 04. Januar: Giuseppe Addobbati, italienischer Schauspieler (* 1909)
- 04. Januar: Harry Fuchs, US-amerikanischer Cellist (* 1908)

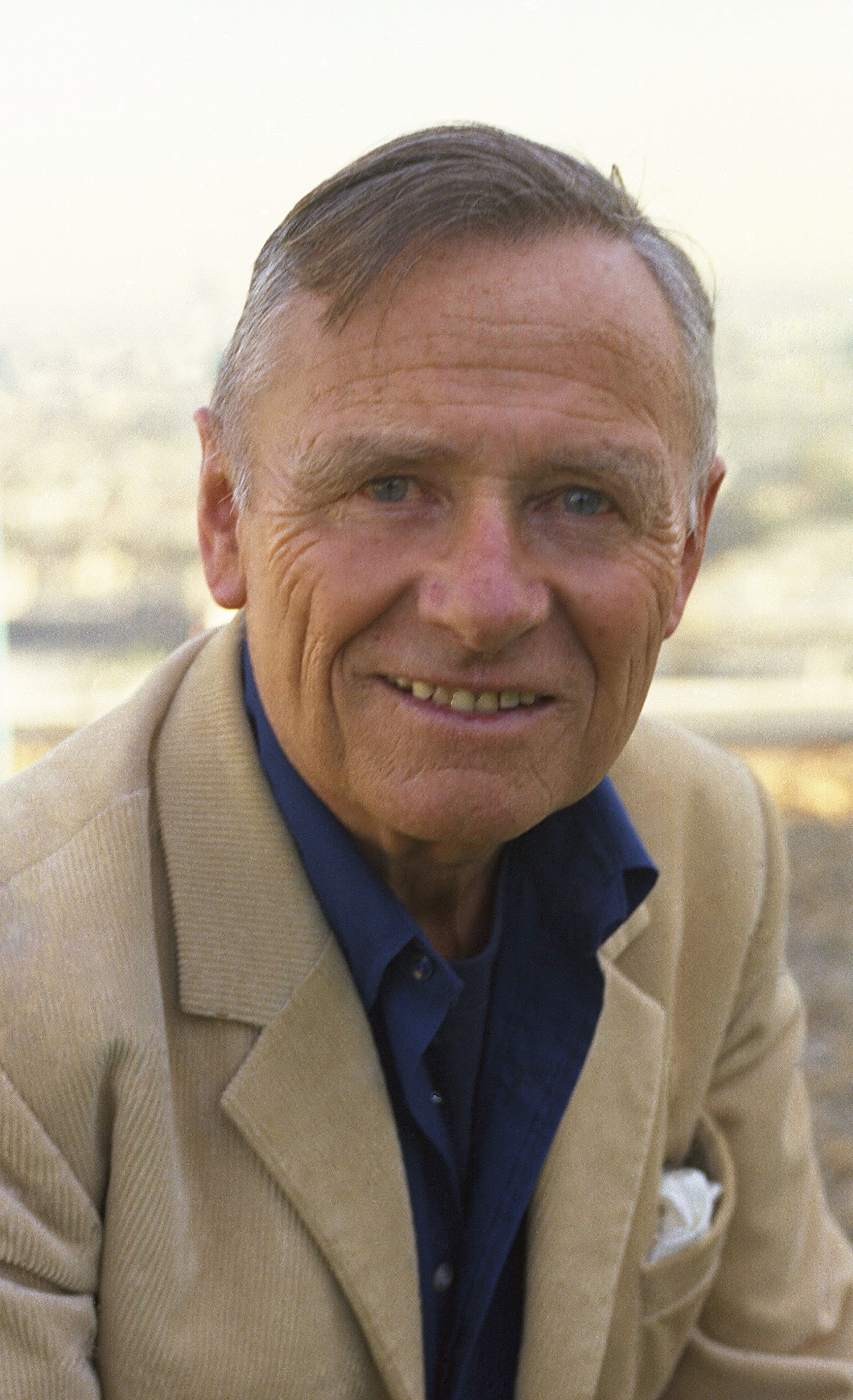
Christopher Isherwood, 1973

- 04. Januar: Christopher Isherwood, englisch-amerikanischer Schriftsteller (* 1904)
- 04. Januar: Phil Lynott, irischer Bassist und Sänger (* 1949)
- 05. Januar: Ilmari Salminen, finnischer Leichtathlet (* 1902)
- 06. Januar: Fernand Oubradous, französischer Fagottist und Komponist (* 1903)
- 08. Januar: Pierre Fournier, Cellist (* 1906)
- 09. Januar: Michel de Certeau, ein französischer Jesuit, Soziologe, Historiker und Kulturphilosoph (* 1925)
- 09. Januar: Helga Wex, deutsche Politikerin (* 1924)
- 10. Januar: Ernst Angel, österreichischer und amerikanischer Dichter, Regisseur und Psychologe (* 1894)
- 10. Januar: Werner Augustiner, österreichischer Maler (* 1922)
- 10. Januar: Joe Farrell, US-amerikanischer Jazzmusiker (* 1937)
- 10. Januar: Emil Forrer, Assyriologe, Altertumskundler und Hethitologe (* 1894)
- 10. Januar: Ernst Lehner, deutscher Fußballspieler (* 1912)
- 10. Januar: Jaroslav Seifert, tschechischer Schriftsteller, Literaturnobelpreisträger (* 1901)
- 11. Januar: Roger Hagnauer, französischer Lehrer und Pazifist (* 1901)
- 11. Januar: Heinrich Härtle, deutscher Publizist (* 1909)
- 12. Januar: Marcel Arland, französischer Schriftsteller und Literaturkritiker (* 1899)
- 12. Januar: Ludwig Biermann, deutscher Physiker (* 1907)
- 13. Januar: Alberto Abdala, uruguayischer Politiker (* 1920)
- 13. Januar: Carl Borro Schwerla, deutscher Autor, Journalist und Regisseur (* 1903)

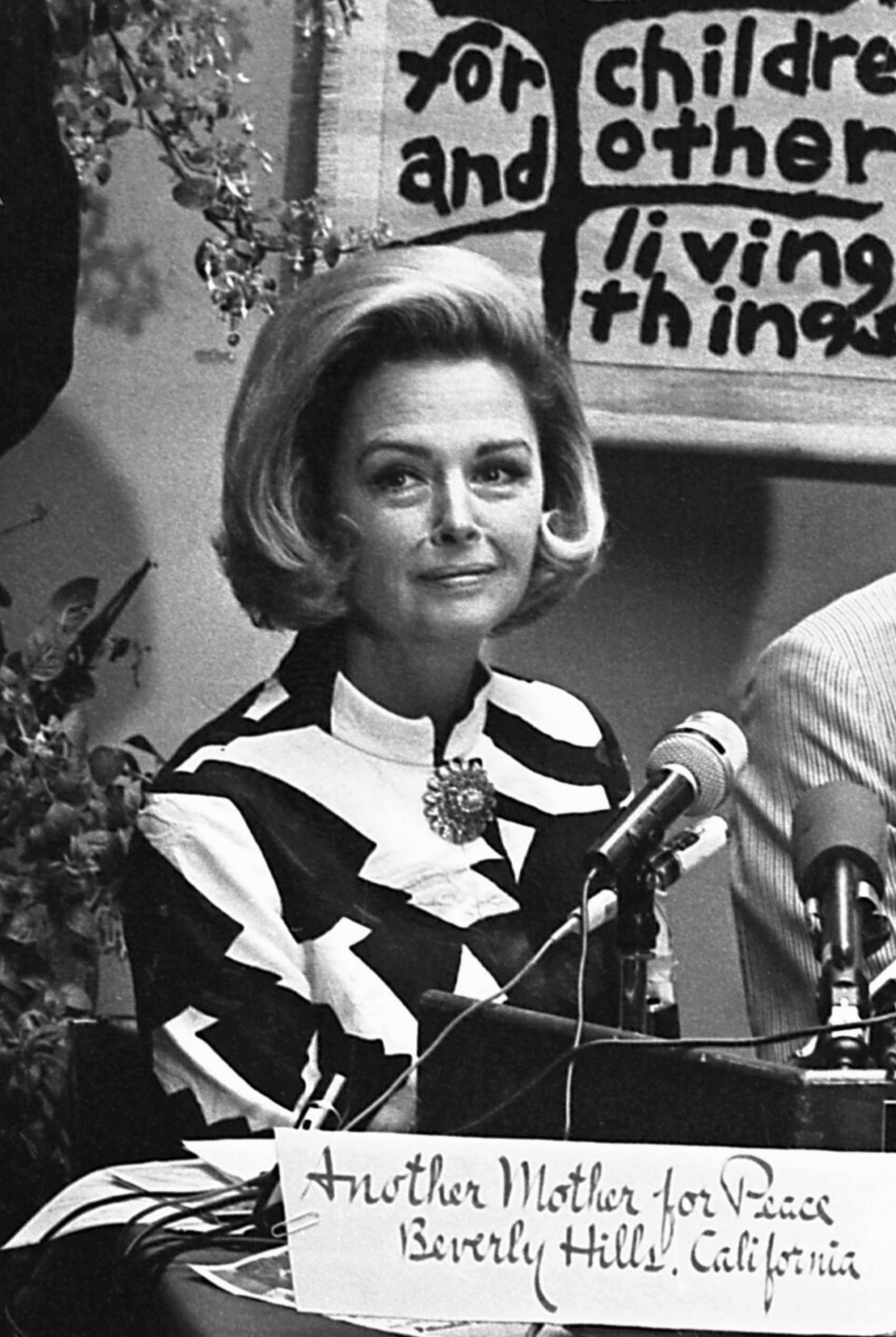
Donna Reed, 1968

- 14. Januar: Donna Reed, US-amerikanische Schauspielerin (* 1921)
- 14. Januar: Daniel Balavoine, französischer Sänger (* 1952)
- 15. Januar: Jim Crowley, US-amerikanischer American-Football-Spieler, -Trainer und -Funktionär (* 1902)
- 15. Januar: Bruno Liebrucks, deutscher Philosoph (* 1911)
- 16. Januar: Eugen Ray, deutscher Leichtathlet (* 1957)
- 16. Januar: Stjepan Šulek, kroatischer Komponist und Dirigent (* 1914)
- 19. Januar: Ingeborg Bukor, deutsche Bildhauerin (* 1926)
- 19. Januar: Sammy Drechsel, deutscher Kabarettist, Journalist und Sportreporter (* 1925)
- 19. Januar: Leo Kowalski, deutscher Komponist und Pianist (* 1911)
- 19. Januar: Hans Hartvig Seedorff Pedersen, dänischer Lyriker (* 1892)
- 21. Januar: Baby Ray, US-amerikanischer American-Football-Spieler (* 1914)
- 22. Januar: Ilse Fromm-Michaels, Komponistin (* 1888)

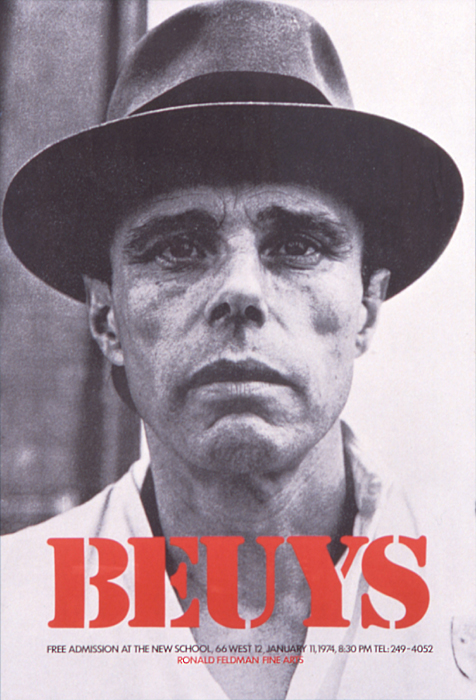
Joseph Beuys, 1974

- 23. Januar: Joseph Beuys, deutscher Künstler (* 1921)
- 23. Januar: Yvonne Lefébure, französische Pianistin (* 1898)

L. Ron Hubbard, 1950

- 24. Januar: L. Ron Hubbard, Science-Fiction-Autor und Gründer von Scientology (* 1911)
- 24. Januar: Gordon MacRae, US-amerikanischer Sänger und Schauspieler (* 1921)
- 24. Januar: Leopold Szondi, ungarischer Mediziner und Psychologe (* 1893)
- 25. Januar: Josef Kammhuber, Oberst im Dritten Reich und General der Luftwaffe der Bundeswehr (* 1896)
- 25. Januar: Erwin Hartung, Refrainsänger, Schauspieler (* 1901)
- 25. Januar: Ernst Schnabel, deutscher Schriftsteller (* 1913)
- 27. Januar: Lilli Palmer, deutsche Schauspielerin (* 1914)
- 28. Januar: Horace Lapp, kanadischer Pianist, Organist, Dirigent und Komponist (* 1904)
- 28. Januar: Francis Richard Scobee, US-amerikanischer Astronaut (* 1939)
- 28. Januar: Michael John Smith, US-amerikanischer Astronaut (* 1945)
- 28. Januar: Judith Resnik, US-amerikanische Astronautin (* 1949)
- 28. Januar: Ellison Shoji Onizuka, US-amerikanischer Astronaut (* 1946)
- 28. Januar: Ronald McNair, US-amerikanischer Astronaut (* 1950)
- 28. Januar: Gregory Bruce Jarvis, US-amerikanischer Astronaut (* 1944)
- 28. Januar: Christa McAuliffe, US-amerikanische Lehrerin und Astronautin (* 1948)
- 29. Januar: Jörg Mauthe, österreichischer Journalist, Schriftsteller und Kulturpolitiker (* 1924)
- 29. Januar: Leif Erickson, US-amerikanischer Schauspieler (* 1911)

### Februar
- 01. Februar: Dick James, britischer Musikverleger (* 1920)
- 01. Februar: Alva Myrdal, schwedische Soziologin, Politikerin und Friedensnobelpreisträgerin (* 1902)
- 03. Februar: Gustave Gosselin, belgischer Automobilrennfahrer (* 1927)
- 03. Februar: Alfred Vohrer, deutscher Filmregisseur (* 1914)
- 04. Februar: Pierre Clause, französischer Automobilrennfahrer (* 1902)
- 06. Februar: Minoru Yamasaki, US-amerikanischer Architekt (* 1912)
- 08. Februar: Ishizuka Tomoji, japanischer Schriftsteller (* 1906)
- 10. Februar: Brian Aherne, britischer Schauspieler (* 1902)

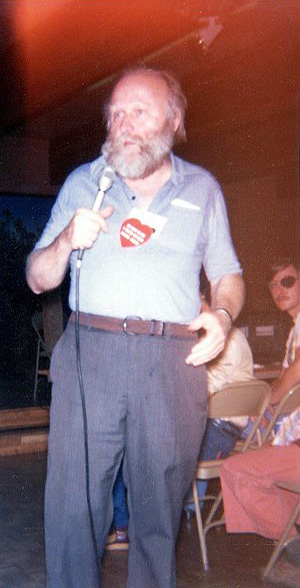
Frank Herbert, 1978

- 11. Februar: Frank Herbert, US-amerikanischer Science-Fiction- und Fantasy-Autor (* 1920)
- 14. Februar: Edmund Rubbra, englischer Komponist (* 1901)
- 14. Februar: Ulrich Varnbüler von und zu Hemmingen (* 1907), deutscher Brigadegeneral des Heeres der Bundeswehr
- 15. Februar: Erik Olson, schwedischer Maler (* 1901)
- 16. Februar: Howard Da Silva, US-amerikanischer Film- und Theaterschauspieler (* 1909)
- 16. Februar: Anton Hilbert, deutscher Politiker (* 1898)
- 17. Februar: Jiddu Krishnamurti, Philosoph (* 1895)
- 18. Februar: Otto Wittmann, deutscher Geologe und Gymnasiallehrer (* 1907)
- 19. Februar: Francisco Mignone, brasilianischer Komponist (* 1897)
- 19. Februar: Hans Münstermann, deutscher Ökonom (* 1899)
- 20. Februar: Hans Geiger, deutscher Politiker (* 1912)
- 20. Februar: Jacques Gergaud, französischer Automobilrennfahrer (* 1905)
- 21. Februar: Eckhard Hess, US-amerikanischer Psychologe und Ethologe (* 1916)
- 21. Februar: Shigechiyo Izumi, wurde für den ältesten Mann gehalten (* angeblich 1865)
- 23. Februar: Mart Stam, niederländischer Architekt und Designer (* 1899)
- 23. Februar: Nino Taranto, italienischer Schauspieler, Komiker und Sänger (* 1986)
- 24. Februar: Rukmini Devi Arundale, indische Tänzerin, Politikerin und Theosophin (* 1904)
- 24. Februar: Tommy Douglas, kanadischer Politiker (* 1904)
- 26. Februar: Wolfgang Hedler, deutscher Politiker (* 1899)
- 26. Februar: Ljudmila Rudenko, sowjetische Schachspielerin (* 1904)
- 27. Februar: Gholam Hossein Banan, iranischer Sänger (* 1911)
- 27. Februar: Gedeon Barcza, ungarischer Schachspieler (* 1911)
- 28. Februar: William Dollar, US-amerikanischer Balletttänzer, Ballettmeister und Choreograph (* 1907)
- 28. Februar: Olof Palme, schwedischer Politiker und zweimaliger Premierminister (* 1927)

### März
- 04. März: Ding Ling, chinesische Schriftstellerin (* 1904)
- 05. März: Franciska Clausen, deutsch-dänische Malerin (* 1899)
- 05. März: Helmut Thielicke, deutscher Theologe (* 1908)
- 06. März: Weldon Kilburn, kanadischer Pianist, Organist und Musikpädagoge (* 1906)
- 06. März: Georgia O’Keeffe, US-amerikanische Malerin (* 1887)
- 06. März: Cläre Schimmel, deutsche Hörspielregisseurin, Schauspielerin und Opernsängerin (* 1902)
- 07. März: Franz-Josef Wuermeling, deutscher Politiker (* 1900)
- 08. März: Hubert Fichte, deutscher Schriftsteller (* 1935)
- 09. März: Blanche Aubry, schweizerische Schauspielerin (* 1921)
- 09. März: Walter Bader, deutscher Archäologe und Denkmalschützer (* 1901)
- 10. März: Ray Milland, britischer Film- und Fernsehschauspieler (* 1907)

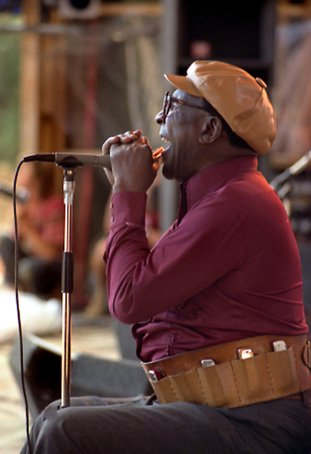
Sonny Terry

- 11. März: Sonny Terry, US-amerikanischer Bluessänger und Mundharmonikaspieler (* 1911)
- 13. März: Eugen Gerstenmaier, evangelischer Theologe, Widerstandskämpfer und Politiker (* 1906)
- 14. März: Benno Ammann, Schweizer Dirigent und Komponist (* 1904)
- 14. März: Paul Rinkowski, Liegerad-Pionier aus Leipzig (* 1915)
- 16. März: Anna Maria Bieganowski, deutsche Politikerin (* 1906)
- 16. März: Hans Kloss, österreichischer Bankdirektor (* 1905)
- 17. März: Mieczysław Drobner, polnischer Komponist, Dirigent, Musikwissenschaftler und -pädagoge (* 1912)
- 17. März: Alfred Mallwitz, deutscher Bauforscher und Architekt und Archäologe (* 1919)
- 17. März: Heinz Nixdorf, deutscher Firmengründer und Wirtschaftsmanager (* 1925)
- 18. März: Ludvík Aškenazy, tschechischer Schriftsteller, Dramatiker und Drehbuchautor (* 1921)
- 18. März: Bernard Malamud, US-amerikanischer Schriftsteller (* 1914)
- 22. März: Denys Gaith, syrischer Erzbischof (* 1910)
- 22. März: John W. Bricker, US-amerikanischer Politiker (* 1893)
- 23. März: Otto Bramm, deutscher Kunsthistoriker und Volkskundler (* 1897)
- 24. März: James Earle Ash, US-amerikanischer Pathologe und Offizier (* 1884)
- 28. März: Friedrich Pruss von Zglinicki, deutscher Schriftsteller, Illustrator und Comiczeichner (* 1895)

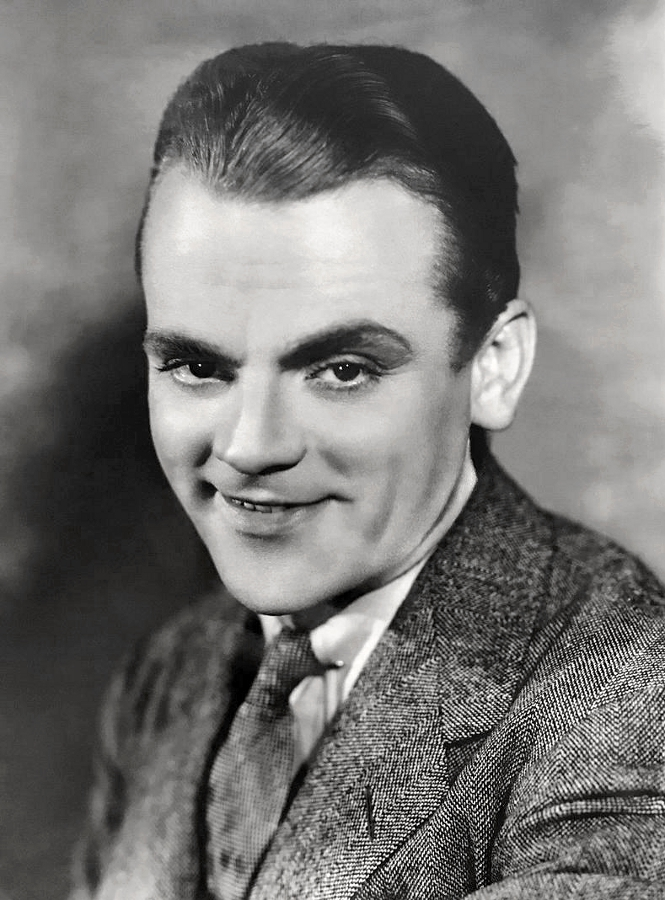
James Cagney

- 30. März: James Cagney, US-amerikanischer Filmschauspieler (* 1899)
- 30. März: Milan Munclinger, tschechischer Flötist, Dirigent, Komponist und Musikwissenschaftler (* 1923)
- 31. März: Helga Anders, österreichische Schauspielerin und Synchronsprecherin (* 1948)
- 31. März: Paulus Rusch, Bischof der Diözese Innsbruck (* 1903)
- 31. März: Heinrich Heitsch, Berufsoffizier, Generalleutnant der NVA (* 1916)

### April
- 01. April: Erik Bruhn, dänischer Ballett-Tänzer (* 1928)
- 03. April: Peter Pears, britischer Tenor und Lebensgefährte des Komponisten Benjamin Britten (* 1910)
- 05. April: Wally Deane, US-amerikanischer Rockabilly-Musiker (* 1936)
- 05. April: Tommy Duchesne, kanadischer Akkordeonist (* 1909)
- 06. April: Raimundo Bibian Mumo Orsi, argentinisch-italienischer Fußballspieler (* 1901)
- 07. April: Leonid Witaljewitsch Kantorowitsch, sowjetischer Mathematiker und Ökonom, Nobelpreisträger für Wirtschaftswissenschaften (* 1912)
- 07. April: Valérie von Martens, österreichisch-deutsche Schauspielerin (* 1894)
- 09. April: Pamela Wedekind, Schauspielerin und Chansonsängerin (* 1906)
- 09. April: Heinz Conrads, österreichischer Schauspieler, Conférencier und Wienerlied-Interpret (* 1913)
- 09. April: Alfred Pfeifle, deutscher Tenor (* 1916)
- 09. April: Martin David, deutsch-niederländischer Rechtshistoriker des Orients und Papyrologe (* 1898)
- 10. April: Eugen Grimminger, Mitglied der Widerstandsbewegung Weiße Rose (* 1892)

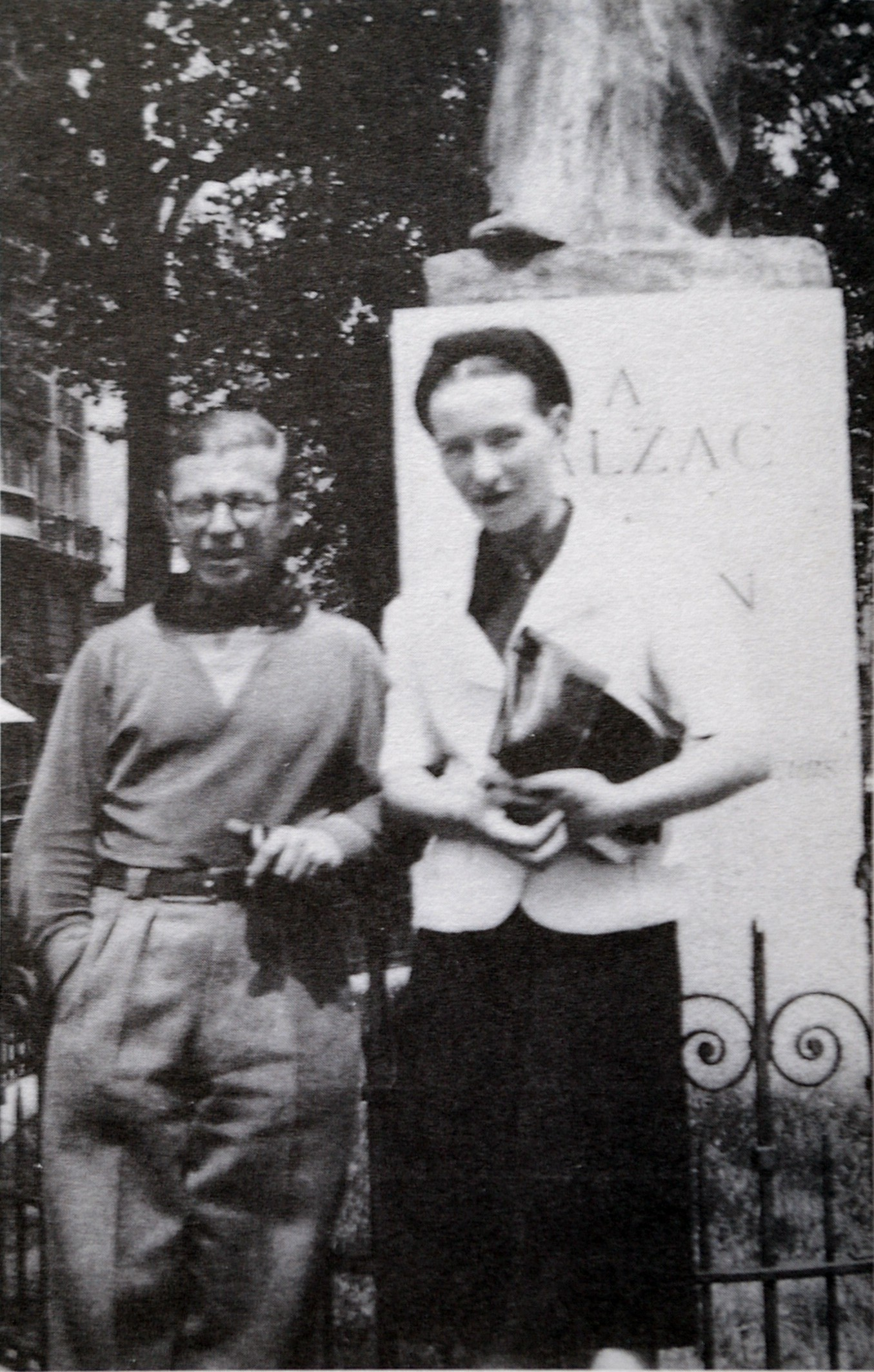
Simone de Beauvoir und Jean-Paul Sartre am Denkmal, um 1930

- 13. April: Dorothy Jeanne Ashby, US-amerikanische Jazz-Harfenistin und Komponistin (* 1932)
- 13. April: Hans Fleischer, deutscher Automobilkonstrukteur und Fahrzeugdesigner (* 1919)
- 14. April: Simone de Beauvoir, französische Schriftstellerin, Philosophin und Feministin (* 1908)
- 15. April: Sergei Nikolajewitsch Anochin, sowjetischer Testpilot (* 1910)
- 15. April: Jean Genet, französischer Romanautor, Dramatiker und Poet (* 1910)
- 17. April: Marcel Dassault, französischer Luftfahrtunternehmer (* 1892)
- 17. April: Bessie Head, botswanische Schriftstellerin (* 1937)
- 18. April: Antonio Lauro, venezolanischer Komponist und Gitarrist (* 1917)
- 18. April: Heinrich Lehmann-Willenbrock, deutscher Kapitän und Fregattenkapitän (* 1911)
- 20. April: Alexei Nikolajewitsch Arbusow, sowjetisch-russischer Dramatiker (* 1908)
- 22. April: Mircea Eliade, rumänischer Religionshistoriker, Essayist und Romancier (* 1907)
- 22. April: Cliff Finch, US-amerikanischer Politiker (* 1927)
- 23. April: Harold Arlen, US-amerikanischer Komponist, Oscarpreisträger (* 1905)
- 23. April: Otto Preminger, US-amerikanischer Regisseur und Filmproduzent österreichischer Herkunft (* 1905)
- 24. April: Wallis Simpson, Herzogin von Windsor (* 1896)

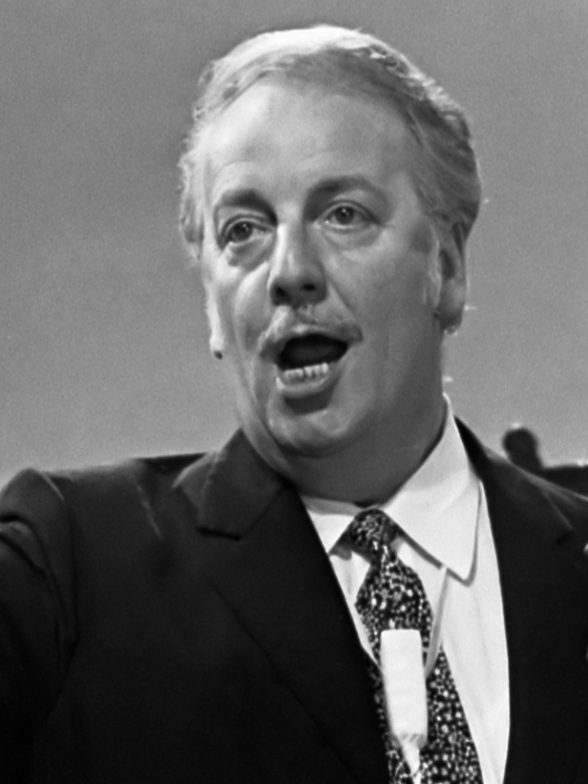
Lou van Burg, 1968

- 26. April: Lou van Burg, niederländisch-deutscher Showmaster und Entertainer (* 1917)
- 26. April: Broderick Crawford, US-amerikanischer Schauspieler (* 1911)
- 26. April: Hermann Gmeiner, Gründer der SOS-Kinderdörfer (* 1919)
- 26. April: Gregor Hövelmann, deutscher Lehrer, Historiker und Archivar (* 1930)
- 27. April: J. Allen Hynek, US-amerikanischer Astrophysiker (* 1910)
- 27. April: Rudolf Schütrumpf, deutscher Palynologe (* 1909)
- 28. April: Werner Conze, deutscher Historiker und Rektor der Universität Heidelberg (* 1910)
- 29. April: Raúl Prebisch, argentinischer Entwicklungsökonom (* 1901)
- 30. April: Wilhelm Kratz, deutscher Bundestagsabgeordneter (* 1905)
- 30. April: Françoise Perret, Schweizer Journalistin und Politikerin (* 1919)
- 30. April: Robert Stevenson, britisch-US-amerikanischer Filmregisseur, Drehbuchautor und Filmproduzent (* 1905)

### Mai
- 02. Mai: Henri Toivonen finnischer Rallyefahrer (* 1956)

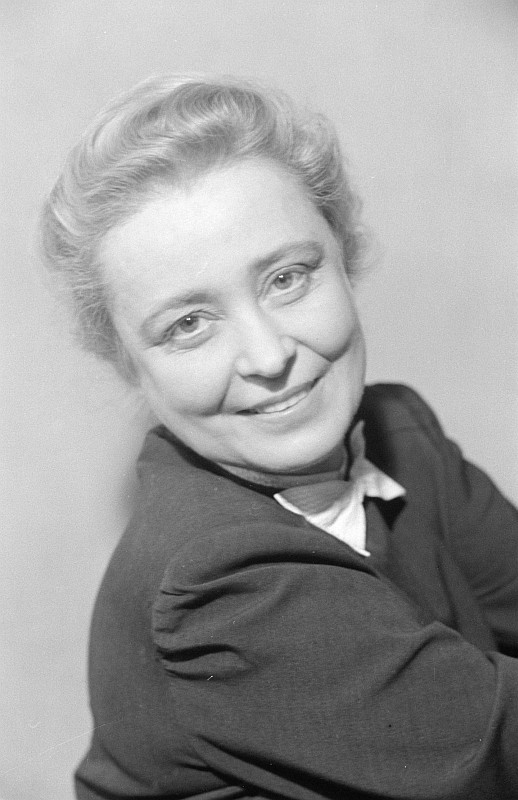
Käthe Haack

- 05. Mai: Käthe Haack, deutsche Schauspielerin (* 1897)
- 07. Mai: Gaston Defferre, französischer Politiker (* 1910)
- 07. Mai: Robert A. Lovett, US-amerikanischer Politiker (* 1895)
- 07. Mai: Haldun Taner, türkischer Schriftsteller (* 1915)
- 07. Mai: Herma Szabó, österreichische Eiskunstläuferin (* 1902)
- 08. Mai: Arndt von Bohlen und Halbach, letzter Spross der Krupp-Dynastie (* 1938)
- 08. Mai: Ferenc Fülep, ungarischer Archäologe und Museumsleiter (* 1919)
- 09. Mai: Ulrich Ilg, österreichischer Politiker und Landeshauptmann von Vorarlberg (* 1905)
- 09. Mai: Tenzing Norgay, Bergsteiger, Erstbesteiger des Mount Everest (* 1914)
- 12. Mai: Elisabeth Bergner, Theater- und Filmschauspielerin (* 1897)
- 13. Mai: Wassili Ignatenko, sowjetischer Liquidator bei der Nuklearkatastrophe von Tschernobyl (* 1961)
- 14. Mai: Cornelis Gijsbert Gerrit Jan van Steenis, niederländischer Botaniker (* 1901)
- 15. Mai: Elio de Angelis, italienischer Automobilrennfahrer (* 1958)
- 16. Mai: Edoardo Antonelli, italienischer Drehbuchautor und Filmregisseur (* 1910)
- 16. Mai: Elsa Arnold, deutsche Widerstandskämpferin (* 1903)
- 16. Mai: Friedrich Franz von Unruh, deutscher Schriftsteller (* 1893)
- 17. Mai: Ljudmila Alexejewna Pachomowa, russische Eiskunstläuferin (* 1946)
- 18. Mai: Peter Wehle, österreichischer Komponist, Autor und Kabarettist (* 1914)
- 19. Mai: Jimmy Lyons, US-amerikanischer Jazzsaxophonist (* 1933)
- 19. Mai: Bernard Naylor, englischer Komponist, Organist und Dirigent (* 1907)
- 23. Mai: Sterling Hayden, US-amerikanischer Schauspieler und Autor (* 1916)
- 24. Mai: Robert Philipp Nöll von der Nahmer, deutscher Finanzwissenschaftler und Politiker (* 1899)
- 24. Mai: Yakima Canutt, US-amerikanischer Schauspieler (* 1895)
- 26. Mai: Witali Abalakow, sowjetischer Bergsteiger (* 1906)
- 29. Mai: Onelio Jorge Cardoso, kubanischer Schriftsteller und Journalist (* 1914)
- 29. Mai: Inge Landgut, Schauspielerin und Synchronsprecherin (* 1922)
- 30. Mai: Boy Gobert, deutsch-österreichischer Theater- und Filmschauspieler (* 1925)
- 30. Mai: James Rainwater, US-amerikanischer Physiker und Nobelpreisträger (* 1917)
- 30. Mai: Luis G. Roldán, mexikanischer Sänger (* 1910)
- 31. Mai: Harry Westermann, deutscher Jurist (* 1909)

### Juni
- 01. Juni: Charles F. Wennerstrum, US-amerikanischer Richter, u. a. bei den Nürnberger Prozessen (* 1889)
- 01. Juni: Jo Gartner, österreichischer Automobilrennfahrer (* 1954)
- 03. Juni: Alfred Sabisch, deutscher Bildhauer (* 1905)
- 04. Juni: Albert LaMadeleine, kanadischer Fiddlespieler (* 1905)
- 06. Juni: Henry Nash Smith, US-amerikanischer Kultur- und Literaturwissenschaftler (* 1906)
- 06. Juni: Herbert Eisenreich, österreichischer Schriftsteller (* 1925)
- 06. Juni: John Tolan, US-amerikanischer Automobilrennfahrer (* 1917)
- 08. Juni: Roba Stanley, US-amerikanische Old-Time-Musikerin
- 09. Juni: Elisabeth Selbert, deutsche Politikerin und Juristin, eine der vier „Mütter des Grundgesetzes“ (* 1896)
- 10. Juni: Edward Sagarin, US-amerikanischer Soziologe (* 1913)
- 11. Juni: Jim Trueman, US-amerikanischer Unternehmer und Automobilrennfahrer (* 1935)
- 12. Juni: Ernst Scholz, Minister für Bauwesen der DDR (* 1913)
- 13. Juni: Dean Reed, US-amerikanischer Schauspieler, Rock-’n’-Roll-Star und Countrysänger (* 1938)

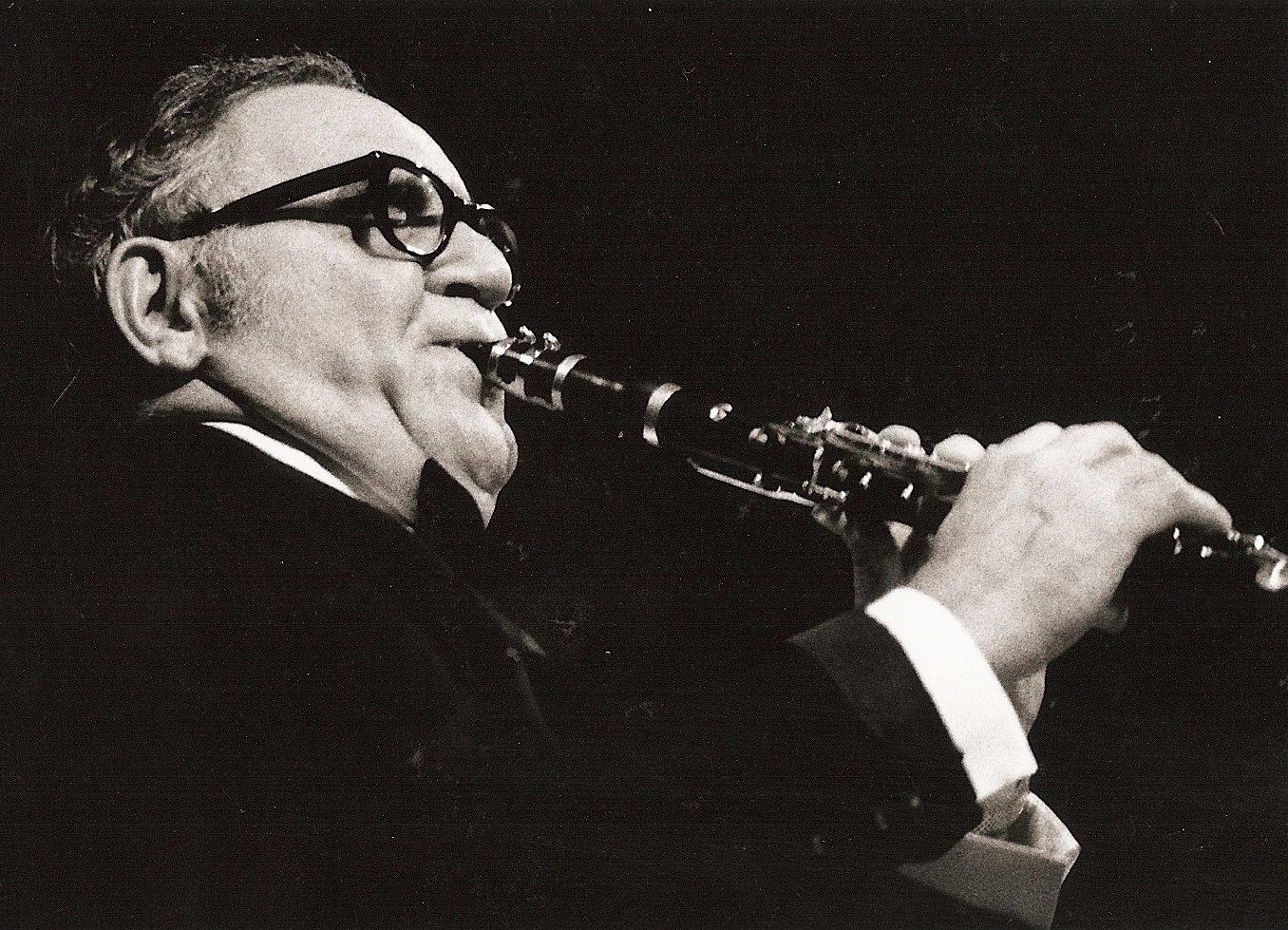
Benny Goodman (1971)

- 13. Juni: Benny Goodman, US-amerikanischer Jazzmusiker (Klarinettist und Bandleader) (* 1909)
- 14. Juni: Jorge Luis Borges, argentinischer Schriftsteller (* 1899)
- 14. Juni: Alan Jay Lerner, US-amerikanischer Autor und Liedtexter (* 1918)
- 14. Juni: Giorgio Pellini, italienischer Fechter (* 1923)
- 14. Juni: Marlin Perkins, US-amerikanischer Zoologe und Zoodirektor (* 1905)
- 14. Juni: Wilhelm Szabo, Dichter, Poet, Autor, Übersetzer und Lehrer (* 1901)
- 16. Juni: Maurice Duruflé, französischer Komponist (* 1902)
- 16. Juni: Jean Sachot, französischer Automobilrennfahrer (* 1895)
- 18. Juni: Hans Koch, Kulturwissenschaftler und Kulturfunktionär der DDR (* 1927)
- 18. Juni: Ágnes Salamon, ungarische Archäologin (* 1923)
- 19. Juni: Hellmut Arnold, deutscher Geologe und Paläontologe (* 1912)
- 19. Juni: Coluche, französischer Filmschauspieler und Komiker (* 1944)
- 19. Juni: Len Bias, US-amerikanischer Basketballspieler (* 1963)
- 20. Juni: Juan Pablo Miranda, kubanischer Flötist und Komponist (* 1906)
- 25. Juni: Reinhold Münzenberg, deutscher Fußballspieler (* 1909)
- 25. Juni: Hans Wildberger, Schweizer evangelischer Geistlicher und Hochschullehrer (* 1910)
- 26. Juni: Annalise Wagner, deutsche Heimatforscherin (* 1903)
- 27. Juni: Charles Jordan, kanadischer Sänger und Gesangspädagoge (* 1915)
- 29. Juni: Jack Christiansen, US-amerikanischer American-Football-Spieler und -Trainer (* 1928)
- 29. Juni: Maurice Delom-Sorbé, französischer Politiker (* 1898)
- 30. Juni: László Lékai, Erzbischof von Esztergom und Kardinal der römisch-katholischen Kirche (* 1910)
- 00. Juni: Max Kramer, deutscher Luftfahrtingenieur (* 1903)

### Juli
- 01. Juli: Klaas Aldert Hendrik Hidding, niederländischer reformierter Theologe und Kirchenhistoriker (* 1902)
- 04. Juli: Flor Peeters, belgischer Komponist, Organist und Musikpädagoge (* 1903)
- 05. Juli: Lothar Kreyssig, war Richter und Gründer der Aktion Sühnezeichen (* 1898)
- 05. Juli: Albert Scherrer, Schweizer Automobilrennfahrer (* 1908)
- 05. Juli: Hubert Suschka, deutscher Schauspieler (* 1925)
- 06. Juli: Walter Hollitscher, österreichischer Philosoph, Marxist und Psychoanalytiker (* 1911)
- 07. Juli: Willi Ankermüller, deutscher Jurist und Politiker (* 1901)
- 08. Juli: Pedro Ortiz Dávila, puerto-ricanischer Sänger (* 1912)
- 09. Juli: Karl Heinz Beckurts, deutscher Physiker und Manager (* 1930)
- 10. Juli: Dušan Antonijević, jugoslawischer Schauspieler (* 1912)
- 10. Juli: Philippe de Gunzburg, französischer Widerstandskämpfer und Automobilrennfahrer (* 1904)
- 10. Juli: Le Duan, vietnamesischer Politiker (* 1907)
- 10. Juli: Tomasz Michalak, polnischer Geiger und Dirigent (* 1940)
- 14. Juli: Raymond Loewy, Industriedesigner, gilt als einer der Erfinder des Stromliniendesigns (* 1893)
- 14. Juli: Joseph Vogt, deutscher Althistoriker (* 1895)
- 18. Juli: Stanley Rous, sechster Präsident des Weltfußballverbandes FIFA (* 1895)
- 19. Juli: Alfredo Binda, italienischer Radrennfahrer (* 1902)
- 21. Juli: José Dera Avelino, philippinischer Politiker (* 1890)
- 22. Juli: Fritz Goller, deutscher Komponist (* 1914)
- 22. Juli: Floyd Gottfredson, US-amerikanischer Comiczeichner und -texter, Cartoonist sowie Maler (* 1905)
- 23. Juli: Adolfo Baloncieri, italienischer Fußballspieler und -trainer (* 1897)
- 23. Juli: Robert-Henri Blaser, Schweizer Hochschullehrer, Germanist und Medizinhistoriker (* 1919)
- 24. Juli: Fritz Albert Lipmann, US-amerikanischer Biochemiker und Nobelpreisträger (* 1899)
- 25. Juli: Vincente Minnelli, US-amerikanischer Regisseur (* 1903)
- 27. Juli: Dorothea Neff, österreichische Schauspielerin (* 1903)
- 27. Juli: Harro Tiedgen, deutscher Brigadegeneral des Heeres der Bundeswehr (* 1925)
- 27. Juli: Friedrich Wilckens, österreichischer Komponist und Pianist (* 1899)
- 28. Juli: William Charles Andrews, britischer Filmarchitekt (* 1901)
- 28. Juli: Yvan Leyvraz, Schweizer Internationalist in Nicaragua (* 1954)
- 29. Juli: Joe Kopcha, US-amerikanischer American-Football-Spieler und Chirurg (* 1905)
- 29. Juli: Werner Pinzner, deutscher Mörder (* 1947)
- 30. Juli: John N. Dalton, US-amerikanischer Politiker (* 1931)
- 31. Juli: Ernst Hildebrand (Musiker), deutscher Komponist und Musiker (* 1918)

### August
- 01. August: Robert Wolfgang Schnell, deutscher Schriftsteller (* 1916)
- 02. August: Ali Gholi Ardalan, persischer Botschafter und Außenminister (* 1900)
- 03. August: Otmar Emminger, Präsident d. Deutschen Bundesbank v. 1977–1979 (* 1911)
- 03. August: Beryl Markham, britische Flugpionierin (* 1902)
- 04. August: Fritz Schwerdtfeger, deutscher Forstwissenschaftler (* 1905)
- 05. August: Artur Stegner, deutscher Politiker (* 1907)
- 06. August: Simone Plé-Caussade, französische Komponistin, Pianistin und Musikpädagogin (* 1897)
- 06. August: Beppe Wolgers, schwedischer Schauspieler, Regisseur, Autor und Komponist (* 1928)
- 06. August: Manfred Hausmann, deutscher Schriftsteller (* 1898)
- 07. August: Kathrine Aurell, schwedisch-norwegische Schriftstellerin und Drehbuchautorin (* 1901)
- 10. August: Chuck McKinley, US-amerikanischer Tennisspieler (* 1941)
- 10. August: Vratislav Effenberger, tschechischer Literaturtheoretiker (* 1923)
- 11. August: Heinz Strehl, ehemaliger Fußballspieler (* 1938)
- 11. August: Pierre Tabourin, französischer Automobilrennfahrer (* 1902)
- 12. August: Ernst Wendt, deutscher Theaterregisseur (* 1937)
- 12. August: Hans Pesser, österreichischer Fußballspieler und Trainer (* 1911)
- 13. August: Unica Bachmann-Calcoen, deutsch-niederländische Porträt- und Tiermalerin (* 1904)
- 14. August: Pierre Bertaux, französischer Germanist (* 1907)
- 15. August: Silvia Eisenstein, argentinisch-venezolanische Pianistin, Komponistin, Dirigentin und Musikpädagogin (* 1917)
- 15. August: Winthrop Sargeant, US-amerikanischer Musikkritiker (* 1903)
- 17. August: Shipwreck Kelly, US-amerikanischer American-Football-Spieler (* 1910)
- 19. August: Willy Kramp, deutscher Schriftsteller (* 1909)
- 20. August: Paul Doyon, kanadischer Pianist und Organist (* 1903)
- 20. August: Thad Jones, US-amerikanischer Jazz-Trompeter (* 1923)
- 21. August: Christoph Barth, Schweizer evangelischer Geistlicher und Hochschullehrer (* 1917)
- 22. August: Celâl Bayar, türkischer Staatspräsident (* 1883)
- 24. August: Harry Benjamin, US-amerikanischer Psychologe (* 1885)
- 24. August: Josef Buchkremer, Weihbischof des Bistums Aachen und Titularbischof von Agger (* 1899)
- 25. August: Merle Montgomery, US-amerikanische Komponistin, Pianistin und Musikpädagogin (* 1904)
- 26. August: Franziska Bennemann, deutsche Politikerin (* 1905)
- 27. August: Norbert-Jean Mahé, Automobilrennfahrer (* 1903)
- 27. August: Georgi Tadschijewitsch Agsamow, sowjetischer Schachmeister (* 1954)
- 31. August: Jorge Alessandri, chilenischer Politiker (* 1896)
- 31. August: Elizabeth Coatsworth, US-amerikanische Schriftstellerin (* 1893)
- 31. August: Urho Kaleva Kekkonen, finnischer Präsident (* 1900)
- 31. August: Henry Moore, englischer Bildhauer und Maler (* 1898)
- 00. August: Gusti Kreissl, deutsche Schauspielerin (* 1904)

### September
- 05. September: Neerja Bhanot, indische Flugbegleiterin und Model (* 1962)
- 07. September: Leslie Harry Ernest Bury, australischer Politiker (* 1913)
- 07. September: Omar Ali Saifuddin III., Sultan von Brunei (* 1916)
- 07. September: Wladimir Alexandrowitsch Wlassow, russischer Komponist (* 1903)
- 09. September: Magda Tagliaferro, brasilianische Pianistin und Musikpädagogin (* 1893)
- 10. September: Pepper Adams, US-amerikanischer Baritonsaxophonist (* 1930)
- 10. September: Eugen Braun, österreichischer Fußballschiedsrichter (* 1895)

- 12. September: Ernst Haas, österreichisch-amerikanischer Fotograf (* 1921)
- 12. September: Gerhard Rohlfs, Romanist (* 1892)
- 14. September: Marcel Couraud, französischer Dirigent (* 1912)
- 14. September: Allen Irvine McHose, US-amerikanischer Musikwissenschaftler, -pädagoge und Organist (* 1902)

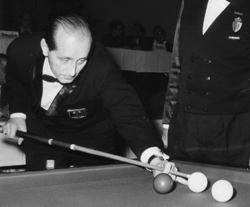
Ernst Rudolph

- 14. September: Ernst Rudolph, deutscher Karambolagespieler (* 1918)
- 15. September: Virginia Gregg, US-amerikanische Schauspielerin (* 1916)
- 15. September: Freimut Stein, deutscher Psychologe und Eiskunstläufer (* 1924)
- 16. September: Luís Armando Rivera, dominikanischer Komponist, Pianist und Geiger (* 1901)
- 18. September: Walther Brühl, deutscher Politiker (* 1894)
- 20. September: Johannes Caspers, deutscher Politiker (* 1910)
- 20. September: Marguerite de Beaumont, Schweizer Schwester der reformierten Frauengemeinschaft Communauté de Grandchamp (* 1895)
- 22. September: József Asbóth, ungarischer Tennisspieler (* 1917)
- 22. September: Abdel-Kader Zaaf, algerischer Radrennfahrer (* 1917)
- 25. September: Nikolai Nikolajewitsch Semjonow, russischer Physikochemiker und Nobelpreisträger (* 1896)
- 25. September: Hans Batz, deutscher Politiker, MdB (* 1927)
- 25. September: Marcel Rüedi, Schweizer Bergsteiger (* 1938)
- 25. September: Hubertus Strughold, deutscher Luftfahrtmediziner (* 1898)
- 27. September: Clifford Lee Burton, Bassist der Heavy-Metal-Band Metallica (* 1962)
- 28. September: Ewa Szelburg-Zarembina, polnische Schriftstellerin (* 1899)
- 29. September: Helmut Qualtinger, österreichischer Kabarettist und Schriftsteller (* 1928)
- 30. September: Franz Burda, deutscher Verleger und Begründer des Burda-Verlags (* 1903)

### Oktober
- 01. Oktober: Emil Maier-Dorn, deutscher Schriftsteller (* 1908)
- 04. Oktober: Raymond E. Baldwin, US-amerikanischer Politiker (* 1893)
- 04. Oktober: Pieter Muntendam, niederländischer Mediziner und Politiker (* 1901)
- 05. Oktober: Alexander Arendt, deutscher Mediziner (* 1921)
- 05. Oktober: Hal B. Wallis, US-amerikanischer Filmproduzent (* 1898)
- 05. Oktober: James Hardy Wilkinson, Mathematiker (* 1919)
- 07. Oktober: Cheryl Crawford, US-amerikanische Theaterregisseurin und Produzentin (* 1902)
- 07. Oktober: Ishizaka Yōjirō, japanischer Schriftsteller (* 1900)
- 08. Oktober: Nels Anderson, US-amerikanischer Soziologe (* 1889)
- 09. Oktober: Harald Reinl, Filmregisseur und Drehbuchautor (* 1908)
- 10. Oktober: Massie Kennard, US-amerikanischer Kirchenreformer (* um 1919)
- 10. Oktober: Antonio di Benedetto, argentinischer Schriftsteller (* 1922)
- 10. Oktober: Gerold von Braunmühl, deutscher Diplomat (* 1935)
- 10. Oktober: Michele Pellegrino, Erzbischof von Turin und Kardinal (* 1903)
- 11. Oktober: David Hand, US-amerikanischer Animator, Filmregisseur und Filmproduzent (* 1900)
- 11. Oktober: Paul Rudolf Henning, deutscher Bildhauer und Architekt (* 1886)
- 11. Oktober: Robert Scholz, österreichisch-amerikanischer Pianist, Komponist, Dirigent und Musikpädagoge (* 1902)
- 14. Oktober: Barbara Kostrzewska, Sängerin und Musikpädagogin (* 1915)
- 14. Oktober: Bilal Xhaferr Xhaferri, albanischer Schriftsteller und Publizist (* 1935)
- 16. Oktober: Arthur Grumiaux, belgischer Violinist (* 1921)
- 16. Oktober: Sandro Puppo, italienischer Fußballspieler und -trainer (* 1918)
- 17. Oktober: Ayukawa Nobuo, japanischer Schriftsteller und Literaturkritiker (* 1920)

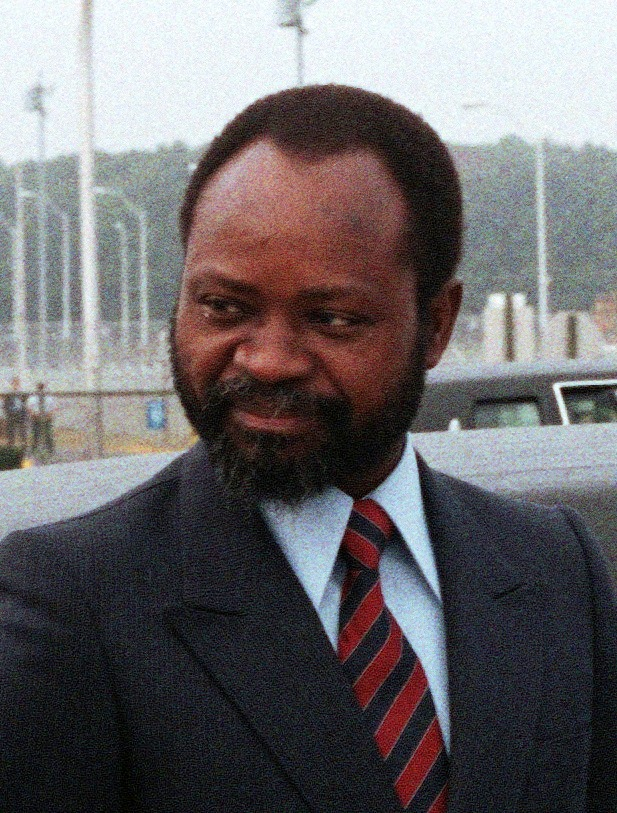
Samora Machel

- 19. Oktober: Moses Asch, US-amerikanischer Plattenproduzent (* 1905)
- 19. Oktober: Samora Machel, Staatspräsident von Mosambik ab 1975 (* 1933)
- 20. Oktober: Fritz Hochwälder, österreichischer Schriftsteller (* 1911)
- 21. Oktober: Theodor Busse, deutscher General (* 1897)
- 21. Oktober: Augusta Holtz, deutsch-US-amerikanische Altersrekordhalterin (* 1871)
- 22. Oktober: Albert von Szent-Györgyi Nagyrápolt, ungarischer Biochemiker und Nobelpreisträger (* 1893)
- 22. Oktober: Ye Jianying, chinesischer Feldmarschall und Politiker (* 1897)
- 23. Oktober: Edward Adelbert Doisy, US-amerikanischer Biochemiker und Nobelpreisträger (* 1893)
- 23. Oktober: Esquerita, US-amerikanischer Rhythm-and-Blues-Musiker (* 1935 oder 1938)
- 25. Oktober: Johnny Dyani, südafrikanischer Jazzmusiker (* 1947)
- 25. Oktober: Joseph B. Johnson, US-amerikanischer Politiker (* 1893)
- 26. Oktober: Jackson Scholz, US-amerikanischer Leichtathlet und Olympiasieger (* 1897)
- 27. Oktober: Sherman A. Adams, US-amerikanischer Politiker (* 1899)
- 27. Oktober: Alfred Au, deutscher Fußballspieler (* 1898)
- 29. Oktober: Shimizu Osamu, japanischer Komponist (* 1911)

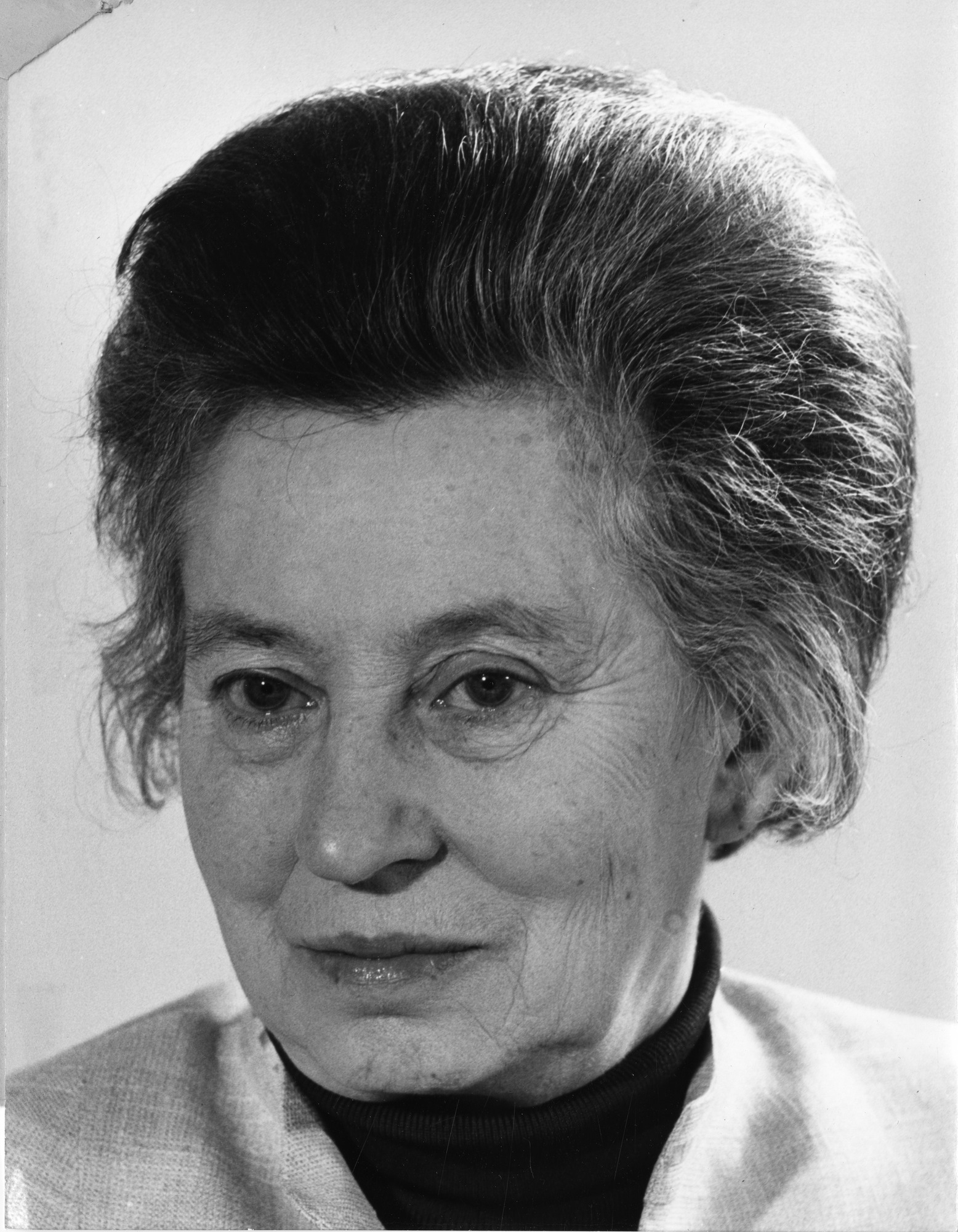
Elisabeth Schwarzhaupt, 1966

- 29. Oktober: Elisabeth Schwarzhaupt, deutsche Politikerin (* 1901)
- 29. Oktober: Harry Voigt, deutscher Leichtathlet (* 1913)
- 30. Oktober: Otto Knefler, deutscher Fußballtrainer (* 1923)
- 30. Oktober: Abel Meeropol, US-amerikanischer Songwriter und Schriftsteller (* 1903)
- 31. Oktober: Bruno Snell, deutscher Altphilologe (* 1896)

### November
- 01. November: Serge Garant, kanadischer Komponist und Dirigent (* 1929)
- 01. November: Sippie Wallace, US-amerikanische Blues-Musikerin (* 1898)
- 04. November: Fritz-Aurel Goergen, deutscher Industrie-Manager (* 1909)
- 05. November: Adolf Brudes, deutscher Motorrad- und Automobilrennfahrer (* 1899)
- 05. November: Oskar Wielgos, deutscher Problemkomponist (* 1916)
- 06. November: Elisabeth Grümmer, Opern- und Kammersängerin (* 1911)
- 06. November: Hugo de Groot, niederländischer Komponist und Dirigent (* 1897)
- 06. November: Gotfrid Köchert, österreichischer Automobilrennfahrer (* 1918)
- 06. November: Erich Rammler, deutscher Verfahrenstechniker (* 1901)
- 07. November: Artur London, tschechischer Kommunist und Diplomat (* 1915)
- 08. November: Aenne Michalsky, österreichische Opernsängerin (1908)
- 08. November: Wjatscheslaw Michailowitsch Molotow, Regierungschef und Außenminister Sowjetunion (* 1890)
- 10. November: Ria Baran, Eiskunstläufer (* 1922)
- 12. November: Enchi Fumiko, japanische Schriftstellerin (* 1905)
- 12. November: Erich Koch, Gauleiter der NSDAP in Ostpreußen und Reichskommissar in der Ukraine (* 1896)
- 12. November: Shimao Toshio, japanischer Schriftsteller (* 1917)
- 13. November: Fritz Viktor Arens, deutscher Kunsthistoriker und Denkmalpfleger (* 1912)
- 13. November: Franco Cortese, italienischer Automobilrennfahrer (* 1903)
- 13. November: Rudolf Schock, deutscher lyrischer Tenor, Opern-, Lied- und Operettensänger (* 1915)
- 15. November: Alexandre Tansman, polnisch-französischer Komponist (* 1897)
- 16. November: François Lacour, französischer Automobilrennfahrer (* 1907)
- 17. November: Ingrid Leodolter, österreichische Politikerin (SPÖ) und Gesundheitsministerin (1971–1979) (* 1919)
- 17. November: Peter Kuhlen, Geistlicher und Mitbegründer der Apostolischen Gemeinschaft (* 1899)
- 18. November: Gia Carangi, US-amerikanisches Fotomodell (* 1960)
- 19. November: Negrito Chapuseaux, dominikanischer Sänger und Komponist (* 1911)
- 21. November: Jerry Colonna, US-amerikanischer Schauspieler, Komiker und Musiker (* 1904)
- 22. November: Scatman Crothers, US-amerikanischer Sänger und Schauspieler (* 1910)
- 22. November: Hans-Jürgen Fröhlich, deutscher Schriftsteller (* 1932)
- 23. November: Yasuzo Masumura, japanischer Regisseur (* 1924)
- 25. November: Gabdulchaj Achatow, russischer Linguist und Turkologist (* 1927)
- 26. November: Ingeborg Drewitz, deutsche Schriftstellerin (* 1923)

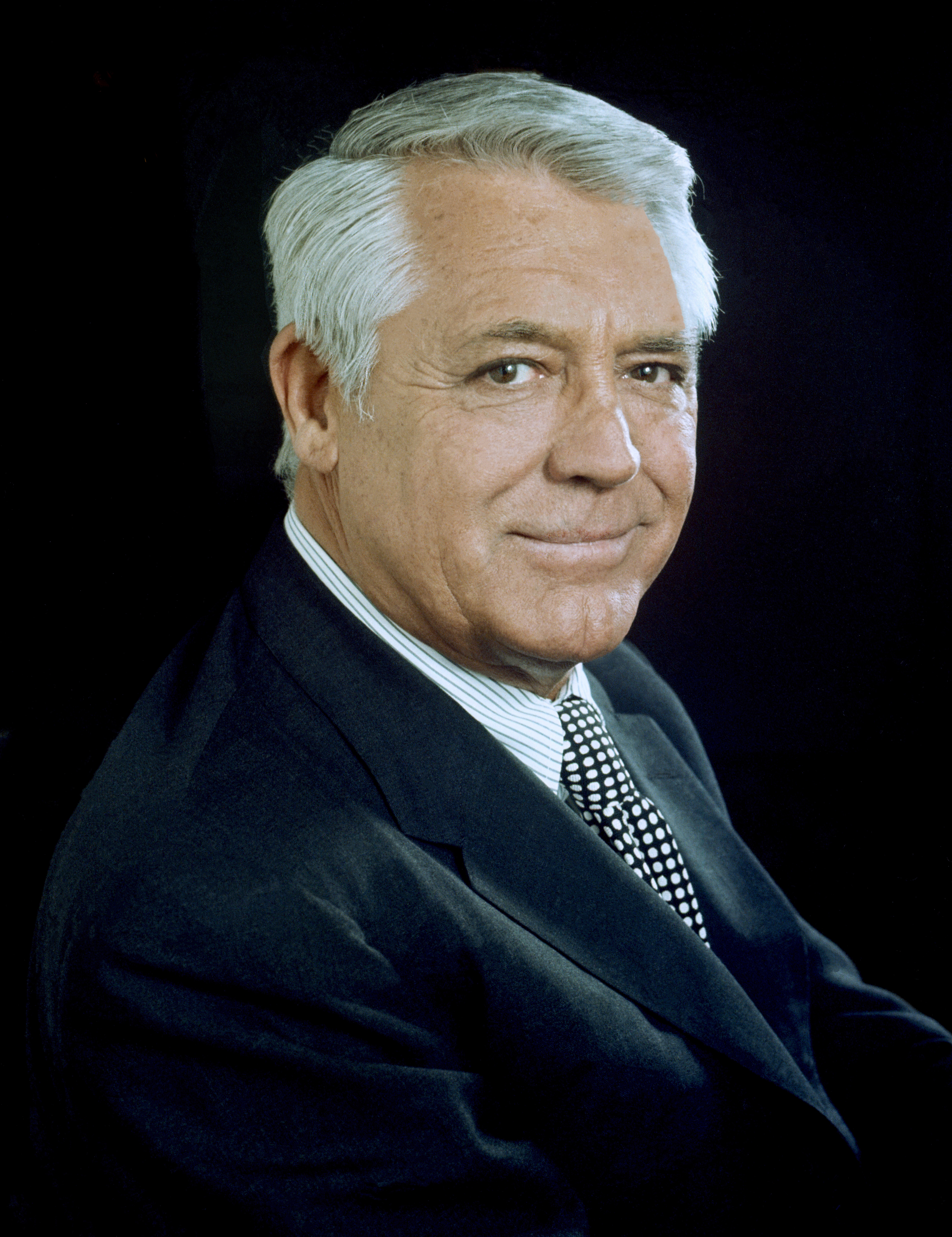
Cary Grant, 1973

- 29. November: Cary Grant, US-amerikanischer Schauspieler (* 1904)

### Dezember
- 01. Dezember: Ernest Burkhart, US-amerikanischer Mörder (* 1892)
- 01. Dezember: Bobby Layne, US-amerikanischer American-Football-Spieler (* 1926)
- 02. Dezember: Heinrich Amersdorffer, deutscher Maler, Grafiker und Kunsterzieher (* 1905)
- 02. Dezember: Desi Arnaz, kolumbianischer Musiker und Schauspieler (* 1917)
- 02. Dezember: Frederick Reginald Attwell, englischer Fußballspieler (* 1920)
- 03. Dezember: Theodor Zeller, deutscher Maler und Graphiker (* 1900)
- 07. Dezember: Eduard Lehmann, Schweizer Beamter (* 1916)
- 10. Dezember: Bruno Mora, italienischer Fußballspieler (* 1937)
- 10. Dezember: Fred Stone, kanadischer Flügelhornist, Trompeter und Komponist (* 1935)
- 11. Dezember: Carmen Guerrero Franco, mexikanische Schauspielerin (* 1911)
- 11. Dezember: Miya Shūji, japanischer Lyriker (* 1912)
- 12. Dezember: Carlos Ramírez, kolumbianischer Sänger und Schauspieler (* 1916)
- 12. Dezember: Paul Verner, Mitglied des Politbüros des Zentralkomitees der SED in der DDR (* 1911)
- 13. Dezember: Heather Grace Angel, britische Schauspielerin (* 1909)
- 15. Dezember: Serge Lifar, russisch-französischer Tänzer und Choreograf (* 1904)
- 17. Dezember: Giulio Ramponi, italienischer Techniker und Automobilrennfahrer (* 1902)
- 18. Dezember: George Amy, US-amerikanischer Filmeditor (* 1903)
- 19. Dezember: V. C. Andrews, US-amerikanische Schriftstellerin (* 1923)
- 19. Dezember: Avelar Brandão Vilela, Erzbischof von São Salvador da Bahia und Kardinal (* 1912)
- 19. Dezember: Frank Sels, belgischer Comiczeichner und -autor (* 1942)
- 20. Dezember: Eduard Abramyan, armenischer Pianist und Musikpädagoge (* 1923)
- 20. Dezember: Alicia Urreta, mexikanische Komponistin (* 1930)
- 21. Dezember: Hans Baur, deutscher Schauspieler (* 1910)
- 23. Dezember: Heidi Abel, Schweizer Ansagerin und Moderatorin (* 1929)
- 23. Dezember: Gerhard Bienert, deutscher Schauspieler (* 1898)
- 25. Dezember: Omraam Mikhaël Aïvanhov, bulgarischer spiritueller Meister (* 1900)
- 25. Dezember: Friedrich von Ledebur, österreichischer Filmschauspieler (* 1900)
- 26. Dezember: Elsa Lanchester, britische Schauspielerin (* 1902)
- 26. Dezember: Herwig Walter, deutscher Schauspieler (* 1911)
- 27. Dezember: Lars-Erik Larsson, schwedischer Komponist (* 1908)
- 27. Dezember: Louis van Lint, belgischer Maler (* 1909)
- 28. Dezember: Alton Asa Lennon, US-amerikanischer Politiker (* 1906)
- 28. Dezember: John D. MacDonald, US-amerikanischer Schriftsteller (* 1916)
- 29. Dezember: Harold Macmillan, britischer Politiker und Premierminister von 1957 bis 1963 (* 1894)
- 29. Dezember: Pietro Parente, Kardinal der römisch-katholischen Kirche (* 1891)

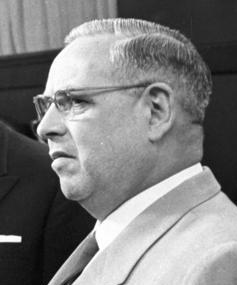
Lothar Bolz, 1959

- 29. Dezember: Lothar Bolz, Vorsitzender der NDPD der DDR (* 1903)
- 29. Dezember: Jürgen Driehaus, deutscher Prähistoriker (* 1927)
- 29. Dezember: Andrei Tarkowski, sowjetischer Filmregisseur (* 1932)
- 29. Dezember: John Antill, australischer Komponist (* 1904)
- 29. Dezember: Grete Mosheim, deutsche Schauspielerin (* 1905)
- 31. Dezember: Piero Chiara, italienischer Schriftsteller (* 1913)

### Datum unbekannt
- Axel Arens, deutscher Journalist (* 1939)
- Ernst-Ludwig von Aster, deutscher Jagd- und Tiermaler (* 1902)
- Wolfgang Auler, deutscher Organist (* 1904)
- Cayetano Biondo, argentinischer Theater- und Filmschauspieler (* 1902)
- Sonja Friedmann-Wolf, deutsche Autorin (* 1923)
- Margot von Gans, deutsche Luftfahrtpionierin und Automobilrennfahrerin (* 1899)
- Hanns Geier, deutscher Automobilrennfahrer (* 1902)
- Robert Last, deutscher Schlagzeuger (* 1921)
- Friedrich Oetinger, deutscher Verleger (* 1907)
- Ingo Osterloh, deutscher Schauspieler (* 1921)
- Alfredo Poviña, argentinischer Soziologe (* 1904)
- Novelle Hamilton Richards, antiguanischer Schriftsteller und Politiker (* 1917)
- Romas Viesulas, lituaisch-amerikanischer Druckgraphiker (* 1918)
- Herman Watzinger, norwegischer Ingenieur (* 1916)
- Rusty Wellington, US-amerikanischer Country- und Rockabilly-Musiker (* 1925)

## Wissenschaftspreise

### Nobelpreise
- Physik: Ernst Ruska, Gerd Binnig und Heinrich Rohrer
- Chemie: Dudley R. Herschbach, Yuan T. Lee und John C. Polanyi
- Medizin: Stanley Cohen und Rita Levi-Montalcini
- Literatur: Wole Soyinka
- Friedensnobelpreis: Elie Wiesel
- Wirtschaftswissenschaft: James M. Buchanan

### Fields-Preis
- Simon Donaldson, für Arbeiten zur Topologie vierdimensionaler Mannigfaltigkeiten, besonders der Nachweis, dass für den vierdimensionalen euklidischen Raum verschiedene Differentialstrukturen existieren, Donaldson-Invarianten (Differentialtopologie)
- Gerd Faltings, für den Beweis der Vermutung von Mordell, dass nur endlich viele rationale Punkte auf einer algebraischen Kurve mit Geschlecht größer als eins liegen (Algebraische Geometrie, Zahlentheorie)
- Michael Freedman, für Neue Methoden zur topologischen Untersuchung vierdimensionaler Mannigfaltigkeiten, speziell der Beweis der Poincaré-Vermutung in vier Dimensionen und die Klassifikation der kompakten einfach zusammenhängenden vierdimensionalen Mannigfaltigkeiten (Topologie)

### Turing Award
- John E. Hopcroft und Robert Tarjan, für Design und Analyse von Algorithmen und Datenstrukturen.